# Lignes d'Azur
Cet article possède un paronyme, voir Ligne Azur.
 (janvier 2025).
Le réseau Lignes d’Azur est le réseau de transport en commun de la Métropole Nice Côte d'Azur. Il comprend trois lignes de tramways, plus de cent-soixante-cinq lignes d'autobus et d'autocar, dont la métropole Nice Côte d'Azur est l'autorité organisatrice (AOTU). Jusqu'au 31 août 2013, il est exploité sous le régime de la délégation de service public pour sa plus grande partie par la ST2N, filiale de Transdev. À compter de septembre 2013, la partie du réseau exploitée par la Société nouvelle des transports de l'agglomération niçoise est reprise en régie par la métropole. Ce réseau est exploité sous la marque « Lignes d’Azur ».

## Présentation
Lignes d’Azur est le nom commercial sous lequel sont exploités depuis 2010 les réseaux de la Métropole Nice Côte d'Azur et du conseil départemental des Alpes-Maritimes.
Antérieurement, de 2005 à 2010, le réseau de la Communauté urbaine Nice Côte d'Azur était exploité sous le nom de « Ligne d’Azur ».
Le réseau « Sunbus » avait été rebaptisé « Ligne d’Azur » au 1er janvier 2005 lors de l'unification des réseaux de transports de la communauté urbaine Nice Côte d'Azur alors communauté d'agglomération. Depuis ce changement, celui-ci a été remanié, de nouvelles lignes créées. La principale amélioration a été la mise en service de la ligne 1 du tramway de Nice. Il s'est désormais fondu dans le réseau « Lignes d’Azur ».

## Historique

Schéma des transports de Nice.

### Tramway de Nice et du Littoral
Le tramway de Nice et du littoral est l'ancien réseau de tramway desservant Nice et les communes des Alpes-Maritimes, entre 1878 et 1953.

### SunBus (1992-2004)
SunBus était le réseau de bus qui desservait Nice avant 2005. D'autres réseaux existaient autour de la ville comme à Vence ou Cagnes-sur-Mer. Le mot SUN de SunBus voulait à l’origine dire : Service Urbain de Nice. Mais le mot peut faire aussi référence au soleil de la côte d’Azur puisque Sun veut dire « soleil » en anglais. Ce réseau faisait partie du groupe semiacs qui gérait aussi les parkings de ville de Nice : SunParc. Le logo de SunBus et SunParc était un soleil qui riait.

### Ligne d’Azur (2005 - 2009)
Le réseau Ligne d’Azur (à ne pas confondre avec Lignes d’Azur, le réseau actuel) était le réseau qui succède au réseau SunBus. Ce réseau là ne desservait encore que la ville de Nice et sa banlieue et conserve les mêmes lignes (à part quelque modifications). Ses bus étaient bleus avec le nom écrit en lettres bleues dans l’écriture Georgia soulignée en or. Son logo était une palme en bleu foncé sur un ovale de couleur bleu clair.

### Lignes d’Azur (depuis 2010)
Dans les Alpes-Maritimes, les réseaux de transport en commun sont gérés par sept autorités organisatrices de transports (AOT), ce qui complique l'utilisation des transports en commun dans la mesure où il n'existe pas de coordination d'itinéraires, d'horaires ou de tarifs entre les différents réseaux.

Le 16 mai 2005 est créé le syndicat mixte des transports des Alpes-Maritimes (SYMITAM) regroupant six AOT : le conseil départemental des Alpes-Maritimes, la communauté urbaine Nice Côte d'Azur, la communauté d'agglomération Sophia Antipolis (réseau Envibus), la communauté d'agglomération de la Riviera Française, le syndicat mixte des transports Sillages (réseau Sillages) et le syndicat intercommunal des transports publics de Cannes - Le Cannet - Mandelieu-la-Napoule (réseau Bus Azur). Cette structure assure la coordination des transports collectifs des AOT adhérentes par l'information des usagers, une billettique interopérable et une tarification unique.

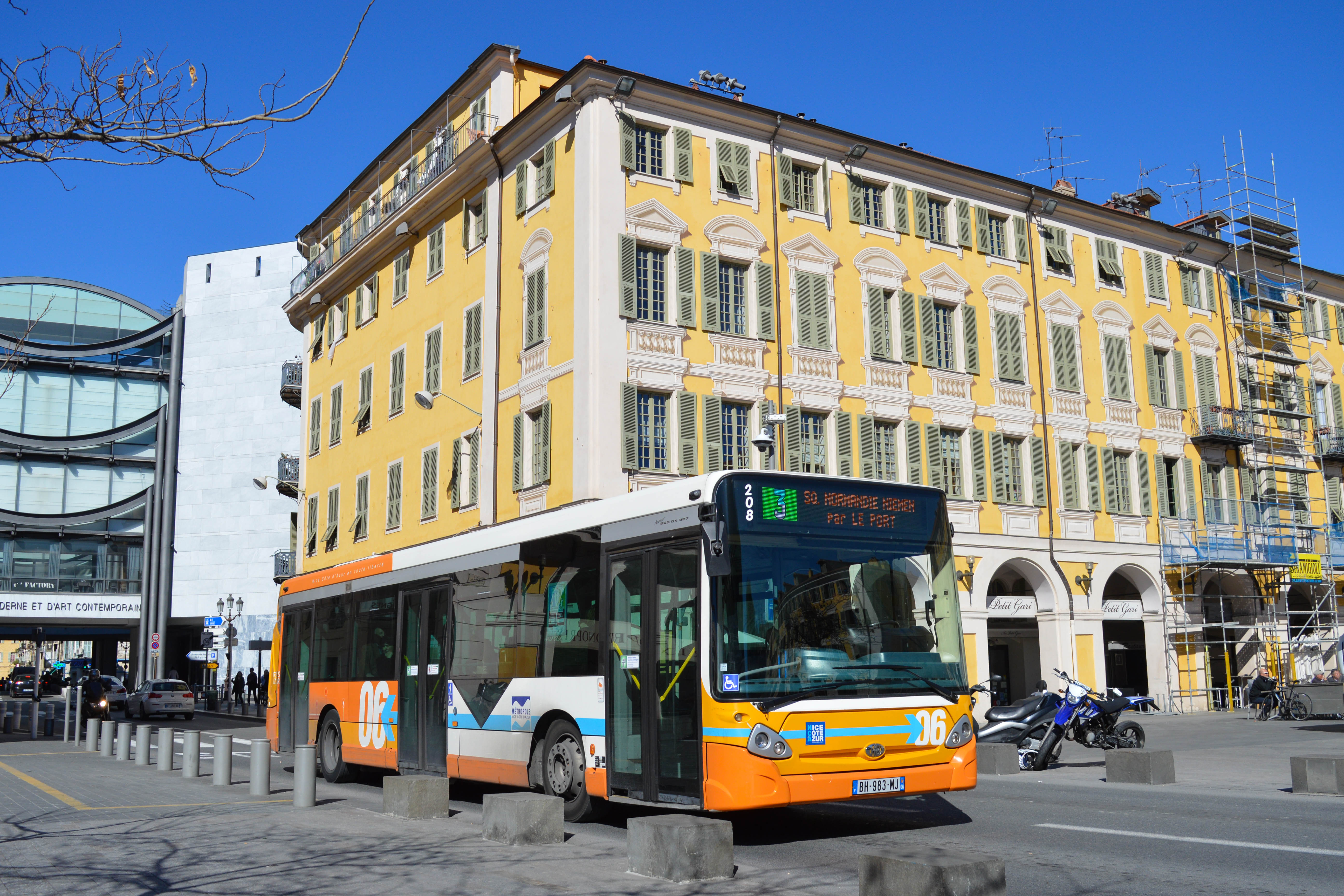
Un Heuliez GX237 sur la ligne 3 en 2016.

Une première réponse a été apportée avec la mise en place en 2008 du ticket Azur, un titre de transport à tarif unique (1 €) qui permet d'effectuer une correspondance entre le réseau interurbain Transports Alpes-Maritimes et un les réseaux urbains du département. Ce système est toutefois assez complexe puisqu'il fonctionne avec un système de contremarque, les systèmes de billettique n'étant pas interopérables. En outre, il n'existe pas de solution pour les abonnés : ils ne seraient concernés qu'ultérieurement, avec la mise en place d'une carte Azur, que les autorités locales décrivent comme la « carte Orange » de la Côte d'Azur.

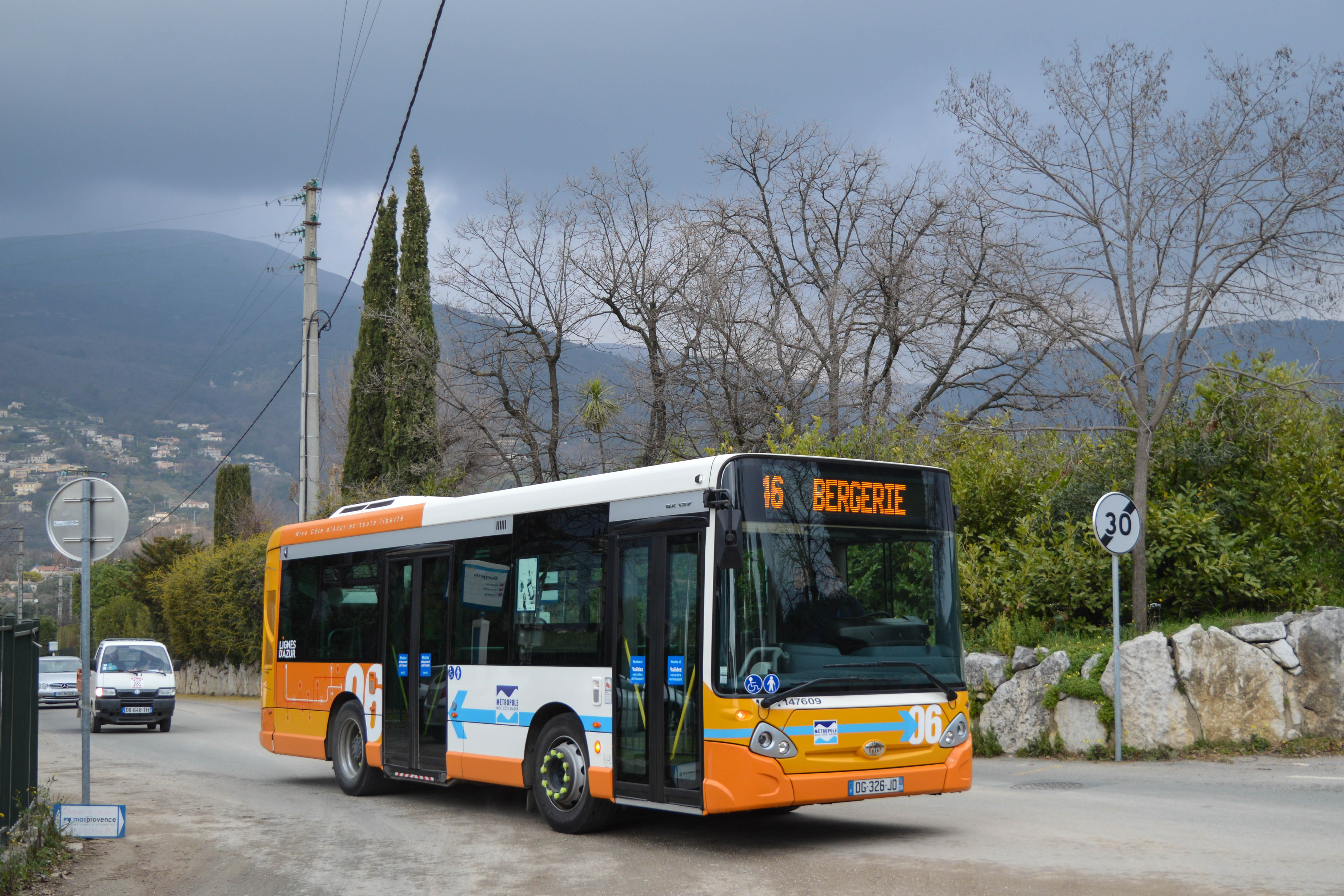
Kéolis Baie des Anges

Pour remédier à ces problèmes, il a été décidé[Qui ?] de fusionner les différents réseaux de transport, en commençant par les réseaux « Transports Alpes-Maritimes » et « Ligne d'Azur ». Cela a donné lieu à la création d'une direction des transports mutualisée composée de 50 % de personnel Conseil général et de 50 % de personnel de la métropole dans laquelle travaillent plus de 50 personnes. Le 20 novembre 2009, il a été annoncé que le nouveau réseau s'appellerait « Lignes d'Azur ». La nouvelle identité visuelle du réseau a été présentée le même jour. Le réseau est entré en vigueur début 2010.

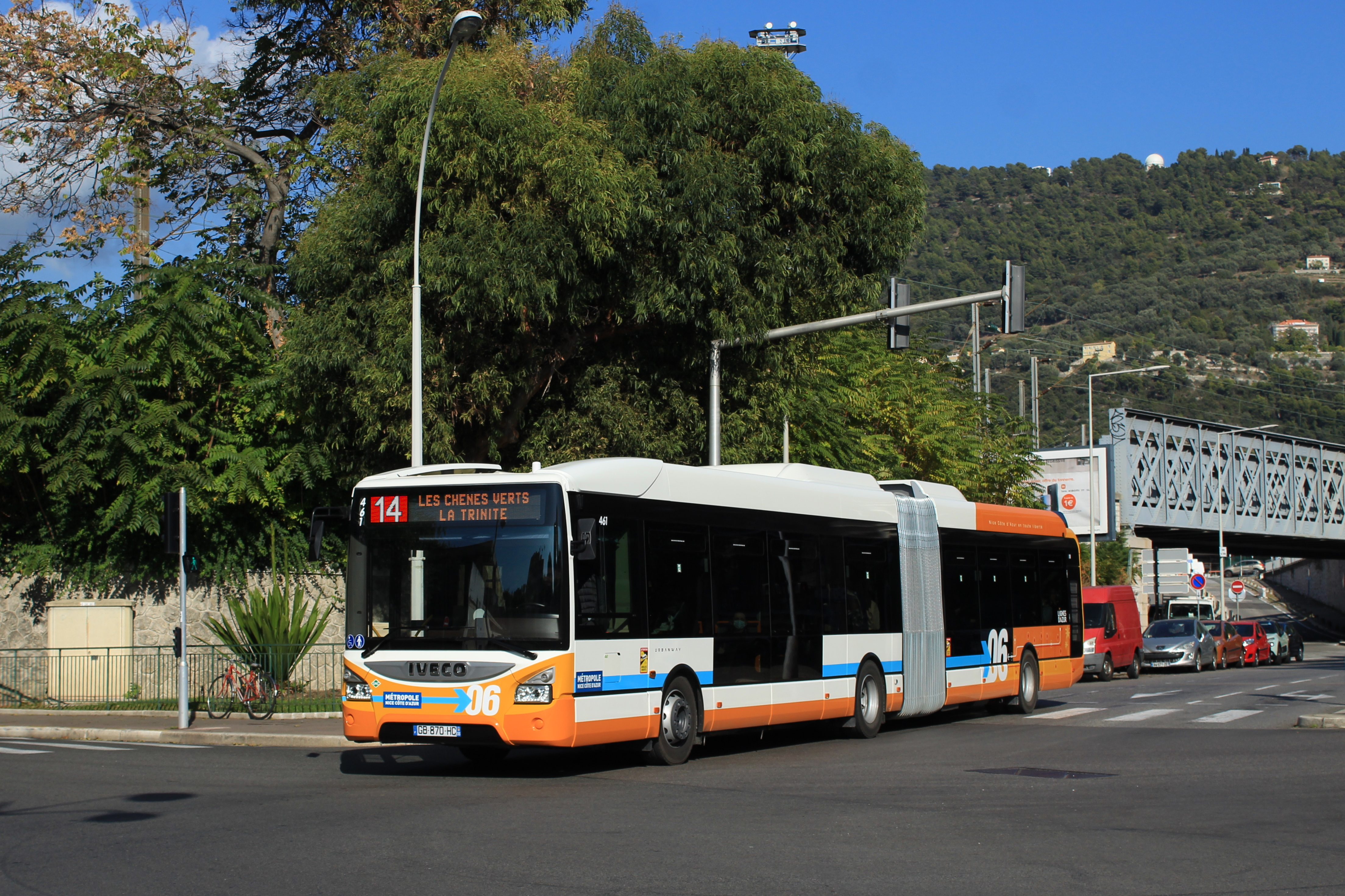
Un Iveco Urbanway 18 CNG récemment mis en service sur la ligne 14.

Après un test effectué avec 27 usagers d'octobre 2005 à novembre 2006, le 21 mai 2010, Lignes d'Azur est le premier opérateur de transport en Europe, qui inclut dans son offre une application pérenne autorisant le paiement de ses titres de transport, ici de tramways et de bus, avec une carte bancaire sans contact ou un téléphone mobile NFC (Samsung), sur la base de la technologie dite de communication en champ proche, succédant à la radio-identification (RFID), ainsi que leur chargement sur et avec son téléphone mobile, de même que la validation de l'accès à ces modes de transports avec ces deux supports,. Le système mis en œuvre à Nice sera repris sur les réseaux de tramways et de bus de Caen et Strasbourg, respectivement les 18 et 25 juin 2013, où la validation s'effectue aussi directement avec son téléphone mobile NFC,, ou également testé 4 mois en décembre 2006 à Paris, puis avec la carte Navigo en juillet 2018, avant d'être déployé le 25 septembre 2019.
À la rentrée 2010 et février 2011, le réseau Bus Var Mer de Carros disparaît progressivement et ses lignes sont réparties entre les réseaux urbains et interurbains. En mars 2013, le conseil métropolitain décide de reprendre l'exploitation du réseau urbain Lignes d'azur par la mise en place de la régie Ligne d'Azur.

### Identité visuelle

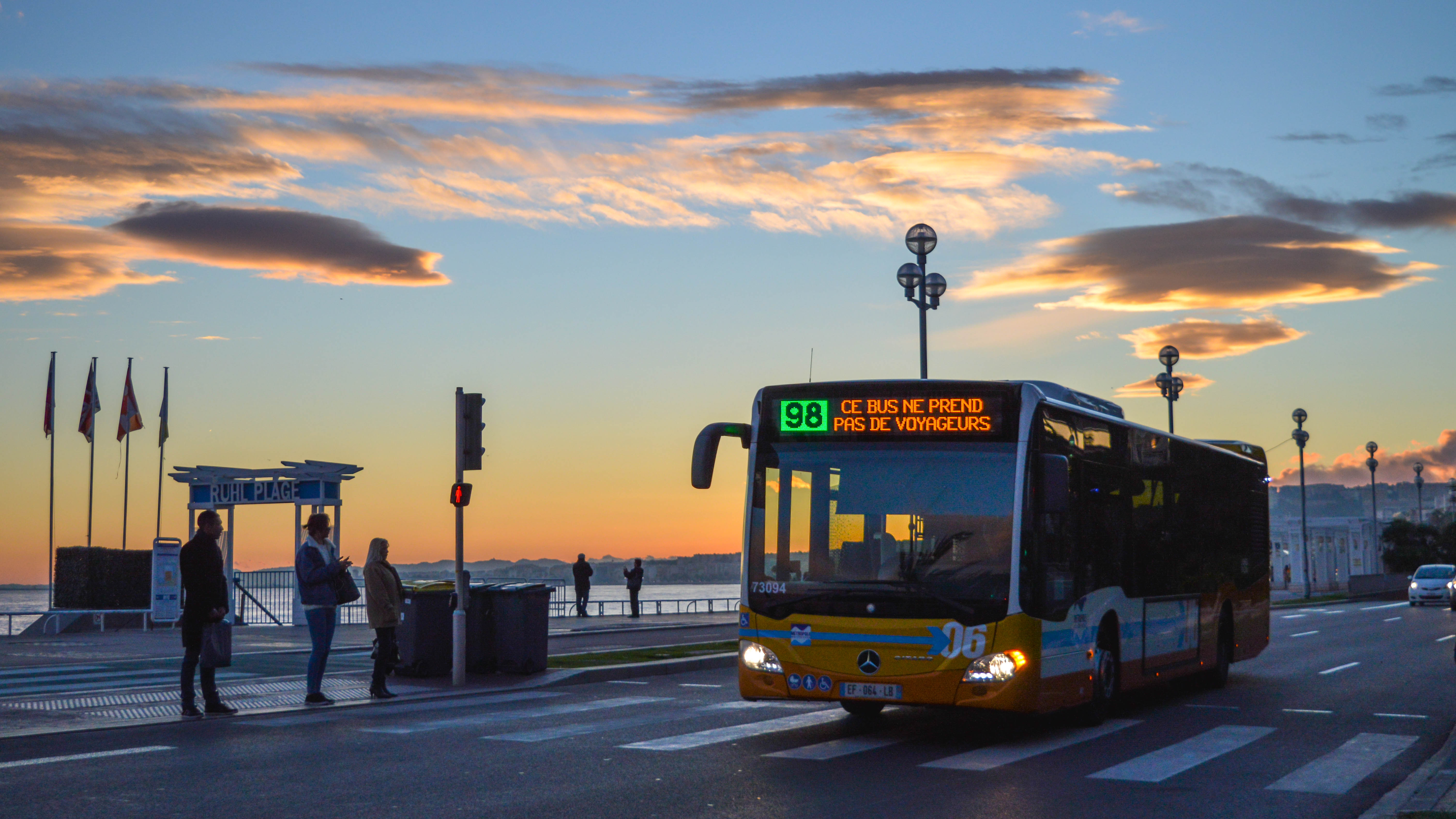
Un Mercedes Citaro C2 sur la ligne 98 en 2016.

Logo de l'ancien réseau, Ligne d'Azur, du 1er janvier 2005 au 31 décembre 2009.
Logo du réseau Lignes d'Azur depuis le 1er janvier 2010.

## Exploitation

### Autorité organisatrice

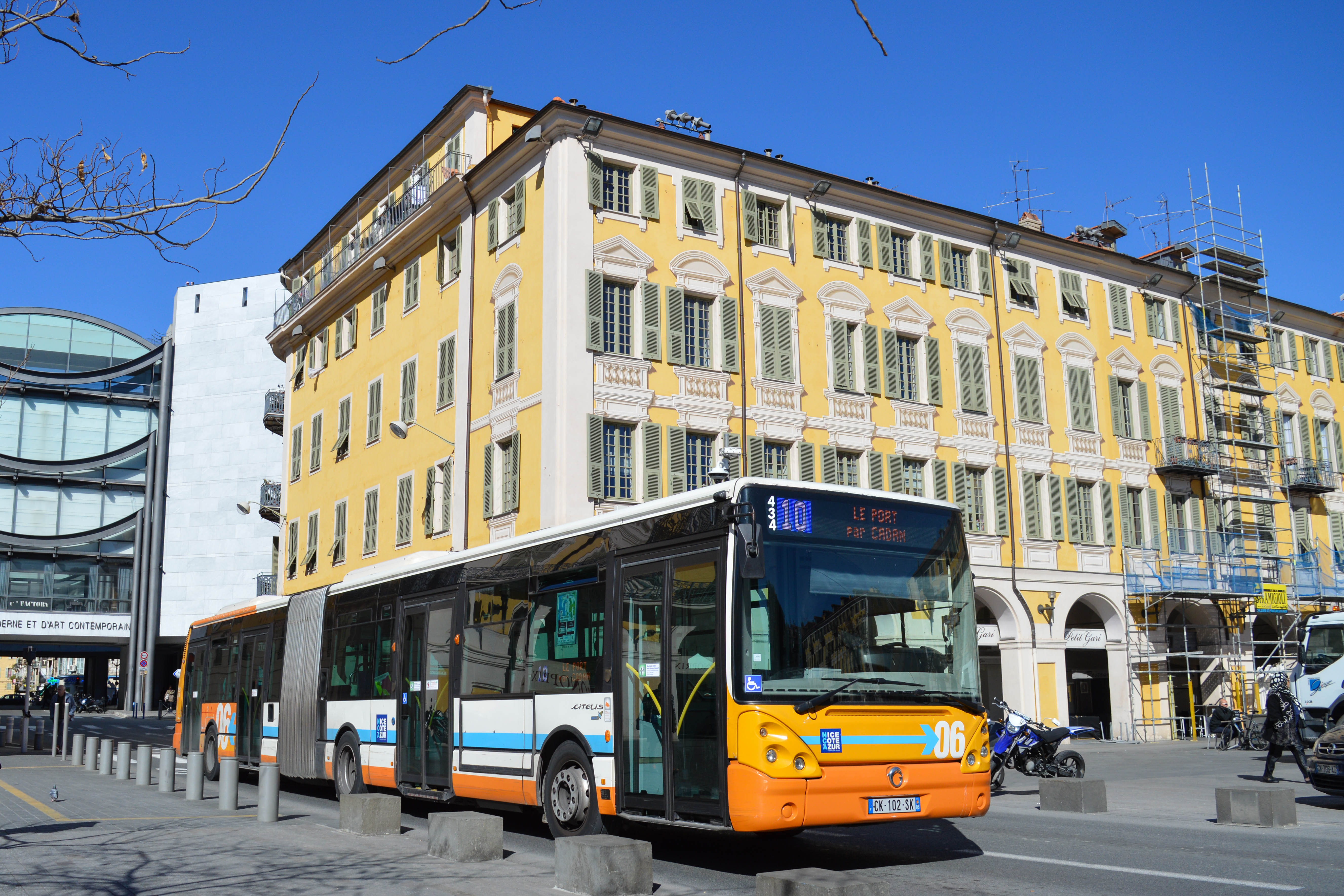
Le réseau Nice Côte d'Azur est exploité en majorité par la Régie Ligne d'Azur.

Depuis mars 2013, l'organisation du réseau est gérée par la Métropole Nice Côte d'Azur. Elle gère la tarification, la gestion et l'amélioration des lignes, mais aussi la réalisation d'investissements, comme les achats de matériel roulant ou de poteaux d'arrêts par exemple. C'est également elle qui gère l'exploitation, et qui la délègue à des entreprises privées sur certaines lignes ou services.

### Exploitants
Le réseau de transport de Nice Côte d'Azur est exploité en majorité par la Régie Ligne d'Azur. C'est l'entreprise chargée de gérer les services de transports pour la communauté urbaine Nice Côte d'Azur dans le cadre du contrat de délégation de service public.
La Régie Ligne d'Azur assure donc l'exploitation d'une grande partie des lignes et la commercialisation des titres en appliquant les dispositions définies par la métropole et le conseil départemental. Elle procède aux différentes études de ré-aménagement du réseau et des tarifs qui doivent être en accord avec la politique de transport.
Ne pouvant effecteur tous les services elle-même (174 lignes ou services), la ST2N a délégué à plusieurs sociétés affrétées certaines lignes (Rapide Côte d'Azur de Véolia, Société automobile de Provence de Kéolis, Société des autocars Martin, les Transports SUMA, TRAM du groupe Péglion, et aux sociétés indépendantes TANP, Bréma et Abello).
En 2014, Keolis remporte les lignes du côté ouest de la métropole ainsi que les lignes 98 et 99 anciennement exploitées par Transdev RCA.[réf. nécessaire]

## Tarification

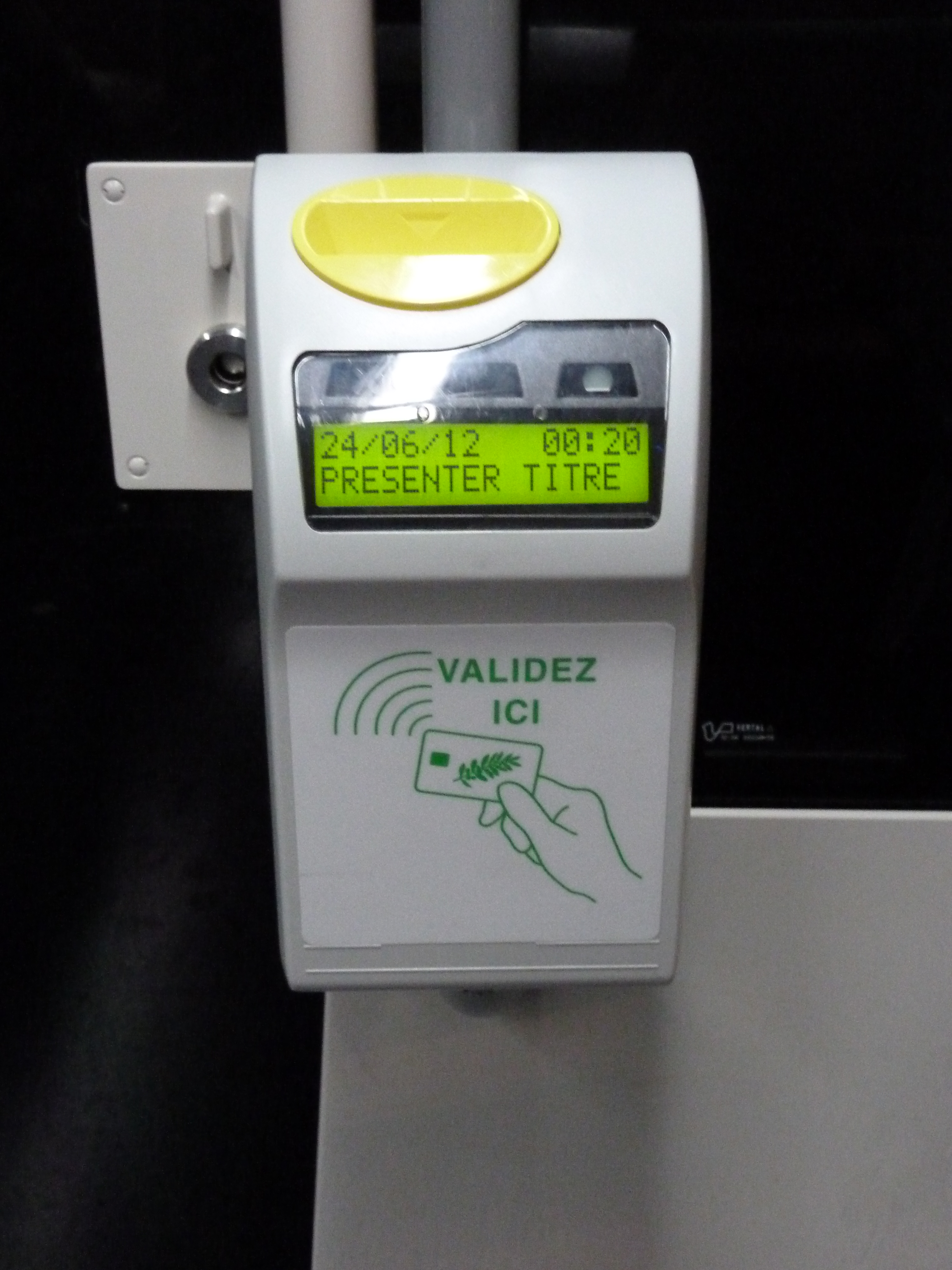
Valideur Lignes d'Azur.

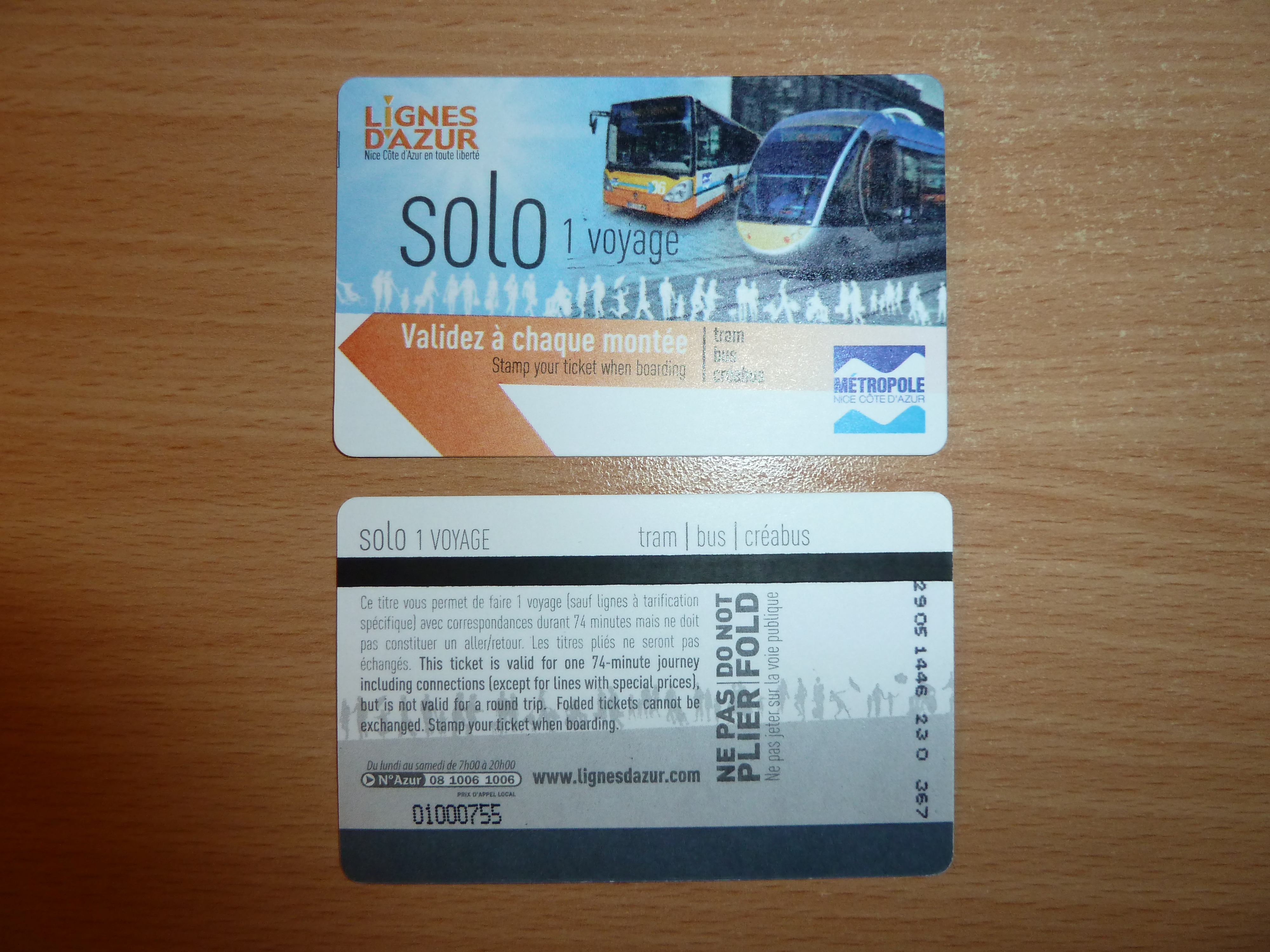
Ticket Solo 1 voyage Lignes d'Azur

Bien que le conseil général des Alpes-Maritimes et la métropole Nice Côte d'Azur aient fusionné sous une même marque leurs réseaux, la tarification est toujours en cours d'uniformisation et il existe encore à ce jour (mars 2010) deux gammes tarifaires différentes : une pour le réseau urbain de NCA et une pour le réseau interurbain du conseil général.
La validation est obligatoire dans tous les bus Lignes d'Azur. L'absence de validation peut entraîner une amende de 40 € et l'absence de titre peut entraîner une amende de 60 €. À cela s'ajoutent des frais de dossier qui sont de 40 € en cas de paiement différé (ou 20 € en cas de paiement sur internet dans les 15 jours).
Le ticket de 1,50 € permet d'emprunter les lignes du réseau et d'assurer une correspondance pendant 74 minutes.

Une carte de transport unique, la Carte azur est disponible depuis le 1er mars 2011. Elle permet, moyennant 365 € par an ou 45 € par mois d'emprunter de façon illimité les réseaux Lignes d'azur (urbain et interurbain), Envibus d'Antibes et celui de la CAM de Monaco. Les autres réseaux du département (Palm Bus à Cannes, Zest'bus à Menton et Sillages à Grasse) seront intégrés au dispositif ultérieurement.
Dès le 1er juillet 2023, la tarification change avec la fin des tickets en papier pour les cartes magnétiques rechargeables. Le voyage simple coûtera 1,70 €.

## Réseau actuel Lignes d'Azur (depuis octobre 2024)

### Tramway
| Ligne | Caractéristiques | Caractéristiques                  | Caractéristiques                  | Caractéristiques                  | Caractéristiques                  | Caractéristiques                              | Caractéristiques                         | Caractéristiques                  | Caractéristiques                            |
| 1     | Hôpital Pasteur ⥋ Henri Sappia | Hôpital Pasteur ⥋ Henri Sappia    | Hôpital Pasteur ⥋ Henri Sappia    | Hôpital Pasteur ⥋ Henri Sappia    | Hôpital Pasteur ⥋ Henri Sappia    | Hôpital Pasteur ⥋ Henri Sappia                | Hôpital Pasteur ⥋ Henri Sappia           | Hôpital Pasteur ⥋ Henri Sappia    | Hôpital Pasteur ⥋ Henri Sappia              |
| ----- | --- | --------------------------------- | --------------------------------- | --------------------------------- | --------------------------------- | --------------------------------------------- | ---------------------------------------- | --------------------------------- | ------------------------------------------- |
| 1     | Ouverture / Fermeture 26 novembre 2007 / — | Longueur 9,2 km                   | Durée 40 min                      | Nb. d’arrêts 22                   | Matériel Citadis TGA 302/402      | Jours de fonctionnement L, Ma, Me, J, V, S, D | Jour / Soir / Nuit / Fêtes O / O / O / O | Voy. / an —                       | COT (Centre Opérationnel du Tramway)        |
| 1     | Desserte : Henri Sappia ↔ Comte de Falicon ↔ Le Ray ↔ Gorbella ↔ Valrose Université ↔ Borriglione ↔ Libération ↔ Gare Thiers ↔ Jean Médecin ↔ Masséna ↔ Opéra - Vieille Ville ↔ Cathédrale - Vieille Ville ↔ Garibaldi ↔ République ↔ Palais des Expositions ↔ Vauban ↔ Saint-Jean-d'Angély Université ↔ Saint-Roch ↔ Virgile Barel ↔ Saint-Charles ↔ Pont Michel ↔ Hôpital Pasteur.         |                                   |                                   |                                   |                                   |                                               |                                          |                                   |                                             |
| 1     | Évolution : Le 6 juillet 2013, la ligne est étendue de l'arrêt Pont Michel à l'arrêt Hôpital Pasteur. Autre : - Amplitudes horaires : La ligne circule tous les jours de 4 h 25 à 0 h 40, et jusqu'à 1 h 35 le vendredi et le samedi. |                                   |                                   |                                   |                                   |                                               |                                          |                                   |                                             |
| 1     | Dernière actualisation : 5 mai 2023 |                                   |                                   |                                   |                                   |                                               |                                          |                                   |                                             |
| 2     | Port Lympia ⥋ Aéroport Terminal 2 | Port Lympia ⥋ Aéroport Terminal 2 | Port Lympia ⥋ Aéroport Terminal 2 | Port Lympia ⥋ Aéroport Terminal 2 | Port Lympia ⥋ Aéroport Terminal 2 | Port Lympia ⥋ Aéroport Terminal 2             | Port Lympia ⥋ Aéroport Terminal 2        | Port Lympia ⥋ Aéroport Terminal 2 | Port Lympia ⥋ Aéroport Terminal 2           |
| 2     | Ouverture / Fermeture 30 juin 2018 / — | Longueur 10,2 km                  | Durée 32 min                      | Nb. d’arrêts 17                   | Matériel Citadis 405              | Jours de fonctionnement L, Ma, Me, J, V, S, D | Jour / Soir / Nuit / Fêtes O / O / O / O | Voy. / an —                       | CMCG (Centre de Maintenance Charles Ginésy) |
| 2     | Desserte : Aéroport Terminal 2 ↔ Aéroport Terminal 1 ↔ Grand Arénas ↔ Parc Phoenix ↔ Cassin / Kirchner ↔ Ferber ↔ Carras ↔ Sainte-Hélène ↔ Fabron ↔ Lenval Hôpital ↔ Magnan ↔ Centre Universitaire Méditerranéen ↔ Alsace-Lorraine ↔ Jean Médecin ↔ Durandy ↔ Garibaldi / Le Château ↔ Port Lympia.                                                                                          |                                   |                                   |                                   |                                   |                                               |                                          |                                   |                                             |
| 2     | Évolution : Le 6 janvier 2025, la branche reliant Grand Arénas au CADAM est détachée de la ligne 2 pour créer la ligne B. Autre : - Amplitudes horaires : La ligne circule tous les jours de 4 h 5 à 0 h 35, et jusqu'à 1 h 15 le vendredi et le samedi. |                                   |                                   |                                   |                                   |                                               |                                          |                                   |                                             |
| 2     | Dernière actualisation : 15 juin 2025 |                                   |                                   |                                   |                                   |                                               |                                          |                                   |                                             |
| 3     | Port Lympia ⥋ Saint-Isidore | Port Lympia ⥋ Saint-Isidore       | Port Lympia ⥋ Saint-Isidore       | Port Lympia ⥋ Saint-Isidore       | Port Lympia ⥋ Saint-Isidore       | Port Lympia ⥋ Saint-Isidore                   | Port Lympia ⥋ Saint-Isidore              | Port Lympia ⥋ Saint-Isidore       | Port Lympia ⥋ Saint-Isidore                 |
| 3     | Ouverture / Fermeture 13 novembre 2019 / — | Longueur 16 km                    | Durée 40 min                      | Nb. d’arrêts 22                   | Matériel Citadis 405              | Jours de fonctionnement L, Ma, Me, J, V, S, D | Jour / Soir / Nuit / Fêtes O / O / N / O | Voy. / an —                       | CMCG (Centre de Maintenance Charles Ginésy) |
| 3     | Desserte : Saint-Isidore ↔ Stade ↔ Eco-Parc ↔ Les Arboras / Université ↔ La Plaine ↔ Méridia ↔ Digue des Français ↔ Paul Montel / Les Moulins ↔ Grand Arénas ↔ Parc Phoenix ↔ Cassin / Kirchner ↔ Ferber ↔ Carras ↔ Sainte-Hélène ↔ Fabron ↔ Lenval Hôpital ↔ Magnan ↔ Centre Universitaire Méditerranéen ↔ Alsace-Lorraine ↔ Jean Médecin ↔ Durandy ↔ Garibaldi / Le Château ↔ Port Lympia. |                                   |                                   |                                   |                                   |                                               |                                          |                                   |                                             |
| 3     | Évolution : Le 6 janvier 2025, la desserte de l'aéroport est reprise par la ligne B et le tracé de la ligne 3 est dévié à l'est vers le port Lympia. Autre : - Amplitudes horaires : La ligne circule tous les jours de 5 h 30 à 23 h 30. |                                   |                                   |                                   |                                   |                                               |                                          |                                   |                                             |
| 3     | Dernière actualisation : 15 juin 2025 |                                   |                                   |                                   |                                   |                                               |                                          |                                   |                                             |
| B     | Aéroport Terminal 2 ⥋ CADAM | Aéroport Terminal 2 ⥋ CADAM       | Aéroport Terminal 2 ⥋ CADAM       | Aéroport Terminal 2 ⥋ CADAM       | Aéroport Terminal 2 ⥋ CADAM       | Aéroport Terminal 2 ⥋ CADAM                   | Aéroport Terminal 2 ⥋ CADAM              | Aéroport Terminal 2 ⥋ CADAM       | Aéroport Terminal 2 ⥋ CADAM                 |
| B     | Ouverture / Fermeture 6 janvier 2025 / — | Longueur 3 km                     | Durée 10 min                      | Nb. d’arrêts 6                    | Matériel Citadis 405              | Jours de fonctionnement L, Ma, Me, J, V, S, D | Jour / Soir / Nuit / Fêtes O / O / N / O | Voy. / an —                       | CMCG (Centre de Maintenance Charles Ginésy) |
| B     | Desserte : CADAM Centre Administratif ↔ Digue des Français ↔ Paul Montel / Les Moulins ↔ Grand Arénas ↔ Aéroport Terminal 1 ↔ Aéroport Terminal 2. |                                   |                                   |                                   |                                   |                                               |                                          |                                   |                                             |
| B     | Autre : - Amplitudes horaires : La ligne circule tous les jours de 5 h 30 à 23 h 30. |                                   |                                   |                                   |                                   |                                               |                                          |                                   |                                             |
| B     | Dernière actualisation : 15 juin 2025 |                                   |                                   |                                   |                                   |                                               |                                          |                                   |                                             |

### Bus à haut niveau de service (BHNS)
| Ligne | Caractéristiques | Caractéristiques                             | Caractéristiques                             | Caractéristiques                             | Caractéristiques                             | Caractéristiques                              | Caractéristiques                             | Caractéristiques                             | Caractéristiques                             |
| 8+    | Saint-Sylvestre ⥋ Palais des Expositions | Saint-Sylvestre ⥋ Palais des Expositions     | Saint-Sylvestre ⥋ Palais des Expositions     | Saint-Sylvestre ⥋ Palais des Expositions     | Saint-Sylvestre ⥋ Palais des Expositions     | Saint-Sylvestre ⥋ Palais des Expositions      | Saint-Sylvestre ⥋ Palais des Expositions     | Saint-Sylvestre ⥋ Palais des Expositions     | Saint-Sylvestre ⥋ Palais des Expositions     |
| ----- | --- | -------------------------------------------- | -------------------------------------------- | -------------------------------------------- | -------------------------------------------- | --------------------------------------------- | -------------------------------------------- | -------------------------------------------- | -------------------------------------------- |
| 8+    | Ouverture / Fermeture 26 octobre 2024 / — | Longueur —                                   | Durée 25 min                                 | Nb. d’arrêts 18                              | Matériel Heuliez GX 437 Elec                 | Jours de fonctionnement L, Ma, Me, J, V, S, D | Jour / Soir / Nuit / Fêtes O / O / O / O     | Voy. / an —                                  | Dépôt —                                      |
| 8+    | Desserte : - Vers Palais des Expositions : Saint-Sylvestre <> Fanny / Canavèse <> Deux Avenues <> Cyrnos <> Halte Gambetta <> Vernier / Gambetta <> Parc Impérial / Gambetta <> Thiers / Gambetta <> Alsace-Lorraine <> Gambetta / France <> Gambetta / Promenade <> Congrès / Promenade <> Albert 1er <> Opéra - Vieille Ville <> Garibaldi <> Risso <> Palais des Expositions - Vers Saint-Sylvestre : Palais des Expositions <> XVe Corps <> Tête Carrée <> Lycée Masséna <> Masséna <> Jardin d’Arménie <> Congrès / Promenade <> Gambetta / Promenade <> Gambetta / France <> Alsace-Lorraine <> Thiers / Gambetta <> Parc Impérial / Gambetta <> Vernier / Gambetta <> Halte Gambetta <> Cyrnos <> Deux Avenues <> Fanny / Cessole <> Saint-Sylvestre |                                              |                                              |                                              |                                              |                                               |                                              |                                              |                                              |
| 8+    | Autre : - Amplitudes horaires : La ligne circule tous les jours de 5h30 à 00h05, sauf le dimanche de 6h00 à 00h05. - Ancienne ligne : 8 - Date de dernière mise à jour : 26 octobre 2024. |                                              |                                              |                                              |                                              |                                               |                                              |                                              |                                              |
| 8+    | Dernière actualisation : — |                                              |                                              |                                              |                                              |                                               |                                              |                                              |                                              |
| 12+   | Hôpital Pasteur ⥋ Centre Commercial Cap 3000 | Hôpital Pasteur ⥋ Centre Commercial Cap 3000 | Hôpital Pasteur ⥋ Centre Commercial Cap 3000 | Hôpital Pasteur ⥋ Centre Commercial Cap 3000 | Hôpital Pasteur ⥋ Centre Commercial Cap 3000 | Hôpital Pasteur ⥋ Centre Commercial Cap 3000  | Hôpital Pasteur ⥋ Centre Commercial Cap 3000 | Hôpital Pasteur ⥋ Centre Commercial Cap 3000 | Hôpital Pasteur ⥋ Centre Commercial Cap 3000 |
| 12+   | Ouverture / Fermeture 26 octobre 2024 / — | Longueur —                                   | Durée 40 min                                 | Nb. d’arrêts 37                              | Matériel Heuliez GX 437 Elec                 | Jours de fonctionnement L, Ma, Me, J, V, S, D | Jour / Soir / Nuit / Fêtes O / O / O / O     | Voy. / an —                                  | Dépôt —                                      |
| 12+   | Desserte : - Vers Centre Commercial Cap 3000 : Hôpital Pasteur <> Pont des Abattoirs <> Quai Lyautey <> Flores <> Passerelle du Paillon <> Gendarmerie <> Jean Bouin <> XVe Corps <> Tête Carrée <> Lycée Masséna <> Masséna <> Jardin d'Arménie <> Congrès / Promenade <> Gambetta / Promenade <> Grosso CUM / Promenade <> Rosa Bonheur / Promenade <> Magnan / Promenade <> Lenval / Promenade <> Fabron / Promenade <> Sainte-Hélène / Promenade <> Vallon Barla / Promenade <> Carras / Promenade <> Ferber / Promenade <> Californie / Promenade <> La Vallière / Promenade <> Aéroport / Promenade <> La Passerelle <> Centre Commercial Cap 3000 - Vers Hôpital Pasteur : Centre Commercial Cap 3000 <> La Passerelle <> Aéroport / Promenade <> La Vallière / Promenade <> Ferber / Promenade <> Carras / Promenade <> Vallon Barla / Promenade <> Sainte-Hélène / Promenade <> Fabron / Promenade <> Lenval / Promenade <> Magnan / Promenade <> Grosso CUM / Promenade <> Gambetta / Promenade <> Congrès / Promenade <> Albert 1er <> Opéra - Vieille Ville <> Garibaldi <> Risso <> Palais des Expositions <> Passerelle du Paillon <> Lycée Apollinaire <> Boulevard Pasteur <> Tordo <> Hôpital Pasteur / Clinique Saint-François <> Voie Romaine <> Hôpital Pasteur |                                              |                                              |                                              |                                              |                                               |                                              |                                              |                                              |
| 12+   | Autre : - Amplitudes horaires : La ligne circule tous les jours de 5h30 à 00h05, sauf le dimanche de 6h00 à 00h05. - Ancienne ligne : 12 - Date de dernière mise à jour : 26 octobre 2024. |                                              |                                              |                                              |                                              |                                               |                                              |                                              |                                              |
| 12+   | Dernière actualisation : — |                                              |                                              |                                              |                                              |                                               |                                              |                                              |                                              |

### Lignes à effet tram
Les lignes à effet tram sont similaires aux lignes de tram, en assurant des passages plus fréquents (en moyenne de 6 à 8 min) et bénéficient d’une amplitude horaire renforcée (de 5h00 à 01h00).
| Ligne | Caractéristiques | Caractéristiques                                                                 | Caractéristiques                                                                 | Caractéristiques                                                                 | Caractéristiques                                                                 | Caractéristiques                                                                 | Caractéristiques                                                                 | Caractéristiques                                                                 | Caractéristiques                                                                 |
| 5     | Nice — Rimiez Saint-Georges ou Rimiez les Sources ⥋ Nice — Deloye Dubouchage | Nice — Rimiez Saint-Georges ou Rimiez les Sources ⥋ Nice — Deloye Dubouchage     | Nice — Rimiez Saint-Georges ou Rimiez les Sources ⥋ Nice — Deloye Dubouchage     | Nice — Rimiez Saint-Georges ou Rimiez les Sources ⥋ Nice — Deloye Dubouchage     | Nice — Rimiez Saint-Georges ou Rimiez les Sources ⥋ Nice — Deloye Dubouchage     | Nice — Rimiez Saint-Georges ou Rimiez les Sources ⥋ Nice — Deloye Dubouchage     | Nice — Rimiez Saint-Georges ou Rimiez les Sources ⥋ Nice — Deloye Dubouchage     | Nice — Rimiez Saint-Georges ou Rimiez les Sources ⥋ Nice — Deloye Dubouchage     | Nice — Rimiez Saint-Georges ou Rimiez les Sources ⥋ Nice — Deloye Dubouchage     |
| ----- | --- | -------------------------------------------------------------------------------- | -------------------------------------------------------------------------------- | -------------------------------------------------------------------------------- | -------------------------------------------------------------------------------- | -------------------------------------------------------------------------------- | -------------------------------------------------------------------------------- | -------------------------------------------------------------------------------- | -------------------------------------------------------------------------------- |
| 5     | Ouverture / Fermeture 2 septembre 2019 / — | Longueur —                                                                       | Durée 20 à 30 min                                                                | Nb. d’arrêts 26 ou 32                                                            | Matériel GX 327 Urbanway 12                                                      | Jours de fonctionnement L, Ma, Me, J, V, S, D                                    | Jour / Soir / Nuit / Fêtes O / O / O / O                                         | Voy. / an —                                                                      | Dépôt RLA Drap                                                                   |
| 5     | Desserte : - Villes et lieux desservis : Nice (Wilson, Carabacel, Musée Chagall, Cimiez, Arènes de Cimiez, Rimiez, Hôpital St Georges, Cliniques de Sources). - Gare et station desservies : 1 : Jean Médecin, Masséna / 2 : Jean Médecin, Durandy. |                                                                                  |                                                                                  |                                                                                  |                                                                                  |                                                                                  |                                                                                  |                                                                                  |                                                                                  |
| 5     | Autre : - Amplitudes horaires : La ligne circule du lundi au samedi de 5h30 à 0h00 et les dimanches et jours fériés de 6h00 à 0h00. - Particularités : La ligne dessert la Clinique des Sources à raison d'un départ sur deux ou trois. - Ancienne ligne : 15 et N2 - Date de dernière mise à jour : 3 janvier 2023. |                                                                                  |                                                                                  |                                                                                  |                                                                                  |                                                                                  |                                                                                  |                                                                                  |                                                                                  |
| 5     | Dernière actualisation : — |                                                                                  |                                                                                  |                                                                                  |                                                                                  |                                                                                  |                                                                                  |                                                                                  |                                                                                  |
| 6     | Nice — La Madeleine ⥋ Nice — Magnan | Nice — La Madeleine ⥋ Nice — Magnan                                              | Nice — La Madeleine ⥋ Nice — Magnan                                              | Nice — La Madeleine ⥋ Nice — Magnan                                              | Nice — La Madeleine ⥋ Nice — Magnan                                              | Nice — La Madeleine ⥋ Nice — Magnan                                              | Nice — La Madeleine ⥋ Nice — Magnan                                              | Nice — La Madeleine ⥋ Nice — Magnan                                              | Nice — La Madeleine ⥋ Nice — Magnan                                              |
| 6     | Ouverture / Fermeture 2 septembre 2019 / — | Longueur —                                                                       | Durée 10 min                                                                     | Nb. d’arrêts 12                                                                  | Matériel GX 327 Urbanway 12                                                      | Jours de fonctionnement L, Ma, Me, J, V, S, D                                    | Jour / Soir / Nuit / Fêtes O / O / O / O                                         | Voy. / an —                                                                      | Dépôt RLA Drap                                                                   |
| 6     | Desserte : - Villes et lieux desservis : Nice (La Madeleine, Carlone Madeleine, Magnan). - Gare et station desservies : 2 : Magnan / Gare de Nice-La Madeleine |                                                                                  |                                                                                  |                                                                                  |                                                                                  |                                                                                  |                                                                                  |                                                                                  |                                                                                  |
| 6     | Autre : - Amplitudes horaires : La ligne circule du lundi au samedi de 5h30 à 0h00 et les dimanches et jours fériés de 6h00 à 1h30. - Particularités : En semaine, une navette supplémentaire est mise en place entre La Madeleine et la station Magnan. - Ancienne ligne : 3 et N5 - Date de dernière mise à jour : 15 juin 2025. |                                                                                  |                                                                                  |                                                                                  |                                                                                  |                                                                                  |                                                                                  |                                                                                  |                                                                                  |
| 6     | Dernière actualisation : — |                                                                                  |                                                                                  |                                                                                  |                                                                                  |                                                                                  |                                                                                  |                                                                                  |                                                                                  |
| 7     | Nice — Port Lympia ⥋ Nice — Ariane / Général Saramito | Nice — Port Lympia ⥋ Nice — Ariane / Général Saramito                            | Nice — Port Lympia ⥋ Nice — Ariane / Général Saramito                            | Nice — Port Lympia ⥋ Nice — Ariane / Général Saramito                            | Nice — Port Lympia ⥋ Nice — Ariane / Général Saramito                            | Nice — Port Lympia ⥋ Nice — Ariane / Général Saramito                            | Nice — Port Lympia ⥋ Nice — Ariane / Général Saramito                            | Nice — Port Lympia ⥋ Nice — Ariane / Général Saramito                            | Nice — Port Lympia ⥋ Nice — Ariane / Général Saramito                            |
| 7     | Ouverture / Fermeture 2 septembre 2019 / — | Longueur —                                                                       | Durée 25 à 40 min                                                                | Nb. d’arrêts 26 ou 32                                                            | Matériel Citelis 18 Urbanway 18 CNG                                              | Jours de fonctionnement L, Ma, Me, J, V, S, D                                    | Jour / Soir / Nuit / Fêtes O / O / O / O                                         | Voy. / an —                                                                      | Dépôt RLA Drap                                                                   |
| 7     | Desserte : - Villes et lieux desservis : Nice (Port Lympia, Riquier, Vauban, UFR Lettres Arts et Sciences Humaines, CROUS, Chantier Sang Neuf, Passerelle des Abattoirs, Lycée Professionnel Pasteur, Hôpital Pasteur, AnimaNice Pasteur, Hôpital Sainte-Marie, Pont de l'Ariane, Piscine de L'Ariane, AnimaNice Django Reinhardt, Place de l'Ariane, Pont Anatole France). - Gare et station desservies : 1 : Vauban, Hôpital Pasteur / 2 : Port Lympia / Gare de Nice-Riquier, Gare de Nice-Saint-Roch                                                                         |                                                                                  |                                                                                  |                                                                                  |                                                                                  |                                                                                  |                                                                                  |                                                                                  |                                                                                  |
| 7     | Autre : - Amplitudes horaires : La ligne circule du lundi au samedi de 4h30 à 0h00 et les dimanches et jours fériés de 6h00 à 0h00. - Ancienne ligne : 16 et N1 - Date de dernière mise à jour : 3 janvier 2023. |                                                                                  |                                                                                  |                                                                                  |                                                                                  |                                                                                  |                                                                                  |                                                                                  |                                                                                  |
| 7     | Dernière actualisation : — |                                                                                  |                                                                                  |                                                                                  |                                                                                  |                                                                                  |                                                                                  |                                                                                  |                                                                                  |
| 9     | Nice — Grand Arénas ⥋ Cagnes-sur-Mer — Le Gué ou Vence — Halte Routière de l'Ara | Nice — Grand Arénas ⥋ Cagnes-sur-Mer — Le Gué ou Vence — Halte Routière de l'Ara | Nice — Grand Arénas ⥋ Cagnes-sur-Mer — Le Gué ou Vence — Halte Routière de l'Ara | Nice — Grand Arénas ⥋ Cagnes-sur-Mer — Le Gué ou Vence — Halte Routière de l'Ara | Nice — Grand Arénas ⥋ Cagnes-sur-Mer — Le Gué ou Vence — Halte Routière de l'Ara | Nice — Grand Arénas ⥋ Cagnes-sur-Mer — Le Gué ou Vence — Halte Routière de l'Ara | Nice — Grand Arénas ⥋ Cagnes-sur-Mer — Le Gué ou Vence — Halte Routière de l'Ara | Nice — Grand Arénas ⥋ Cagnes-sur-Mer — Le Gué ou Vence — Halte Routière de l'Ara | Nice — Grand Arénas ⥋ Cagnes-sur-Mer — Le Gué ou Vence — Halte Routière de l'Ara |
| 9     | Ouverture / Fermeture 2 septembre 2019 / — | Longueur —                                                                       | Durée 25 à 40 min                                                                | Nb. d’arrêts 25 ou 33                                                            | Matériel eCitaro Citaro C2 Hybride                                               | Jours de fonctionnement L, Ma, Me, J, V, S, D                                    | Jour / Soir / Nuit / Fêtes O / O / O / O                                         | Voy. / an —                                                                      | Dépôt TCA Lingostière                                                            |
| 9     | Desserte : - Villes et lieux desservis : Nice (Grand Arénas / Gare de NIce Saint-Augustin), Saint-Laurent-du-Var (Pont Napoléon-III, Chambre des Métiers, Gare), Cagnes-sur-Mer (Gare du Cros de Cagnes, Palais de justice, Parc des Canebiers Sud, Square Bourdet, Hôtel de Ville, Eglise, Gare SNCF, Polygone Riviera), Vence (Centre Culturel, Gendarmerie, Hôtel de Ville, Lycée Henri Matisse, Centre-Ville). - Gare et station desservies : 2 : Grand Arénas / Gare de Cagnes-sur-Mer, Gare du Cros-de-Cagnes, Gare de Saint-Laurent-du-Var et Gare de Nice-Saint-Augustin |                                                                                  |                                                                                  |                                                                                  |                                                                                  |                                                                                  |                                                                                  |                                                                                  |                                                                                  |
| 9     | Autre : - Amplitudes horaires : La ligne circule du lundi au samedi de 5h30 à 23h00 et les dimanches et jours fériés de 7h00 à 23h00. - Particularités : La ligne effectue un terminus à l'arrêt Le Gué (Polygone Riviera) à raison d'un bus sur deux. Une information voyageurs est disponible pour permettre aux usagers de visualiser sur une carte leur bus en temps-réel. Ligne entièrement équipée de bus électriques. - Ancienne ligne : 57 et 94 - Date de dernière mise à jour : 15 juin 2025.                                                                          |                                                                                  |                                                                                  |                                                                                  |                                                                                  |                                                                                  |                                                                                  |                                                                                  |                                                                                  |
| 9     | Dernière actualisation : — |                                                                                  |                                                                                  |                                                                                  |                                                                                  |                                                                                  |                                                                                  |                                                                                  |                                                                                  |
| 10    | Nice — Magnan ⥋ Nice — Croix de Berra | Nice — Magnan ⥋ Nice — Croix de Berra                                            | Nice — Magnan ⥋ Nice — Croix de Berra                                            | Nice — Magnan ⥋ Nice — Croix de Berra                                            | Nice — Magnan ⥋ Nice — Croix de Berra                                            | Nice — Magnan ⥋ Nice — Croix de Berra                                            | Nice — Magnan ⥋ Nice — Croix de Berra                                            | Nice — Magnan ⥋ Nice — Croix de Berra                                            | Nice — Magnan ⥋ Nice — Croix de Berra                                            |
| 10    | Ouverture / Fermeture 26 octobre 2025 / — | Longueur —                                                                       | Durée 25 min                                                                     | Nb. d’arrêts 22                                                                  | Matériel GX 327 Urbanway 12                                                      | Jours de fonctionnement L, Ma, Me, J, V, S, D                                    | Jour / Soir / Nuit / Fêtes O / O / O / O                                         | Voy. / an —                                                                      | Dépôt RLA Drap                                                                   |
| 10    | Desserte : - Villes et lieux desservis : Nice (Magnan, Faculté Carlone, Collège de l'Archet, Hôpital de l'Archet, Saint Antoine Ginestière, Croix de Berra). - Gare et station desservies : 2 : Magnan |                                                                                  |                                                                                  |                                                                                  |                                                                                  |                                                                                  |                                                                                  |                                                                                  |                                                                                  |
| 10    | Autre : - Amplitudes horaires : La ligne circule du lundi au samedi de 5h30 à 0h00 et les dimanches et jours fériés de 6h00 à 1h30. - Particularités : - Ancienne ligne : 22 - Date de dernière mise à jour : 15 juin 2025. |                                                                                  |                                                                                  |                                                                                  |                                                                                  |                                                                                  |                                                                                  |                                                                                  |                                                                                  |
| 10    | Dernière actualisation : — |                                                                                  |                                                                                  |                                                                                  |                                                                                  |                                                                                  |                                                                                  |                                                                                  |                                                                                  |

### Lignes essentielles
Les lignes essentielles sont structurantes et desservent les pôles majeurs d’activité.

Ajout d'infos
| Ligne | Caractéristiques | Caractéristiques                                                  | Caractéristiques                                                  | Caractéristiques                                                  | Caractéristiques                                                  | Caractéristiques                                                  | Caractéristiques                                                  | Caractéristiques                                                  | Caractéristiques                                                  |
| 11    | Nice — Square Daudet ⥋ Nice — Vallon des Fleurs ou Bella Vista | Nice — Square Daudet ⥋ Nice — Vallon des Fleurs ou Bella Vista    | Nice — Square Daudet ⥋ Nice — Vallon des Fleurs ou Bella Vista    | Nice — Square Daudet ⥋ Nice — Vallon des Fleurs ou Bella Vista    | Nice — Square Daudet ⥋ Nice — Vallon des Fleurs ou Bella Vista    | Nice — Square Daudet ⥋ Nice — Vallon des Fleurs ou Bella Vista    | Nice — Square Daudet ⥋ Nice — Vallon des Fleurs ou Bella Vista    | Nice — Square Daudet ⥋ Nice — Vallon des Fleurs ou Bella Vista    | Nice — Square Daudet ⥋ Nice — Vallon des Fleurs ou Bella Vista    |
| ----- | --- | ----------------------------------------------------------------- | ----------------------------------------------------------------- | ----------------------------------------------------------------- | ----------------------------------------------------------------- | ----------------------------------------------------------------- | ----------------------------------------------------------------- | ----------------------------------------------------------------- | ----------------------------------------------------------------- |
| 11    | Ouverture / Fermeture 2 septembre 2019 / — | Longueur —                                                        | Durée —                                                           | Nb. d’arrêts 26 ou 27                                             | Matériel Iveco Urbanway 12 GNV                                    | Jours de fonctionnement L, Ma, Me, J, V, S, D                     | Jour / Soir / Nuit / Fêtes O / O / N / O                          | Voy. / an 124 362                                                 | Dépôt Régie Lignes d'Azur Drap                                    |
| 11    | Desserte : - Villes et lieux desservis : Nice (Square Daudet, Piscine Le Piol, Parc Impérial, Eglise Jeanne-d'Arc, Services Fiscaux, Stade du Ray, Parc de Gairaut). - Gare et station desservies : T1 : Valrose Université, Libération / T2 : Alsace-Lorraine / Gare de Nice CP. |                                                                   |                                                                   |                                                                   |                                                                   |                                                                   |                                                                   |                                                                   |                                                                   |
| 11    | Autre : - Amplitudes horaires : La ligne circule du lundi au vendredi de 5h00 à 21h40, le samedi de 5h20 à 21h40 et les dimanches et jours fériés de 6h20 à 21h40. - Particularités : La ligne effectue son terminus à l'arrêt Bella Vista à certains horaires. - Ancienne ligne : 23 et 27 - Date de dernière mise à jour : 15 juin 2025. |                                                                   |                                                                   |                                                                   |                                                                   |                                                                   |                                                                   |                                                                   |                                                                   |
| 11    | Dernière actualisation : — |                                                                   |                                                                   |                                                                   |                                                                   |                                                                   |                                                                   |                                                                   |                                                                   |
| 14    | La Trinité — Les Chênes Verts ⥋ Nice — Vauban | La Trinité — Les Chênes Verts ⥋ Nice — Vauban                     | La Trinité — Les Chênes Verts ⥋ Nice — Vauban                     | La Trinité — Les Chênes Verts ⥋ Nice — Vauban                     | La Trinité — Les Chênes Verts ⥋ Nice — Vauban                     | La Trinité — Les Chênes Verts ⥋ Nice — Vauban                     | La Trinité — Les Chênes Verts ⥋ Nice — Vauban                     | La Trinité — Les Chênes Verts ⥋ Nice — Vauban                     | La Trinité — Les Chênes Verts ⥋ Nice — Vauban                     |
| 14    | Ouverture / Fermeture 2 septembre 2019 / — | Longueur —                                                        | Durée 20 à 35 min                                                 | Nb. d’arrêts 23                                                   | Matériel GX 437 Elec Urbanway 18 CNG                              | Jours de fonctionnement L, Ma, Me, J, V, S, D                     | Jour / Soir / Nuit / Fêtes O / O / N / O                          | Voy. / an —                                                       | Dépôt Régie Lignes d'Azur Drap                                    |
| 14    | Desserte : - Villes et lieux desservis : La Trinité (Eglise, Gare, Route de Laghet), Nice (Colline des Liserons, AnimaNice Bon Voyage, Chantier Sang Neuf, Pont Vincent Auriol, CROUS, UFR Lettres Arts et Sciences Humaines, Vauban). - Gare et station desservies : T1 : Pont Michel, Vauban / Gare de Nice-Saint-Roch, Gare de Nice-Pont-Michel, Gare de l'Ariane - La Trinité, Gare de La Trinité-Victor |                                                                   |                                                                   |                                                                   |                                                                   |                                                                   |                                                                   |                                                                   |                                                                   |
| 14    | Autre : - Amplitudes horaires : La ligne circule du lundi au samedi de 5h00 à 21h00 et les dimanches et jours fériés de 6h00 à 21h00. - Particularités : - Ancienne ligne : 6 - Date de dernière mise à jour : 15 juin 2025. |                                                                   |                                                                   |                                                                   |                                                                   |                                                                   |                                                                   |                                                                   |                                                                   |
| 14    | Dernière actualisation : — |                                                                   |                                                                   |                                                                   |                                                                   |                                                                   |                                                                   |                                                                   |                                                                   |
| 15    | Nice — Lycée Masséna ⥋ Saint-Jean-Cap-Ferrat — Port de Saint-Jean | Nice — Lycée Masséna ⥋ Saint-Jean-Cap-Ferrat — Port de Saint-Jean | Nice — Lycée Masséna ⥋ Saint-Jean-Cap-Ferrat — Port de Saint-Jean | Nice — Lycée Masséna ⥋ Saint-Jean-Cap-Ferrat — Port de Saint-Jean | Nice — Lycée Masséna ⥋ Saint-Jean-Cap-Ferrat — Port de Saint-Jean | Nice — Lycée Masséna ⥋ Saint-Jean-Cap-Ferrat — Port de Saint-Jean | Nice — Lycée Masséna ⥋ Saint-Jean-Cap-Ferrat — Port de Saint-Jean | Nice — Lycée Masséna ⥋ Saint-Jean-Cap-Ferrat — Port de Saint-Jean | Nice — Lycée Masséna ⥋ Saint-Jean-Cap-Ferrat — Port de Saint-Jean |
| 15    | Ouverture / Fermeture 2 septembre 2019 / — | Longueur —                                                        | Durée —                                                           | Nb. d’arrêts 37                                                   | Matériel Urbanway 10 GNV                                          | Jours de fonctionnement L, Ma, Me, J, V, S, D                     | Jour / Soir / Nuit / Fêtes O / O / N / O                          | Voy. / an —                                                       | Dépôt Régie Lignes d'Azur Drap                                    |
| 15    | Desserte : - Villes et lieux desservis : Nice (Promenade des Arts, Port Lympia, AnimaNice Terra Amata, Musée de paléontologie humaine de Terra-Amata, Lycée Professionnel Les Palmiers, Tribunal Administratif, Forêt Communale du Mont-Boron), Villefranche-sur-Mer (Centre), Beaulieu-sur-Mer (Baie des Fourmis, Gare, Gendarmerie, Collège Jean Cocteau), Saint-Jean-Cap-Ferrat (Pont Saint-Jean, Office du Tourisme, Mairie, Port). - Gare et station desservies : T1 : Garibaldi / T2 : Garibaldi, Port Lympia / Gare de Beaulieu-sur-Mer.                                                                                              |                                                                   |                                                                   |                                                                   |                                                                   |                                                                   |                                                                   |                                                                   |                                                                   |
| 15    | Autre : - Amplitudes horaires : La ligne circule du lundi au samedi de 6h30 à 20h40 et les dimanches et jours fériés de 7h05 à 20h00. - Particularités : - Ancienne ligne : 81 - Date de dernière mise à jour : 15 juin 2025. |                                                                   |                                                                   |                                                                   |                                                                   |                                                                   |                                                                   |                                                                   |                                                                   |
| 15    | Dernière actualisation : — |                                                                   |                                                                   |                                                                   |                                                                   |                                                                   |                                                                   |                                                                   |                                                                   |
| 16    | Nice — College Matisse ⥋ Nice — Col de Bast ou Chenier | Nice — College Matisse ⥋ Nice — Col de Bast ou Chenier            | Nice — College Matisse ⥋ Nice — Col de Bast ou Chenier            | Nice — College Matisse ⥋ Nice — Col de Bast ou Chenier            | Nice — College Matisse ⥋ Nice — Col de Bast ou Chenier            | Nice — College Matisse ⥋ Nice — Col de Bast ou Chenier            | Nice — College Matisse ⥋ Nice — Col de Bast ou Chenier            | Nice — College Matisse ⥋ Nice — Col de Bast ou Chenier            | Nice — College Matisse ⥋ Nice — Col de Bast ou Chenier            |
| 16    | Ouverture / Fermeture 2 septembre 2019 / — | Longueur —                                                        | Durée —                                                           | Nb. d’arrêts 23                                                   | Matériel GX 127 L                                                 | Jours de fonctionnement L, Ma, Me, J, V, S, D                     | Jour / Soir / Nuit / Fêtes O / O / N / O                          | Voy. / an —                                                       | Dépôt Régie Lignes d'Azur Drap                                    |
| 16    | Desserte : - Villes et lieux desservis : Nice (College Matisse, Musée Matisse, Conservatoire à rayonnement régional de Nice, AnimaNice Cimiez, Collège Jules Valeri, Stade du ray, Parc Docteur Jean Guillaud, Col de Bast). - Gare et station desservies : T1 : Comte de Falicon, Valrose Université. |                                                                   |                                                                   |                                                                   |                                                                   |                                                                   |                                                                   |                                                                   |                                                                   |
| 16    | Autre : - Amplitudes horaires : La ligne circule du lundi au samedi de 6h30 à 20h40 et les dimanches et jours fériés de 7h05 à 20h00. - Particularités : - Ancienne ligne : 19/24 - Date de dernière mise à jour : 5 août 2019. |                                                                   |                                                                   |                                                                   |                                                                   |                                                                   |                                                                   |                                                                   |                                                                   |
| 16    | Dernière actualisation : — |                                                                   |                                                                   |                                                                   |                                                                   |                                                                   |                                                                   |                                                                   |                                                                   |
| 17    | Nice — STAPS / Arboras ⥋ Nice — Ferber | Nice — STAPS / Arboras ⥋ Nice — Ferber                            | Nice — STAPS / Arboras ⥋ Nice — Ferber                            | Nice — STAPS / Arboras ⥋ Nice — Ferber                            | Nice — STAPS / Arboras ⥋ Nice — Ferber                            | Nice — STAPS / Arboras ⥋ Nice — Ferber                            | Nice — STAPS / Arboras ⥋ Nice — Ferber                            | Nice — STAPS / Arboras ⥋ Nice — Ferber                            | Nice — STAPS / Arboras ⥋ Nice — Ferber                            |
| 17    | Ouverture / Fermeture 2 septembre 2019 / — | Longueur —                                                        | Durée —                                                           | Nb. d’arrêts 22                                                   | Matériel GX 127 L                                                 | Jours de fonctionnement L, Ma, Me, J, V, S, D                     | Jour / Soir / Nuit / Fêtes O / O / O / O                          | Voy. / an —                                                       | Dépôt Régie Lignes d'Azur Drap                                    |
| 17    | Desserte : - Villes et lieux desservis : Nice (STAPS Arboras, IUT, Palais Nikaïa, Vittone, Carras, Ferber). - Gare et station desservies : T2 Ferber, Carras / T3 Méridia, Les Arboras Université |                                                                   |                                                                   |                                                                   |                                                                   |                                                                   |                                                                   |                                                                   |                                                                   |
| 17    | Autre : - Amplitudes horaires : la ligne circule du lundi au samedi de 5h00 à 1h00 et les dimanches et jours fériés de 7h00 à 0h00. - Particularités : à partir de 23h jusqu'à la fin de service, la ligne circule uniquement entre le Centre administratif et Ferber. - Ancienne ligne : 11, 12, N4 - Date de dernière mise à jour : 5 août 2019. |                                                                   |                                                                   |                                                                   |                                                                   |                                                                   |                                                                   |                                                                   |                                                                   |
| 17    | Dernière actualisation : — |                                                                   |                                                                   |                                                                   |                                                                   |                                                                   |                                                                   |                                                                   |                                                                   |
| 18    | Nice — Riquier ⥋ Nice — Saint-Sylvestre | Nice — Riquier ⥋ Nice — Saint-Sylvestre                           | Nice — Riquier ⥋ Nice — Saint-Sylvestre                           | Nice — Riquier ⥋ Nice — Saint-Sylvestre                           | Nice — Riquier ⥋ Nice — Saint-Sylvestre                           | Nice — Riquier ⥋ Nice — Saint-Sylvestre                           | Nice — Riquier ⥋ Nice — Saint-Sylvestre                           | Nice — Riquier ⥋ Nice — Saint-Sylvestre                           | Nice — Riquier ⥋ Nice — Saint-Sylvestre                           |
| 18    | Ouverture / Fermeture 2 septembre 2019 / — | Longueur —                                                        | Durée —                                                           | Nb. d’arrêts 22                                                   | Matériel GX 337 E                                                 | Jours de fonctionnement L, Ma, Me, J, V, S, D                     | Jour / Soir / Nuit / Fêtes O / O / N / O                          | Voy. / an —                                                       | Dépôt Régie Lignes d'Azur Drap                                    |
| 18    | Desserte : - Villes et lieux desservis : Nice (Port Lympia, Gare Nice Riquier, UFR Arts Lettres et Sciences Humaines, Mont Gros, Piscine Saint-Roch, Gare de Pont Michel, AnimaNice Bon Voyage, Hôpital Pasteur, Lycée Professionnel Pasteur, UFR Médecine, Centre Antoine Lacssagne, Institut de Formation en soins infirmiers, Piscine Paul d'Essling, Musée Matisse, Conservatoire à rayonnement régional de Nice, AnimaNice Cimiez, Parc Chambrun). - Gare et station desservies : T1 : Comte de Falicon, Vauban, Hôpital Pasteur, Pont Michel / Gare de Nice-Riquier                                                                    |                                                                   |                                                                   |                                                                   |                                                                   |                                                                   |                                                                   |                                                                   |                                                                   |
| 18    | Autre : - Amplitudes horaires : La ligne circule du lundi au samedi de 6h00 à 21h00 et les dimanches et jours fériés de 7h00 à 19h30. - Particularités : Ligne entièrement équipée de bus électriques. - Ancienne ligne : 20 - Date de dernière mise à jour : 15 juin 2025. |                                                                   |                                                                   |                                                                   |                                                                   |                                                                   |                                                                   |                                                                   |                                                                   |
| 18    | Dernière actualisation : — |                                                                   |                                                                   |                                                                   |                                                                   |                                                                   |                                                                   |                                                                   |                                                                   |
| 19    | Nice — Vauban ⥋ Levens — Village ou Saint-André de la Roche | Nice — Vauban ⥋ Levens — Village ou Saint-André de la Roche       | Nice — Vauban ⥋ Levens — Village ou Saint-André de la Roche       | Nice — Vauban ⥋ Levens — Village ou Saint-André de la Roche       | Nice — Vauban ⥋ Levens — Village ou Saint-André de la Roche       | Nice — Vauban ⥋ Levens — Village ou Saint-André de la Roche       | Nice — Vauban ⥋ Levens — Village ou Saint-André de la Roche       | Nice — Vauban ⥋ Levens — Village ou Saint-André de la Roche       | Nice — Vauban ⥋ Levens — Village ou Saint-André de la Roche       |
| 19    | Ouverture / Fermeture 2 septembre 2019 / — | Longueur —                                                        | Durée 25 ou 60 min                                                | Nb. d’arrêts —                                                    | Matériel Crossway LE NP GX337 E                                   | Jours de fonctionnement L, Ma, Me, J, V, S, D                     | Jour / Soir / Nuit / Fêtes O / O / N / O                          | Voy. / an —                                                       | Dépôt Régie Lignes d'Azur Transports SUMA Santa Azur              |
| 19    | Desserte : - Villes et lieux desservis : Nice (UFR Lettres Arts et Sciences Humaines, CROUS, Palais des Expositions, Palais des sports Jean-Bouin, Maison d'arrêt, Pont V. Auriol, Lycée Guillaume Apollinaire, Chantier Sang Neuf, Lycée Professionnel Pasteur, Hôpital Pasteur, AnimaNice Pasteur, Hôpital Sainte-Marie), Saint-André-de-la-Roche (Pont Césaire Aube, Mairie, Piscine municipale, Quartier du Château), Tourrette-Levens (Collège René Cassin, Parc Mauran, La Poste, Mairie), Levens (Laval, Pré des Cavaliers, Mairie). - Gare et station desservies : T1 : Vauban, Hôpital Pasteur, Garibaldi / T2 : Garibaldi          |                                                                   |                                                                   |                                                                   |                                                                   |                                                                   |                                                                   |                                                                   |                                                                   |
| 19    | Autre : - Amplitudes horaires : La ligne circule du lundi au samedi de 6h05 à 21h10 et les dimanches et jours fériés de 6h15 à 21h10. - Particularités : - Ancienne ligne : 89 et 90 - Date de dernière mise à jour : 5 août 2019. |                                                                   |                                                                   |                                                                   |                                                                   |                                                                   |                                                                   |                                                                   |                                                                   |
| 19    | Dernière actualisation : — |                                                                   |                                                                   |                                                                   |                                                                   |                                                                   |                                                                   |                                                                   |                                                                   |
| 20    | Saint-Laurent-du-Var — Giono / Les Pugets ⥋ Nice — Grand Arénas | Saint-Laurent-du-Var — Giono / Les Pugets ⥋ Nice — Grand Arénas   | Saint-Laurent-du-Var — Giono / Les Pugets ⥋ Nice — Grand Arénas   | Saint-Laurent-du-Var — Giono / Les Pugets ⥋ Nice — Grand Arénas   | Saint-Laurent-du-Var — Giono / Les Pugets ⥋ Nice — Grand Arénas   | Saint-Laurent-du-Var — Giono / Les Pugets ⥋ Nice — Grand Arénas   | Saint-Laurent-du-Var — Giono / Les Pugets ⥋ Nice — Grand Arénas   | Saint-Laurent-du-Var — Giono / Les Pugets ⥋ Nice — Grand Arénas   | Saint-Laurent-du-Var — Giono / Les Pugets ⥋ Nice — Grand Arénas   |
| 20    | Ouverture / Fermeture 2 septembre 2019 / — | Longueur —                                                        | Durée —                                                           | Nb. d’arrêts 37                                                   | Matériel GX 127 L Urbanway 10 GNV                                 | Jours de fonctionnement L, Ma, Me, J, V, S, D                     | Jour / Soir / Nuit / Fêtes O / O / N / O                          | Voy. / an —                                                       | Dépôt Régie Lignes d'Azur Drap                                    |
| 20    | Desserte : - Villes et lieux desservis : Saint-Laurent-du-Var (Pont des Pugets, Cimetière Saint-Marc, Piscine Municipale, CCAS, CAF, Gare, Cap 3000), Nice (Grand Arénas). - Gare et station desservies : T2 : Grand Arénas / T3 : Grand Arénas |                                                                   |                                                                   |                                                                   |                                                                   |                                                                   |                                                                   |                                                                   |                                                                   |
| 20    | Autre : - Amplitudes horaires : La ligne circule du lundi au samedi de 6h00 à 21h40 et les dimanches et jours fériés de 7h00 à 20h30. - Particularités : - Ancienne ligne : 52 - Date de dernière mise à jour : 1er janvier 2023. |                                                                   |                                                                   |                                                                   |                                                                   |                                                                   |                                                                   |                                                                   |                                                                   |
| 20    | Dernière actualisation : — |                                                                   |                                                                   |                                                                   |                                                                   |                                                                   |                                                                   |                                                                   |                                                                   |
| 21    | Nice — Grand Arénas ⥋ Cagnes-sur-Mer — Le Gué / Polygone Riviera | Nice — Grand Arénas ⥋ Cagnes-sur-Mer — Le Gué / Polygone Riviera  | Nice — Grand Arénas ⥋ Cagnes-sur-Mer — Le Gué / Polygone Riviera  | Nice — Grand Arénas ⥋ Cagnes-sur-Mer — Le Gué / Polygone Riviera  | Nice — Grand Arénas ⥋ Cagnes-sur-Mer — Le Gué / Polygone Riviera  | Nice — Grand Arénas ⥋ Cagnes-sur-Mer — Le Gué / Polygone Riviera  | Nice — Grand Arénas ⥋ Cagnes-sur-Mer — Le Gué / Polygone Riviera  | Nice — Grand Arénas ⥋ Cagnes-sur-Mer — Le Gué / Polygone Riviera  | Nice — Grand Arénas ⥋ Cagnes-sur-Mer — Le Gué / Polygone Riviera  |
| 21    | Ouverture / Fermeture 2 septembre 2019 / — | Longueur —                                                        | Durée —                                                           | Nb. d’arrêts 34                                                   | Matériel Urbanway 10 GNV                                          | Jours de fonctionnement L, Ma, Me, J, V, S, D                     | Jour / Soir / Nuit / Fêtes O / O / N / O                          | Voy. / an —                                                       | Dépôt Régie Lignes d'Azur Drap                                    |
| 21    | Desserte : - Villes et lieux desservis : Nice (Grand Arénas), Saint-Laurent-du-Var (Gare, Square Bènes, Cimetière, Collège Saint-Exupéry), Cagnes-sur-Mer (Gare du Cros de Cagnes, Collège Les Bréguières, Lycée Renoir, Mairie, Eglise, Gare, P.A des Travails, Les Presses, Polygone Riviera). - Gare et station desservies : T2 T3 : Grand Arénas / Gare de Nice-Saint-Augustin, Gare de Saint-Laurent-du-Var, Gare de Cagnes-sur-Mer |                                                                   |                                                                   |                                                                   |                                                                   |                                                                   |                                                                   |                                                                   |                                                                   |
| 21    | Autre : - Amplitudes horaires : La ligne circule du lundi au samedi de 6h00 à 21h40 et les dimanches et jours fériés de 9h00 à 20h10. - Particularités : - Ancienne ligne : 56 - Date de dernière mise à jour : 6 août 2019. |                                                                   |                                                                   |                                                                   |                                                                   |                                                                   |                                                                   |                                                                   |                                                                   |
| 21    | Dernière actualisation : — |                                                                   |                                                                   |                                                                   |                                                                   |                                                                   |                                                                   |                                                                   |                                                                   |
| 22    | Nice — CADAM ⥋ Carros — Carros Pagnol | Nice — CADAM ⥋ Carros — Carros Pagnol                             | Nice — CADAM ⥋ Carros — Carros Pagnol                             | Nice — CADAM ⥋ Carros — Carros Pagnol                             | Nice — CADAM ⥋ Carros — Carros Pagnol                             | Nice — CADAM ⥋ Carros — Carros Pagnol                             | Nice — CADAM ⥋ Carros — Carros Pagnol                             | Nice — CADAM ⥋ Carros — Carros Pagnol                             | Nice — CADAM ⥋ Carros — Carros Pagnol                             |
| 22    | Ouverture / Fermeture 2 septembre 2019 / — | Longueur —                                                        | Durée —                                                           | Nb. d’arrêts —                                                    | Matériel Crossway LE NP Man Lion'sCity EfficientHybrid GNVS415 NF | Jours de fonctionnement L, Ma, Me, J, V, S, D                     | Jour / Soir / Nuit / Fêtes O / O / N / O                          | Voy. / an —                                                       | Dépôt TACAVL ou TDAM Lingostière                                  |
| 22    | Desserte : - Villes et lieux desservis : Nice (Centre Administratif, Préfecture, Conseil départemental des Alpes-Maritimes, Archives départementales, Jardin du Bois de Boulogne, Palais Nikaïa, Lycée Thierry Maulnier, Bassin Olympique Camille Muffat, Trésor Public, Faculté des sciences du Sport STAPS, Parc de l'Eco-Vallée), Saint-Jeannet (Le Peyron), Bouyon (Village). - Gare et station desservies : T2 : Centre Administratif |                                                                   |                                                                   |                                                                   |                                                                   |                                                                   |                                                                   |                                                                   |                                                                   |
| 22    | Autre : - Amplitudes horaires : La ligne circule du lundi au vendredi de 6h00 à 22h40, le samedi de 7h00 à 22h10 et les dimanches et jours fériés de 7h00 à 20h40. - Particularités : En semaine, plusieurs variantes sont mises en place : - Trajets desservant la Z.I de Carros le matin et le soir. - Un aller-retour entre Carros Pagnol et Saint-Jeannet / Le Peyron par jour. - Un aller-retour entre Carros Pagnol et Bouyon Village par jour. - Le dimanche, à certains horaires la ligne effectue un terminus à Cap 3000 en passant par la Route de la Baronne - Ancienne ligne : 70 - Date de dernière mise à jour : 15 juin 2025. |                                                                   |                                                                   |                                                                   |                                                                   |                                                                   |                                                                   |                                                                   |                                                                   |
| 22    | Dernière actualisation : — |                                                                   |                                                                   |                                                                   |                                                                   |                                                                   |                                                                   |                                                                   |                                                                   |

#### Lignes 30 à 39
| Ligne | Caractéristiques | Caractéristiques                                           | Caractéristiques                                           | Caractéristiques                                           | Caractéristiques                                           | Caractéristiques                                           | Caractéristiques                                           | Caractéristiques                                           | Caractéristiques                                           |
| 30    | (Circulaire) Nice — Vauban ⥋ Nice — Vauban | (Circulaire) Nice — Vauban ⥋ Nice — Vauban                 | (Circulaire) Nice — Vauban ⥋ Nice — Vauban                 | (Circulaire) Nice — Vauban ⥋ Nice — Vauban                 | (Circulaire) Nice — Vauban ⥋ Nice — Vauban                 | (Circulaire) Nice — Vauban ⥋ Nice — Vauban                 | (Circulaire) Nice — Vauban ⥋ Nice — Vauban                 | (Circulaire) Nice — Vauban ⥋ Nice — Vauban                 | (Circulaire) Nice — Vauban ⥋ Nice — Vauban                 |
| ----- | --- | ---------------------------------------------------------- | ---------------------------------------------------------- | ---------------------------------------------------------- | ---------------------------------------------------------- | ---------------------------------------------------------- | ---------------------------------------------------------- | ---------------------------------------------------------- | ---------------------------------------------------------- |
| 30    | Ouverture / Fermeture 2 septembre 2019 / — | Longueur —                                                 | Durée 25 à 30 min                                          | Nb. d’arrêts —                                             | Matériel GX 137 E GX 137                                   | Jours de fonctionnement L, Ma, Me, J, V, S, D              | Jour / Soir / Nuit / Fêtes O / N / N / O                   | Voy. / an —                                                | Drap Régie Lignes d'Azur Drap                              |
| 30    | Desserte : - Villes et lieux desservis : Nice (UFR Lettres Arts et Sciences Humaines, CROUS, Gare Riquier, Forêt Communale du Mont-Boron, Musée Terra Amata, AnimaNice Terra Amata, Lycée Professionnel Les Palmiers, Port Lympia. - Gare et station desservies : T1 : Vauban / T2 : Port Lympia / Gare de Nice-Riquier |                                                            |                                                            |                                                            |                                                            |                                                            |                                                            |                                                            |                                                            |
| 30    | Autre : - Amplitudes horaires : La ligne circule du lundi au vendredi de 6h25 à 20h30, le samedi, dimanches et jours fériés de 7h00 à 20h30. - Particularités : - Ancienne ligne : 30 - Date de dernière mise à jour : 1er janvier 2023. |                                                            |                                                            |                                                            |                                                            |                                                            |                                                            |                                                            |                                                            |
| 30    | Dernière actualisation : — |                                                            |                                                            |                                                            |                                                            |                                                            |                                                            |                                                            |                                                            |
| 31    | Nice — Hameaux de la Costière ⥋ Nice — Pont du Génie | Nice — Hameaux de la Costière ⥋ Nice — Pont du Génie       | Nice — Hameaux de la Costière ⥋ Nice — Pont du Génie       | Nice — Hameaux de la Costière ⥋ Nice — Pont du Génie       | Nice — Hameaux de la Costière ⥋ Nice — Pont du Génie       | Nice — Hameaux de la Costière ⥋ Nice — Pont du Génie       | Nice — Hameaux de la Costière ⥋ Nice — Pont du Génie       | Nice — Hameaux de la Costière ⥋ Nice — Pont du Génie       | Nice — Hameaux de la Costière ⥋ Nice — Pont du Génie       |
| 31    | Ouverture / Fermeture 2 septembre 2019 / — | Longueur —                                                 | Durée —                                                    | Nb. d’arrêts 22                                            | Matériel Sprinter City                                     | Jours de fonctionnement L, Ma, Me, J, V, S                 | Jour / Soir / Nuit / Fêtes O / N / N / N                   | Voy. / an —                                                | Dépôt —                                                    |
| 31    | Desserte : - Villes et lieux desservis : Nice (Hameaux de la Costière, AnimaNice La Costière, Clinique de la Costière, La Madeleine, Madeleine Supérieure). - Gare et station desservies : |                                                            |                                                            |                                                            |                                                            |                                                            |                                                            |                                                            |                                                            |
| 31    | Autre : - Amplitudes horaires : La ligne circule du lundi au vendredi de 6h00 à 20h00 et le samedi de 7h00 à 19h20. - Particularités : - Ancienne ligne : 31 - Date de dernière mise à jour : 15 juin 2025. |                                                            |                                                            |                                                            |                                                            |                                                            |                                                            |                                                            |                                                            |
| 31    | Dernière actualisation : — |                                                            |                                                            |                                                            |                                                            |                                                            |                                                            |                                                            |                                                            |
| 32    | Nice — Caucade / Place Sainte-Marguerite ⥋ Nice — Ferber | Nice — Caucade / Place Sainte-Marguerite ⥋ Nice — Ferber   | Nice — Caucade / Place Sainte-Marguerite ⥋ Nice — Ferber   | Nice — Caucade / Place Sainte-Marguerite ⥋ Nice — Ferber   | Nice — Caucade / Place Sainte-Marguerite ⥋ Nice — Ferber   | Nice — Caucade / Place Sainte-Marguerite ⥋ Nice — Ferber   | Nice — Caucade / Place Sainte-Marguerite ⥋ Nice — Ferber   | Nice — Caucade / Place Sainte-Marguerite ⥋ Nice — Ferber   | Nice — Caucade / Place Sainte-Marguerite ⥋ Nice — Ferber   |
| 32    | Ouverture / Fermeture 2 septembre 2019 / — | Longueur —                                                 | Durée 30 à 40 min                                          | Nb. d’arrêts 24                                            | Matériel Urbanway 10 GNV GX 127                            | Jours de fonctionnement L, Ma, Me, J, V, S, D              | Jour / Soir / Nuit / Fêtes O / N / N / O                   | Voy. / an —                                                | Dépôt Régie Lignes d'Azur Drap                             |
| 32    | Desserte : - Villes et lieux desservis : Nice (Place Sainte-Marguerite, AnimaNice Caucade, AnimaNice Sainte-Marguerite, Cimetière de Sainte-Marguerite, Carras, Ferber). - Gare et station desservies : T1 : Cathédrale, Garibaldi / T2 : Ferber, Garibaldi |                                                            |                                                            |                                                            |                                                            |                                                            |                                                            |                                                            |                                                            |
| 32    | Autre : - Amplitudes horaires : La ligne circule du lundi au samedi de 6h00 à 21h15 et les dimanches et jours fériés de 7h00 à 21h15. - Particularités : - Ancienne ligne : 8 - Date de dernière mise à jour : 15 juin 2025. |                                                            |                                                            |                                                            |                                                            |                                                            |                                                            |                                                            |                                                            |
| 32    | Dernière actualisation : — |                                                            |                                                            |                                                            |                                                            |                                                            |                                                            |                                                            |                                                            |
| 33    | Nice — Collège Matisse ⥋ Nice — Mont Boron | Nice — Collège Matisse ⥋ Nice — Mont Boron                 | Nice — Collège Matisse ⥋ Nice — Mont Boron                 | Nice — Collège Matisse ⥋ Nice — Mont Boron                 | Nice — Collège Matisse ⥋ Nice — Mont Boron                 | Nice — Collège Matisse ⥋ Nice — Mont Boron                 | Nice — Collège Matisse ⥋ Nice — Mont Boron                 | Nice — Collège Matisse ⥋ Nice — Mont Boron                 | Nice — Collège Matisse ⥋ Nice — Mont Boron                 |
| 33    | Ouverture / Fermeture 2 septembre 2019 / — | Longueur —                                                 | Durée 30 à 40 min                                          | Nb. d’arrêts 32                                            | Matériel Urbanway 10 GNV                                   | Jours de fonctionnement L, Ma, Me, J, V, S, D              | Jour / Soir / Nuit / Fêtes O / N / N / O                   | Voy. / an —                                                | Dépôt Régie Lignes d'Azur Drap                             |
| 33    | Desserte : - Villes et lieux desservis : Nice (C.H.U. Cimiez, Musée Matisse, Palais des sports Jean-Bouin, Promenade des Arts, Port Lympia, Parc du Castel des Deux Rois, Corniche André de Joly, Fort du Mont Alban, Parc du Mont-Boron, Mont Boron), Villefranche-sur-Mer (Col de Villefranche). - Gare et station desservies : T1 : Garibaldi / T2 : Garibaldi, Port Lympia |                                                            |                                                            |                                                            |                                                            |                                                            |                                                            |                                                            |                                                            |
| 33    | Autre : - Amplitudes horaires : La ligne circule du lundi au samedi de 6h40 à 20h50 et les dimanches et jours fériés de 7h00 à 20h50. - Particularités : - Ancienne ligne : 14 et 17 - Date de dernière mise à jour : 15 juin 2015. |                                                            |                                                            |                                                            |                                                            |                                                            |                                                            |                                                            |                                                            |
| 33    | Dernière actualisation : — |                                                            |                                                            |                                                            |                                                            |                                                            |                                                            |                                                            |                                                            |
| 34    | Nice — Géronima ⥋ Nice — Collège de l'Archet | Nice — Géronima ⥋ Nice — Collège de l'Archet               | Nice — Géronima ⥋ Nice — Collège de l'Archet               | Nice — Géronima ⥋ Nice — Collège de l'Archet               | Nice — Géronima ⥋ Nice — Collège de l'Archet               | Nice — Géronima ⥋ Nice — Collège de l'Archet               | Nice — Géronima ⥋ Nice — Collège de l'Archet               | Nice — Géronima ⥋ Nice — Collège de l'Archet               | Nice — Géronima ⥋ Nice — Collège de l'Archet               |
| 34    | Ouverture / Fermeture 2 septembre 2019 / — | Longueur —                                                 | Durée —                                                    | Nb. d’arrêts 22                                            | Matériel Sprinter City                                     | Jours de fonctionnement L, Ma, Me, J, V                    | Jour / Soir / Nuit / Fêtes O / N / N / N                   | Voy. / an —                                                | Transdev Côte d'Azur Garigliano —                          |
| 34    | Desserte : - Villes et lieux desservis : Nice (Collège de l'Archet, UFR Espace et Culture, UFR Lettres Arts et Sciences Humaines, Résidence Universitaire, Musée d'Art Naïf, Abbaye de Roseland). - Gare et station desservies : T2 : Sainte-Hélène, Fabron |                                                            |                                                            |                                                            |                                                            |                                                            |                                                            |                                                            |                                                            |
| 34    | Autre : - Amplitudes horaires : La ligne circule du lundi au vendredi de 6h35 à 20h50. - Particularités : En période scolaire, deux trajets plus direct existent en passant par l'Abbaye de Roseland. La ligne est prolongée à l'arrêt Le Centenaire de manière systématique depuis Janvier 2020. - Ancienne ligne : 34 - Date de dernière mise à jour : 15 juin 2025. |                                                            |                                                            |                                                            |                                                            |                                                            |                                                            |                                                            |                                                            |
| 34    | Dernière actualisation : — |                                                            |                                                            |                                                            |                                                            |                                                            |                                                            |                                                            |                                                            |
| 35    | Nice — Vauban ⥋ Nice — Cernuschi | Nice — Vauban ⥋ Nice — Cernuschi                           | Nice — Vauban ⥋ Nice — Cernuschi                           | Nice — Vauban ⥋ Nice — Cernuschi                           | Nice — Vauban ⥋ Nice — Cernuschi                           | Nice — Vauban ⥋ Nice — Cernuschi                           | Nice — Vauban ⥋ Nice — Cernuschi                           | Nice — Vauban ⥋ Nice — Cernuschi                           | Nice — Vauban ⥋ Nice — Cernuschi                           |
| 35    | Ouverture / Fermeture 2 septembre 2019 / — | Longueur —                                                 | Durée 50 à 60 min                                          | Nb. d’arrêts 22                                            | Matériel Vehixel S City GX 127 L                           | Jours de fonctionnement L, Ma, Me, J, V, S, D              | Jour / Soir / Nuit / Fêtes O / N / N / O                   | Voy. / an —                                                | Dépôt —                                                    |
| 35    | Desserte : - Villes et lieux desservis : Nice (UFR Arts Lettres et Sciences Humaines, Palais des Expositions, Palais des sports Jean-Bouin, Maison d'arrêt, Lycée Professionnel Pasteur, Hôpital Pasteur, Centre Antoine Lacassagne, UFR Médecine, Institut de Formation en soins infirmiers, Musée Fransiscain, Parc des Arènes de Cimiez, Musée Matisse, Rectorat, Clinique Saint-George, Plateau de Rimiez, Aire Saint-Michel, Croix de Gairaut, Forum Nice Nord), Falicon (Stade, Ecoles, Village). - Gare et station desservies : T1 : Henri Sappia, Hôpital Pasteur, Palais des Expositions, Vauban |                                                            |                                                            |                                                            |                                                            |                                                            |                                                            |                                                            |                                                            |
| 35    | Autre : - Amplitudes horaires : La ligne circule du lundi au samedi de 06h05 à 20h15 et les dimanches et jours fériés de 06h40 à 19h15. - Particularités : La ligne est prolongée à l'arrêt Falicon Village deux fois par jour et par sens. - Ancienne ligne : 25 - Date de dernière mise à jour : 30 janvier 2020. |                                                            |                                                            |                                                            |                                                            |                                                            |                                                            |                                                            |                                                            |
| 35    | Dernière actualisation : — |                                                            |                                                            |                                                            |                                                            |                                                            |                                                            |                                                            |                                                            |
| 36    | Nice — Rimiez Saint-Georges ⥋ Nice — Las Planas Sappia | Nice — Rimiez Saint-Georges ⥋ Nice — Las Planas Sappia     | Nice — Rimiez Saint-Georges ⥋ Nice — Las Planas Sappia     | Nice — Rimiez Saint-Georges ⥋ Nice — Las Planas Sappia     | Nice — Rimiez Saint-Georges ⥋ Nice — Las Planas Sappia     | Nice — Rimiez Saint-Georges ⥋ Nice — Las Planas Sappia     | Nice — Rimiez Saint-Georges ⥋ Nice — Las Planas Sappia     | Nice — Rimiez Saint-Georges ⥋ Nice — Las Planas Sappia     | Nice — Rimiez Saint-Georges ⥋ Nice — Las Planas Sappia     |
| 36    | Ouverture / Fermeture 2 septembre 2019 / — | Longueur —                                                 | Durée —                                                    | Nb. d’arrêts 26                                            | Matériel Cytios 3/23                                       | Jours de fonctionnement L, Ma, Me, J, V, S, D              | Jour / Soir / Nuit / Fêtes O / N / N / O                   | Voy. / an —                                                | Dépôt Régie Lignes d'Azur Drap                             |
| 36    | Desserte : - Villes et lieux desservis : Nice (Clinique Saint-George, Rectorat, Hauts de Chambrun, AnimaNice Gorbella, Boulevard Las Planas). - Gare et station desservies : T1 : Comte de Falicon |                                                            |                                                            |                                                            |                                                            |                                                            |                                                            |                                                            |                                                            |
| 36    | Autre : - Amplitudes horaires : La ligne circule du lundi au vendredi de 6h30 à 19h00 et les samedis, dimanches et jours fériés de 7h30 à 19h00. - Particularités : Ligne entièrement équipée de bus électriques. - Ancienne ligne : 36 - Date de dernière mise à jour : 6 août 2019. |                                                            |                                                            |                                                            |                                                            |                                                            |                                                            |                                                            |                                                            |
| 36    | Dernière actualisation : — |                                                            |                                                            |                                                            |                                                            |                                                            |                                                            |                                                            |                                                            |
| 37    | Nice — Résidence Universitaire Montebello ⥋ Nice — Riquier | Nice — Résidence Universitaire Montebello ⥋ Nice — Riquier | Nice — Résidence Universitaire Montebello ⥋ Nice — Riquier | Nice — Résidence Universitaire Montebello ⥋ Nice — Riquier | Nice — Résidence Universitaire Montebello ⥋ Nice — Riquier | Nice — Résidence Universitaire Montebello ⥋ Nice — Riquier | Nice — Résidence Universitaire Montebello ⥋ Nice — Riquier | Nice — Résidence Universitaire Montebello ⥋ Nice — Riquier | Nice — Résidence Universitaire Montebello ⥋ Nice — Riquier |
| 37    | Ouverture / Fermeture 2 septembre 2019 / — | Longueur —                                                 | Durée —                                                    | Nb. d’arrêts 21                                            | Matériel —                                                 | Jours de fonctionnement L, Ma, Me, J, V, S                 | Jour / Soir / Nuit / Fêtes O / N / N / N                   | Voy. / an —                                                | Dépôt —                                                    |
| 37    | Desserte : - Villes et lieux desservis : Nice (Résidence Universitaire Montebello, UFR Sciences, Stade de Valrose, Château de Valrose, Services Fiscaux, Eglise Jeanne d'Arc, IUFM, Cimiez, ESCOM, Palais des sports Jean-Bouin, Gare Riquier). - Gare et station desservies : T1 : Valrose Université, Libération, Palais des Expositions / Gare de Nice-Riquier |                                                            |                                                            |                                                            |                                                            |                                                            |                                                            |                                                            |                                                            |
| 37    | Autre : - Amplitudes horaires : La ligne circule du lundi au vendredi de 7h00 à 19h00 et les samedis de 7h00 à 18h40. - Particularités : Ligne entièrement équipée de bus électriques. - Ancienne ligne : 37 - Date de dernière mise à jour : 6 août 2019. |                                                            |                                                            |                                                            |                                                            |                                                            |                                                            |                                                            |                                                            |
| 37    | Dernière actualisation : — |                                                            |                                                            |                                                            |                                                            |                                                            |                                                            |                                                            |                                                            |
| 38    | Nice — Garibaldi ⥋ Nice — Résidence des Baumettes | Nice — Garibaldi ⥋ Nice — Résidence des Baumettes          | Nice — Garibaldi ⥋ Nice — Résidence des Baumettes          | Nice — Garibaldi ⥋ Nice — Résidence des Baumettes          | Nice — Garibaldi ⥋ Nice — Résidence des Baumettes          | Nice — Garibaldi ⥋ Nice — Résidence des Baumettes          | Nice — Garibaldi ⥋ Nice — Résidence des Baumettes          | Nice — Garibaldi ⥋ Nice — Résidence des Baumettes          | Nice — Garibaldi ⥋ Nice — Résidence des Baumettes          |
| 38    | Ouverture / Fermeture 2 septembre 2019 / — | Longueur —                                                 | Durée —                                                    | Nb. d’arrêts 48                                            | Matériel —                                                 | Jours de fonctionnement L, Ma, Me, J, V, S, D              | Jour / Soir / Nuit / Fêtes O / N / N / O                   | Voy. / an —                                                | Dépôt —                                                    |
| 38    | Desserte : - Villes et lieux desservis : Nice (Lycée Masséna, Cathédrale, Promenade du Paillon, Hôtel des Postes, Hôtel des Finances, Lycée Estienne d'Orves, Château des Baumettes, Musée des beaux-arts, IUP Tourisme, Lycée Professionnel Magnan, UFR Droit, Résidence des Baumettes). - Gare et station desservies : T1 : Masséna, Jean Médecin, Cathédrale, Garibaldi / T2 : Alsace-Lorraine, Jean Médecin, Garibaldi, Port Lympia |                                                            |                                                            |                                                            |                                                            |                                                            |                                                            |                                                            |                                                            |
| 38    | Autre : - Amplitudes horaires : La ligne circule du lundi au vendredi de 6h55 à 20h10 et les samedis, dimanches et jours fériés de 7h20 à 20h10. - Particularités : Ligne entièrement équipée de bus électriques. - Ancienne ligne : 38 - Date de dernière mise à jour : 15 juin 2025. |                                                            |                                                            |                                                            |                                                            |                                                            |                                                            |                                                            |                                                            |
| 38    | Dernière actualisation : — |                                                            |                                                            |                                                            |                                                            |                                                            |                                                            |                                                            |                                                            |
| 39    | Nice — Complexe Sportif La Lauvette ⥋ Nice — Pont Michel | Nice — Complexe Sportif La Lauvette ⥋ Nice — Pont Michel   | Nice — Complexe Sportif La Lauvette ⥋ Nice — Pont Michel   | Nice — Complexe Sportif La Lauvette ⥋ Nice — Pont Michel   | Nice — Complexe Sportif La Lauvette ⥋ Nice — Pont Michel   | Nice — Complexe Sportif La Lauvette ⥋ Nice — Pont Michel   | Nice — Complexe Sportif La Lauvette ⥋ Nice — Pont Michel   | Nice — Complexe Sportif La Lauvette ⥋ Nice — Pont Michel   | Nice — Complexe Sportif La Lauvette ⥋ Nice — Pont Michel   |
| 39    | Ouverture / Fermeture 2 septembre 2019 / — | Longueur —                                                 | Durée —                                                    | Nb. d’arrêts 5                                             | Matériel GX137L , Citaro C2K                               | Jours de fonctionnement L, Ma, Me, J, V, S, D              | Jour / Soir / Nuit / Fêtes O / N / N / O                   | Voy. / an —                                                | Dépôt Transdev Côte d'Azur Garigliano                      |
| 39    | Desserte : - Villes et lieux desservis : Nice (Pont Michel, Stade Hairabedian, Complexe Sportif La Lauvette). - Gare et station desservies : T1 : Pont Michel |                                                            |                                                            |                                                            |                                                            |                                                            |                                                            |                                                            |                                                            |
| 39    | Autre : - Amplitudes horaires : La ligne circule tous les jours, à raison de deux départs dans chaque sens. - Particularités : La ligne est gratuite sur présentation de licence sportive. - Ancienne ligne : T29 - Date de dernière mise à jour : 6 août 2019. |                                                            |                                                            |                                                            |                                                            |                                                            |                                                            |                                                            |                                                            |
| 39    | Dernière actualisation : — |                                                            |                                                            |                                                            |                                                            |                                                            |                                                            |                                                            |                                                            |

#### Lignes 40 à 49
| Ligne | Caractéristiques | Caractéristiques                                                                                  | Caractéristiques                                                                                  | Caractéristiques                                                                                  | Caractéristiques                                                                                  | Caractéristiques                                                                                  | Caractéristiques                                                                                  | Caractéristiques                                                                                  | Caractéristiques                                                                                  |
| 40    | Nice — Pasteur / Gassin ⥋ Nice — Cimiez / Hôpital | Nice — Pasteur / Gassin ⥋ Nice — Cimiez / Hôpital                                                 | Nice — Pasteur / Gassin ⥋ Nice — Cimiez / Hôpital                                                 | Nice — Pasteur / Gassin ⥋ Nice — Cimiez / Hôpital                                                 | Nice — Pasteur / Gassin ⥋ Nice — Cimiez / Hôpital                                                 | Nice — Pasteur / Gassin ⥋ Nice — Cimiez / Hôpital                                                 | Nice — Pasteur / Gassin ⥋ Nice — Cimiez / Hôpital                                                 | Nice — Pasteur / Gassin ⥋ Nice — Cimiez / Hôpital                                                 | Nice — Pasteur / Gassin ⥋ Nice — Cimiez / Hôpital                                                 |
| ----- | --- | ------------------------------------------------------------------------------------------------- | ------------------------------------------------------------------------------------------------- | ------------------------------------------------------------------------------------------------- | ------------------------------------------------------------------------------------------------- | ------------------------------------------------------------------------------------------------- | ------------------------------------------------------------------------------------------------- | ------------------------------------------------------------------------------------------------- | ------------------------------------------------------------------------------------------------- |
| 40    | Ouverture / Fermeture 2 septembre 2019 / — | Longueur —                                                                                        | Durée —                                                                                           | Nb. d’arrêts 7                                                                                    | Matériel Trouillet D City CNG                                                                     | Jours de fonctionnement L, Ma, Me, J, V, S, D                                                     | Jour / Soir / Nuit / Fêtes O / N / N / O                                                          | Voy. / an —                                                                                       | Dépôt Transdev Côte d'Azur Garigliano                                                             |
| 40    | Desserte : - Villes et lieux desservis : Nice (CHU Hôpital Pasteur, Commandant Gérôme, Collège Henri Matisse, Palais Le Régina, Arènes de Cimiez). - Gare et station desservies : T1 : Hôpital Pasteur |                                                                                                   |                                                                                                   |                                                                                                   |                                                                                                   |                                                                                                   |                                                                                                   |                                                                                                   |                                                                                                   |
| 40    | Autre : - Amplitudes horaires : La ligne circule du lundi au dimanche de 7h00 à 19h00. - Particularités : - Ancienne ligne : Nouvelle ligne - Date de dernière mise à jour : 6 août 2019. |                                                                                                   |                                                                                                   |                                                                                                   |                                                                                                   |                                                                                                   |                                                                                                   |                                                                                                   |                                                                                                   |
| 40    | Dernière actualisation : — |                                                                                                   |                                                                                                   |                                                                                                   |                                                                                                   |                                                                                                   |                                                                                                   |                                                                                                   |                                                                                                   |
| 41    | Cagnes-sur-Mer — Parc des Sports ⥋ Cagnes-sur-Mer — Collège Malraux ou La Gaude — Vallon des Vaux | Cagnes-sur-Mer — Parc des Sports ⥋ Cagnes-sur-Mer — Collège Malraux ou La Gaude — Vallon des Vaux | Cagnes-sur-Mer — Parc des Sports ⥋ Cagnes-sur-Mer — Collège Malraux ou La Gaude — Vallon des Vaux | Cagnes-sur-Mer — Parc des Sports ⥋ Cagnes-sur-Mer — Collège Malraux ou La Gaude — Vallon des Vaux | Cagnes-sur-Mer — Parc des Sports ⥋ Cagnes-sur-Mer — Collège Malraux ou La Gaude — Vallon des Vaux | Cagnes-sur-Mer — Parc des Sports ⥋ Cagnes-sur-Mer — Collège Malraux ou La Gaude — Vallon des Vaux | Cagnes-sur-Mer — Parc des Sports ⥋ Cagnes-sur-Mer — Collège Malraux ou La Gaude — Vallon des Vaux | Cagnes-sur-Mer — Parc des Sports ⥋ Cagnes-sur-Mer — Collège Malraux ou La Gaude — Vallon des Vaux | Cagnes-sur-Mer — Parc des Sports ⥋ Cagnes-sur-Mer — Collège Malraux ou La Gaude — Vallon des Vaux |
| 41    | Ouverture / Fermeture 2 septembre 2019 / — | Longueur —                                                                                        | Durée —                                                                                           | Nb. d’arrêts 29                                                                                   | Matériel Mercedes-Benz Sprinter City                                                              | Jours de fonctionnement L, Ma, Me, J, V, S                                                        | Jour / Soir / Nuit / Fêtes O / N / N / N                                                          | Voy. / an —                                                                                       | Dépôt Transdev Côte d'Azur La Gaude                                                               |
| 41    | Desserte : - Villes et lieux desservis : Cagnes-sur-Mer (Parc des Sports, Lycée Professionnel Escofier, Lycée Renoir, Piscine, Square Bourdet, Mairie, Eglise, Square du 8 mai, Gare de Cagnes, Police Nationale, Parc Rainier III, Centre des impôts, Promenade de la Plage, Palais de Justice, Gare du Cros-de-Cagnes, Stade Giro Autiero, Mairie Annexe, Collège André Malraux). Gares desservies : Gare de Cagnes-sur-Mer, Gare du Cros-de-Cagnes                            |                                                                                                   |                                                                                                   |                                                                                                   |                                                                                                   |                                                                                                   |                                                                                                   |                                                                                                   |                                                                                                   |
| 41    | Autre : - Amplitudes horaires : La ligne circule du lundi au samedi de 06h45 à 19h00. - Particularités : A certains horaires, la ligne est prolongée jusqu'au Vallon des Vaux. - Ancienne ligne : 41 - Date de dernière mise à jour : 15 juin 2025. |                                                                                                   |                                                                                                   |                                                                                                   |                                                                                                   |                                                                                                   |                                                                                                   |                                                                                                   |                                                                                                   |
| 41    | Dernière actualisation : — |                                                                                                   |                                                                                                   |                                                                                                   |                                                                                                   |                                                                                                   |                                                                                                   |                                                                                                   |                                                                                                   |
| 42    | Cagnes-sur-Mer — Le Riou ⥋ Saint-Laurent-du-Var — Collège Pagnol | Cagnes-sur-Mer — Le Riou ⥋ Saint-Laurent-du-Var — Collège Pagnol                                  | Cagnes-sur-Mer — Le Riou ⥋ Saint-Laurent-du-Var — Collège Pagnol                                  | Cagnes-sur-Mer — Le Riou ⥋ Saint-Laurent-du-Var — Collège Pagnol                                  | Cagnes-sur-Mer — Le Riou ⥋ Saint-Laurent-du-Var — Collège Pagnol                                  | Cagnes-sur-Mer — Le Riou ⥋ Saint-Laurent-du-Var — Collège Pagnol                                  | Cagnes-sur-Mer — Le Riou ⥋ Saint-Laurent-du-Var — Collège Pagnol                                  | Cagnes-sur-Mer — Le Riou ⥋ Saint-Laurent-du-Var — Collège Pagnol                                  | Cagnes-sur-Mer — Le Riou ⥋ Saint-Laurent-du-Var — Collège Pagnol                                  |
| 42    | Ouverture / Fermeture 2 septembre 2019 / — | Longueur —                                                                                        | Durée —                                                                                           | Nb. d’arrêts 40                                                                                   | Matériel GX 137                                                                                   | Jours de fonctionnement L, Ma, Me, J, V, S                                                        | Jour / Soir / Nuit / Fêtes O / N / N / N                                                          | Voy. / an —                                                                                       | Dépôt Transdev Côte d'Azur La Gaude                                                               |
| 42    | Desserte : - Villes et lieux desservis : Cagnes-sur-Mer (Le Riou, Gare, Mairie, Square Bourdet, Piscine, Parc des Sports, Lycée Professionnel Escofier, Lycée Renoir, Collège André Malraux, Mairie Annexe, Stade Giro Autiero), Saint-Laurent-du-Var (Police Nationale, Gare, Animathèque de la Gare, Square Bénes, Stade Léon Bérenger, Théâtre Georges Brassens, Piscine Municipale, Collège Pagnol). Gares desservies : Gare de Cagnes-sur-Mer, Gare de Saint-Laurent-du-Var |                                                                                                   |                                                                                                   |                                                                                                   |                                                                                                   |                                                                                                   |                                                                                                   |                                                                                                   |                                                                                                   |
| 42    | Autre : - Amplitudes horaires : La ligne circule du lundi au samedi de 06h40 à 18h50. - Particularités : Une information voyageurs est disponible pour permettre aux usagers de visualiser sur une carte leur bus en temps-réel. - Ancienne ligne : 42 - Date de dernière mise à jour : 7 juillet 2021. |                                                                                                   |                                                                                                   |                                                                                                   |                                                                                                   |                                                                                                   |                                                                                                   |                                                                                                   |                                                                                                   |
| 42    | Dernière actualisation : — |                                                                                                   |                                                                                                   |                                                                                                   |                                                                                                   |                                                                                                   |                                                                                                   |                                                                                                   |                                                                                                   |
| 43    | Nice — Lingostière Gare ⥋ Nice — Collège de l'Archet ou Saint-Antoine-Ginestière | Nice — Lingostière Gare ⥋ Nice — Collège de l'Archet ou Saint-Antoine-Ginestière                  | Nice — Lingostière Gare ⥋ Nice — Collège de l'Archet ou Saint-Antoine-Ginestière                  | Nice — Lingostière Gare ⥋ Nice — Collège de l'Archet ou Saint-Antoine-Ginestière                  | Nice — Lingostière Gare ⥋ Nice — Collège de l'Archet ou Saint-Antoine-Ginestière                  | Nice — Lingostière Gare ⥋ Nice — Collège de l'Archet ou Saint-Antoine-Ginestière                  | Nice — Lingostière Gare ⥋ Nice — Collège de l'Archet ou Saint-Antoine-Ginestière                  | Nice — Lingostière Gare ⥋ Nice — Collège de l'Archet ou Saint-Antoine-Ginestière                  | Nice — Lingostière Gare ⥋ Nice — Collège de l'Archet ou Saint-Antoine-Ginestière                  |
| 43    | Ouverture / Fermeture 2 septembre 2019 / — | Longueur —                                                                                        | Durée —                                                                                           | Nb. d’arrêts 30                                                                                   | Matériel —                                                                                        | Jours de fonctionnement L, Ma, Me, J, V                                                           | Jour / Soir / Nuit / Fêtes O / N / N / N                                                          | Voy. / an —                                                                                       | Dépôt Transdev Côte d'Azur                                                                        |
| 43    | Desserte : - Villes et lieux desservis : Lingostière Gare, Saint-Isidore Eglise, Saint-Antoine Ginestière, Collège de l'Archet Gares desservies : |                                                                                                   |                                                                                                   |                                                                                                   |                                                                                                   |                                                                                                   |                                                                                                   |                                                                                                   |                                                                                                   |
| 43    | Autre : - Amplitudes horaires : La ligne circule du lundi au vendredi de 07h à 17h00. - Particularités : Cette ligne est à vocation scolaire. - Ancienne ligne : 33 - Date de dernière mise à jour : 11 août 2019. |                                                                                                   |                                                                                                   |                                                                                                   |                                                                                                   |                                                                                                   |                                                                                                   |                                                                                                   |                                                                                                   |
| 43    | Dernière actualisation : — |                                                                                                   |                                                                                                   |                                                                                                   |                                                                                                   |                                                                                                   |                                                                                                   |                                                                                                   |                                                                                                   |
| 44    | Cagnes-sur-Mer — Square Bourdet ⥋ Cagnes-sur-Mer — Château Vieux Bourg | Cagnes-sur-Mer — Square Bourdet ⥋ Cagnes-sur-Mer — Château Vieux Bourg                            | Cagnes-sur-Mer — Square Bourdet ⥋ Cagnes-sur-Mer — Château Vieux Bourg                            | Cagnes-sur-Mer — Square Bourdet ⥋ Cagnes-sur-Mer — Château Vieux Bourg                            | Cagnes-sur-Mer — Square Bourdet ⥋ Cagnes-sur-Mer — Château Vieux Bourg                            | Cagnes-sur-Mer — Square Bourdet ⥋ Cagnes-sur-Mer — Château Vieux Bourg                            | Cagnes-sur-Mer — Square Bourdet ⥋ Cagnes-sur-Mer — Château Vieux Bourg                            | Cagnes-sur-Mer — Square Bourdet ⥋ Cagnes-sur-Mer — Château Vieux Bourg                            | Cagnes-sur-Mer — Square Bourdet ⥋ Cagnes-sur-Mer — Château Vieux Bourg                            |
| 44    | Ouverture / Fermeture 2 septembre 2019 / — | Longueur —                                                                                        | Durée —                                                                                           | Nb. d’arrêts 12                                                                                   | Matériel Sprinter City 35                                                                         | Jours de fonctionnement L, Ma, Me, J, V, S, D                                                     | Jour / Soir / Nuit / Fêtes O / N / N / O                                                          | Voy. / an —                                                                                       | Dépôt Transdev Côte d'Azur La Gaude                                                               |
| 44    | Desserte : - Villes et lieux desservis : Cagnes-sur-Mer (Square Bourdet, Gymnase Colette Besson, Vieux Cimetière, Château Vieux Bourg, Mairie, Eglise). Gares desservies : Aucune |                                                                                                   |                                                                                                   |                                                                                                   |                                                                                                   |                                                                                                   |                                                                                                   |                                                                                                   |                                                                                                   |
| 44    | Autre : - Amplitudes horaires : La ligne circule du lundi au dimanche de 07h00 à 22h30. - Particularités : - Ancienne ligne : 44 - Date de dernière mise à jour : 11 août 2019. |                                                                                                   |                                                                                                   |                                                                                                   |                                                                                                   |                                                                                                   |                                                                                                   |                                                                                                   |                                                                                                   |
| 44    | Dernière actualisation : — |                                                                                                   |                                                                                                   |                                                                                                   |                                                                                                   |                                                                                                   |                                                                                                   |                                                                                                   |                                                                                                   |
| 45    | Cagnes-sur-Mer — Square Bourdet ⥋ Cagnes-sur-Mer — Parking du Cros | Cagnes-sur-Mer — Square Bourdet ⥋ Cagnes-sur-Mer — Parking du Cros                                | Cagnes-sur-Mer — Square Bourdet ⥋ Cagnes-sur-Mer — Parking du Cros                                | Cagnes-sur-Mer — Square Bourdet ⥋ Cagnes-sur-Mer — Parking du Cros                                | Cagnes-sur-Mer — Square Bourdet ⥋ Cagnes-sur-Mer — Parking du Cros                                | Cagnes-sur-Mer — Square Bourdet ⥋ Cagnes-sur-Mer — Parking du Cros                                | Cagnes-sur-Mer — Square Bourdet ⥋ Cagnes-sur-Mer — Parking du Cros                                | Cagnes-sur-Mer — Square Bourdet ⥋ Cagnes-sur-Mer — Parking du Cros                                | Cagnes-sur-Mer — Square Bourdet ⥋ Cagnes-sur-Mer — Parking du Cros                                |
| 45    | Ouverture / Fermeture 2 septembre 2019 / — | Longueur —                                                                                        | Durée —                                                                                           | Nb. d’arrêts 12                                                                                   | Matériel Mercedes-Benz Sprinter City                                                              | Jours de fonctionnement L, Ma, Me, J, V, S, D                                                     | Jour / Soir / Nuit / Fêtes O / N / N / O                                                          | Voy. / an —                                                                                       | Dépôt Transdev Côte d'Azur Les Combes                                                             |
| 45    | Desserte : - Villes et lieux desservis : Cagnes-sur-Mer (Square Bourdet, Mairie, Gare, Police Nationale, Parc Rainier III, Hippodrome, Promenade de la Plage, Office du Tourisme, Port du Cros-de-Cagnes). Gares desservies : Gare de Cagnes-sur-Mer |                                                                                                   |                                                                                                   |                                                                                                   |                                                                                                   |                                                                                                   |                                                                                                   |                                                                                                   |                                                                                                   |
| 45    | Autre : - Amplitudes horaires : La ligne circule du lundi au dimanche de... à... - Particularités : Navette Gratuite, circule entre le 4 juillet et le 30 août. - Ancienne ligne : 45 - Date de dernière mise à jour : 15 juin 2025. |                                                                                                   |                                                                                                   |                                                                                                   |                                                                                                   |                                                                                                   |                                                                                                   |                                                                                                   |                                                                                                   |
| 45    | Dernière actualisation : — |                                                                                                   |                                                                                                   |                                                                                                   |                                                                                                   |                                                                                                   |                                                                                                   |                                                                                                   |                                                                                                   |
| 47    | Vence — Halte Routière de l'Ara ⥋ Carros — Pôle d'Échange Pierre Servella | Vence — Halte Routière de l'Ara ⥋ Carros — Pôle d'Échange Pierre Servella                         | Vence — Halte Routière de l'Ara ⥋ Carros — Pôle d'Échange Pierre Servella                         | Vence — Halte Routière de l'Ara ⥋ Carros — Pôle d'Échange Pierre Servella                         | Vence — Halte Routière de l'Ara ⥋ Carros — Pôle d'Échange Pierre Servella                         | Vence — Halte Routière de l'Ara ⥋ Carros — Pôle d'Échange Pierre Servella                         | Vence — Halte Routière de l'Ara ⥋ Carros — Pôle d'Échange Pierre Servella                         | Vence — Halte Routière de l'Ara ⥋ Carros — Pôle d'Échange Pierre Servella                         | Vence — Halte Routière de l'Ara ⥋ Carros — Pôle d'Échange Pierre Servella                         |
| 47    | Ouverture / Fermeture 2 septembre 2019 / — | Longueur —                                                                                        | Durée 50 min                                                                                      | Nb. d’arrêts 40                                                                                   | Matériel Integralia In-Urban                                                                      | Jours de fonctionnement L, Ma, Me, J, V, S                                                        | Jour / Soir / Nuit / Fêtes O / N / N / N                                                          | Voy. / an —                                                                                       | Dépôt Transdev Côte d'Azur La Gaude                                                               |
| 47    | Desserte : - Villes et lieux desservis : Vence (Centre-Ville, Parking Toreille, Le Suve, Saint Claude), Saint-Jeannet (Le Peyron, Collège des Baous), Gattières (Saint-Michel, Mairie), Carros (Médiathèque, Langevin, Z.A La Manda). Gares desservies : |                                                                                                   |                                                                                                   |                                                                                                   |                                                                                                   |                                                                                                   |                                                                                                   |                                                                                                   |                                                                                                   |
| 47    | Autre : - Amplitudes horaires : La ligne circule du lundi au vendredi de 06h47 à 19h10 et le samedi de 07h10 à 19h00. - Particularités : - Ancienne ligne : 47 et 702 - Date de dernière mise à jour : 15 juin 2025. |                                                                                                   |                                                                                                   |                                                                                                   |                                                                                                   |                                                                                                   |                                                                                                   |                                                                                                   |                                                                                                   |
| 47    | Dernière actualisation : — |                                                                                                   |                                                                                                   |                                                                                                   |                                                                                                   |                                                                                                   |                                                                                                   |                                                                                                   |                                                                                                   |
| 49    | Gare de Cagnes-sur-Mer ⥋ La Gaude Stade ou Saint-Jeannet — Le Peyron | Gare de Cagnes-sur-Mer ⥋ La Gaude Stade ou Saint-Jeannet — Le Peyron                              | Gare de Cagnes-sur-Mer ⥋ La Gaude Stade ou Saint-Jeannet — Le Peyron                              | Gare de Cagnes-sur-Mer ⥋ La Gaude Stade ou Saint-Jeannet — Le Peyron                              | Gare de Cagnes-sur-Mer ⥋ La Gaude Stade ou Saint-Jeannet — Le Peyron                              | Gare de Cagnes-sur-Mer ⥋ La Gaude Stade ou Saint-Jeannet — Le Peyron                              | Gare de Cagnes-sur-Mer ⥋ La Gaude Stade ou Saint-Jeannet — Le Peyron                              | Gare de Cagnes-sur-Mer ⥋ La Gaude Stade ou Saint-Jeannet — Le Peyron                              | Gare de Cagnes-sur-Mer ⥋ La Gaude Stade ou Saint-Jeannet — Le Peyron                              |
| 49    | Ouverture / Fermeture 2 septembre 2019 / — | Longueur —                                                                                        | Durée 45 min                                                                                      | Nb. d’arrêts 37                                                                                   | Matériel Integralia In-UrbanSprinter City 65                                                      | Jours de fonctionnement L, Ma, Me, J, V, S                                                        | Jour / Soir / Nuit / Fêtes O / N / N / N                                                          | Voy. / an —                                                                                       | Dépôt Transdev Côte d'Azur La Gaude                                                               |
| 49    | Desserte : - Villes et lieux desservis : Cagnes-sur-Mer (Gare, Mairie, Eglise, Square Bourdet, Piscine, Lycée Renoir, Musée Renoir), La Gaude (Village, Stade, Pont des Colles), Saint-Jeannet (Le Peyron). Gares desservies : |                                                                                                   |                                                                                                   |                                                                                                   |                                                                                                   |                                                                                                   |                                                                                                   |                                                                                                   |                                                                                                   |
| 49    | Autre : - Amplitudes horaires : La ligne circule du lundi au samedi de 06h40 à 08h20 et de 15h50 à 19h10. - Particularités : Entre 09h00 et 15h00, la ligne se déclenche uniquement sur réservation. - Ancienne ligne : 49 - Date de dernière mise à jour : 11 août 2019. |                                                                                                   |                                                                                                   |                                                                                                   |                                                                                                   |                                                                                                   |                                                                                                   |                                                                                                   |                                                                                                   |
| 49    | Dernière actualisation : — |                                                                                                   |                                                                                                   |                                                                                                   |                                                                                                   |                                                                                                   |                                                                                                   |                                                                                                   |                                                                                                   |

#### Lignes 50 à 59
| Ligne | Caractéristiques | Caractéristiques                                                                 | Caractéristiques                                                                 | Caractéristiques                                                                 | Caractéristiques                                                                 | Caractéristiques                                                                 | Caractéristiques                                                                 | Caractéristiques                                                                 | Caractéristiques                                                                 |
| 50    | Nice — Ferber ⥋ Nice — Centre Administratif | Nice — Ferber ⥋ Nice — Centre Administratif                                      | Nice — Ferber ⥋ Nice — Centre Administratif                                      | Nice — Ferber ⥋ Nice — Centre Administratif                                      | Nice — Ferber ⥋ Nice — Centre Administratif                                      | Nice — Ferber ⥋ Nice — Centre Administratif                                      | Nice — Ferber ⥋ Nice — Centre Administratif                                      | Nice — Ferber ⥋ Nice — Centre Administratif                                      | Nice — Ferber ⥋ Nice — Centre Administratif                                      |
| ----- | --- | -------------------------------------------------------------------------------- | -------------------------------------------------------------------------------- | -------------------------------------------------------------------------------- | -------------------------------------------------------------------------------- | -------------------------------------------------------------------------------- | -------------------------------------------------------------------------------- | -------------------------------------------------------------------------------- | -------------------------------------------------------------------------------- |
| 50    | Ouverture / Fermeture 2 septembre 2019 / — | Longueur —                                                                       | Durée 30 à 35 min                                                                | Nb. d’arrêts 18                                                                  | Matériel Dietrich City 23Sprinter City 35Sprinter City 45Sprinter City 65        | Jours de fonctionnement L, Ma, Me, J, V, S, D                                    | Jour / Soir / Nuit / Fêtes O / N / N / O                                         | Voy. / an —                                                                      | Dépôt Transdev Côte d'Azur Pont Garigliano                                       |
| 50    | Desserte : - Villes et lieux desservis : Nice (Ferber, Carras,..., Centre Administratif). - Gare et station desservies : T2 : Ferber, Carras, Centre Administratif / T3 : Méridia |                                                                                  |                                                                                  |                                                                                  |                                                                                  |                                                                                  |                                                                                  |                                                                                  |                                                                                  |
| 50    | Autre : - Amplitudes horaires : La ligne circule du lundi au samedi de 06h30 à 20h05 et les dimanches et jours fériés de 07h20 à 20h10. - Particularités : Une information voyageurs est disponible pour permettre aux usagers de visualiser sur une carte leur bus en temps-réel. - Ancienne ligne : 65 et 73 - Date de dernière mise à jour : 5 juillet 2021. |                                                                                  |                                                                                  |                                                                                  |                                                                                  |                                                                                  |                                                                                  |                                                                                  |                                                                                  |
| 50    | Dernière actualisation : — |                                                                                  |                                                                                  |                                                                                  |                                                                                  |                                                                                  |                                                                                  |                                                                                  |                                                                                  |
| 51    | (Circulaire) Nice — Ferber ⥋ Ferber via Avenue de Fabron ou via Corniche Fleurie | (Circulaire) Nice — Ferber ⥋ Ferber via Avenue de Fabron ou via Corniche Fleurie | (Circulaire) Nice — Ferber ⥋ Ferber via Avenue de Fabron ou via Corniche Fleurie | (Circulaire) Nice — Ferber ⥋ Ferber via Avenue de Fabron ou via Corniche Fleurie | (Circulaire) Nice — Ferber ⥋ Ferber via Avenue de Fabron ou via Corniche Fleurie | (Circulaire) Nice — Ferber ⥋ Ferber via Avenue de Fabron ou via Corniche Fleurie | (Circulaire) Nice — Ferber ⥋ Ferber via Avenue de Fabron ou via Corniche Fleurie | (Circulaire) Nice — Ferber ⥋ Ferber via Avenue de Fabron ou via Corniche Fleurie | (Circulaire) Nice — Ferber ⥋ Ferber via Avenue de Fabron ou via Corniche Fleurie |
| 51    | Ouverture / Fermeture 2 septembre 2019 / — | Longueur —                                                                       | Durée 25 à 30 min                                                                | Nb. d’arrêts 28                                                                  | Matériel Dietrich City 23Sprinter City 35Sprinter City 45Sprinter City 65        | Jours de fonctionnement L, Ma, Me, J, V, S, D                                    | Jour / Soir / Nuit / Fêtes O / N / N / O                                         | Voy. / an —                                                                      | Dépôt Transdev Côte d'Azur Pont Garigliano                                       |
| 51    | Desserte : - Villes et lieux desservis : Nice (Ferber,). - Gare et station desservies : T2 : Ferber, Carras |                                                                                  |                                                                                  |                                                                                  |                                                                                  |                                                                                  |                                                                                  |                                                                                  |                                                                                  |
| 51    | Autre : - Amplitudes horaires : La ligne circule du lundi au samedi de 06h30 à 20h10 et les dimanches et jours fériés de 08h30 à 18h10. - Particularités : Du lundi au vendredi, l'arrêt « Belvédère » est desservi uniquement par les départs de 7h15, 7h45, 8h15 et 8h40 par l’avenue de Fabron et 11h25, 11h45, 12h10, 13h00, 15h50, 16h15, 16h40, 17h10, 18h40 et 19h30 par la Corniche Fleurie. Les samedis, les dimanches et pendant les vacances scolaires, l’arrêt est desservi à tous les départs. Une information voyageurs est disponible pour permettre aux usagers de visualiser sur une carte leur bus en temps-réel. - Ancienne ligne : 65 et 73 - Date de dernière mise à jour : 5 juillet 2021.                                                      |                                                                                  |                                                                                  |                                                                                  |                                                                                  |                                                                                  |                                                                                  |                                                                                  |                                                                                  |
| 51    | Dernière actualisation : — |                                                                                  |                                                                                  |                                                                                  |                                                                                  |                                                                                  |                                                                                  |                                                                                  |                                                                                  |
| 54    | Nice — Grand Arénas ou Saint-Laurent-du-Var — Cap 3000 ⥋ Saint-Jeannet — Village | Nice — Grand Arénas ou Saint-Laurent-du-Var — Cap 3000 ⥋ Saint-Jeannet — Village | Nice — Grand Arénas ou Saint-Laurent-du-Var — Cap 3000 ⥋ Saint-Jeannet — Village | Nice — Grand Arénas ou Saint-Laurent-du-Var — Cap 3000 ⥋ Saint-Jeannet — Village | Nice — Grand Arénas ou Saint-Laurent-du-Var — Cap 3000 ⥋ Saint-Jeannet — Village | Nice — Grand Arénas ou Saint-Laurent-du-Var — Cap 3000 ⥋ Saint-Jeannet — Village | Nice — Grand Arénas ou Saint-Laurent-du-Var — Cap 3000 ⥋ Saint-Jeannet — Village | Nice — Grand Arénas ou Saint-Laurent-du-Var — Cap 3000 ⥋ Saint-Jeannet — Village | Nice — Grand Arénas ou Saint-Laurent-du-Var — Cap 3000 ⥋ Saint-Jeannet — Village |
| 54    | Ouverture / Fermeture 2 septembre 2019 / — | Longueur —                                                                       | Durée 40 à 45 min                                                                | Nb. d’arrêts 43                                                                  | Matériel Integralia In-UrbanSprinter City 35                                     | Jours de fonctionnement L, Ma, Me, J, V, S, D                                    | Jour / Soir / Nuit / Fêtes O / N / N / O                                         | Voy. / an —                                                                      | Dépôt Transdev Côte d'Azur La Gaude                                              |
| 54    | Desserte : - Villes et lieux desservis : Nice (Grand Arénas), Saint-Laurent-du-Var (Cap 3000, Direction de la Jeunesse et des Sports, Gare, Animathèque de la Gare, Police Nationale, Square Bénes, Collège Saint-Exupéry, Corniche d'Agrimont, Plateau Sportif Les Pugets, Route de Saint-Jeannet), La Gaude (Stade, Village, Mairie), Saint-Jeannet (Le Peyron, Village). - Gare et station desservies : T2 T3: Grand Arénas |                                                                                  |                                                                                  |                                                                                  |                                                                                  |                                                                                  |                                                                                  |                                                                                  |                                                                                  |
| 54    | Autre : - Amplitudes horaires : La ligne circule du lundi au samedi de 06h30 à 19h30 et les dimanches et jours fériés de 07h15 à 20h06. - Particularités : Du lundi au samedi, le terminus s'effectue à Cap 3000, à raison d'un bus sur deux. Le dimanche, le terminus est effectué à l'arrêt Cap 3000 toute la journée. - Ancienne ligne : 55 - Date de dernière mise à jour : 5 novembre 2019. |                                                                                  |                                                                                  |                                                                                  |                                                                                  |                                                                                  |                                                                                  |                                                                                  |                                                                                  |
| 54    | Dernière actualisation : — |                                                                                  |                                                                                  |                                                                                  |                                                                                  |                                                                                  |                                                                                  |                                                                                  |                                                                                  |
| 55    | Saint-Laurent-du-Var — Cap 3000 ⥋ La Gaude — La Pompe | Saint-Laurent-du-Var — Cap 3000 ⥋ La Gaude — La Pompe                            | Saint-Laurent-du-Var — Cap 3000 ⥋ La Gaude — La Pompe                            | Saint-Laurent-du-Var — Cap 3000 ⥋ La Gaude — La Pompe                            | Saint-Laurent-du-Var — Cap 3000 ⥋ La Gaude — La Pompe                            | Saint-Laurent-du-Var — Cap 3000 ⥋ La Gaude — La Pompe                            | Saint-Laurent-du-Var — Cap 3000 ⥋ La Gaude — La Pompe                            | Saint-Laurent-du-Var — Cap 3000 ⥋ La Gaude — La Pompe                            | Saint-Laurent-du-Var — Cap 3000 ⥋ La Gaude — La Pompe                            |
| 55    | Ouverture / Fermeture 2 septembre 2019 / — | Longueur —                                                                       | Durée 30 à 35 min                                                                | Nb. d’arrêts —                                                                   | Matériel GX 137                                                                  | Jours de fonctionnement L, Ma, Me, J, V, S, D                                    | Jour / Soir / Nuit / Fêtes O / N / N / O                                         | Voy. / an —                                                                      | Dépôt Transdev Côte d'Azur La Gaude                                              |
| 55    | Desserte : - Villes et lieux desservis : Saint-Laurent-du-Var (Cap 3000, Direction de la Jeunesse et des Sports, Gare, Animathèque de la Gare, Police Nationale, Square Bénes, Collège Saint-Exupéry, Corniche d'Agrimont, Plateau Sportif Les Pugets, Route de Saint-Jeannet), La Gaude (Stade, Village, La Pompe). - Gare et station desservies : Gare de Saint-Laurent-du-Var |                                                                                  |                                                                                  |                                                                                  |                                                                                  |                                                                                  |                                                                                  |                                                                                  |                                                                                  |
| 55    | Autre : - Amplitudes horaires : La ligne circule du lundi au samedi de 06h40 à 19h35 et les dimanches et jours fériés de 07h15 à 19h35. - Particularités : - Ancienne ligne : 54 - Date de dernière mise à jour : 30 janvier 2020. |                                                                                  |                                                                                  |                                                                                  |                                                                                  |                                                                                  |                                                                                  |                                                                                  |                                                                                  |
| 55    | Dernière actualisation : — |                                                                                  |                                                                                  |                                                                                  |                                                                                  |                                                                                  |                                                                                  |                                                                                  |                                                                                  |
| 57    | Nice — Riquier ⥋ Nice — Las Planas / Sappia | Nice — Riquier ⥋ Nice — Las Planas / Sappia                                      | Nice — Riquier ⥋ Nice — Las Planas / Sappia                                      | Nice — Riquier ⥋ Nice — Las Planas / Sappia                                      | Nice — Riquier ⥋ Nice — Las Planas / Sappia                                      | Nice — Riquier ⥋ Nice — Las Planas / Sappia                                      | Nice — Riquier ⥋ Nice — Las Planas / Sappia                                      | Nice — Riquier ⥋ Nice — Las Planas / Sappia                                      | Nice — Riquier ⥋ Nice — Las Planas / Sappia                                      |
| 57    | Ouverture / Fermeture 18 novembre 2019 / — | Longueur —                                                                       | Durée 45 à 50 min                                                                | Nb. d’arrêts —                                                                   | Matériel GX 337 E                                                                | Jours de fonctionnement L, Ma, Me, J, V, S, D                                    | Jour / Soir / Nuit / Fêtes O / N / N / O                                         | Voy. / an —                                                                      | Dépôt Régie Lignes d'Azur                                                        |
| 57    | Desserte : - Villes et lieux desservis : Nice (Riquier, Barla, Port, Garibaldi, Lycée Massena, Promenade des Arts, Hotel des Postes, Collège Sasserno, Lycée Calmette, Gare Thiers, Boulevard Gambetta, Saint Sylvestre, Henri Sappia, Las Planas). - Gare et station desservies : T1 : Gare Thiers, Jean Médecin, Cathédrale - Vieille-Ville, Garibaldi / T2 : Jean Médecin, Durandy, Garibaldi, Port Lympia / Gare de Nice, Gare de Nice-Riquier |                                                                                  |                                                                                  |                                                                                  |                                                                                  |                                                                                  |                                                                                  |                                                                                  |                                                                                  |
| 57    | Autre : - Amplitudes horaires : La ligne circule du lundi aux dimanches et jours fériés de 05h00 à 23h30. - Particularités : Ligne entièrement équipée de bus électriques. - Ancienne ligne : 7 - Date de dernière mise à jour : 15 juin 2025. |                                                                                  |                                                                                  |                                                                                  |                                                                                  |                                                                                  |                                                                                  |                                                                                  |                                                                                  |
| 57    | Dernière actualisation : — |                                                                                  |                                                                                  |                                                                                  |                                                                                  |                                                                                  |                                                                                  |                                                                                  |                                                                                  |
| 58    | Saint-Laurent-du-Var — Pont des Pugets ⥋ Cagnes-sur-Mer — Square Bourdet | Saint-Laurent-du-Var — Pont des Pugets ⥋ Cagnes-sur-Mer — Square Bourdet         | Saint-Laurent-du-Var — Pont des Pugets ⥋ Cagnes-sur-Mer — Square Bourdet         | Saint-Laurent-du-Var — Pont des Pugets ⥋ Cagnes-sur-Mer — Square Bourdet         | Saint-Laurent-du-Var — Pont des Pugets ⥋ Cagnes-sur-Mer — Square Bourdet         | Saint-Laurent-du-Var — Pont des Pugets ⥋ Cagnes-sur-Mer — Square Bourdet         | Saint-Laurent-du-Var — Pont des Pugets ⥋ Cagnes-sur-Mer — Square Bourdet         | Saint-Laurent-du-Var — Pont des Pugets ⥋ Cagnes-sur-Mer — Square Bourdet         | Saint-Laurent-du-Var — Pont des Pugets ⥋ Cagnes-sur-Mer — Square Bourdet         |
| 58    | Ouverture / Fermeture 2 septembre 2019 / — | Longueur —                                                                       | Durée 25 à 30 min                                                                | Nb. d’arrêts 27                                                                  | Matériel Integralia In-UrbanSprinter City 35                                     | Jours de fonctionnement L, Ma, Me, J, V, S                                       | Jour / Soir / Nuit / Fêtes O / N / N / N                                         | Voy. / an —                                                                      | Dépôt Transdev Côte d'Azur La Gaude                                              |
| 58    | Desserte : - Villes et lieux desservis : Saint-Laurent-du-Var (Pont des Pugets, Saint-Antoine, Square Bénes, Stade Léon Bérenger, Collège Saint-Exupéry), Cagnes-sur-Mer (Jardin des Tuillières, Résidence des Cigales, Collège André Malraux, Mairie Annexe, Avenue Ziem, Square Bourdet). - Gare et station desservies : Gare de Saint-Laurent-du-Var |                                                                                  |                                                                                  |                                                                                  |                                                                                  |                                                                                  |                                                                                  |                                                                                  |                                                                                  |
| 58    | Autre : - Amplitudes horaires : La ligne circule du lundi au samedi de 06h40 à 19h52. - Particularités : - Ancienne ligne : 58 - Date de dernière mise à jour : 30 janvier 2020. |                                                                                  |                                                                                  |                                                                                  |                                                                                  |                                                                                  |                                                                                  |                                                                                  |                                                                                  |
| 58    | Dernière actualisation : — |                                                                                  |                                                                                  |                                                                                  |                                                                                  |                                                                                  |                                                                                  |                                                                                  |                                                                                  |
| 59    | Nice — Centre Administratif ⥋ Saint-Martin-du-Var — Plan du Var | Nice — Centre Administratif ⥋ Saint-Martin-du-Var — Plan du Var                  | Nice — Centre Administratif ⥋ Saint-Martin-du-Var — Plan du Var                  | Nice — Centre Administratif ⥋ Saint-Martin-du-Var — Plan du Var                  | Nice — Centre Administratif ⥋ Saint-Martin-du-Var — Plan du Var                  | Nice — Centre Administratif ⥋ Saint-Martin-du-Var — Plan du Var                  | Nice — Centre Administratif ⥋ Saint-Martin-du-Var — Plan du Var                  | Nice — Centre Administratif ⥋ Saint-Martin-du-Var — Plan du Var                  | Nice — Centre Administratif ⥋ Saint-Martin-du-Var — Plan du Var                  |
| 59    | Ouverture / Fermeture 2 septembre 2019 / — | Longueur —                                                                       | Durée 40 à 50 min                                                                | Nb. d’arrêts 18 ou 20                                                            | Matériel Crossway LE                                                             | Jours de fonctionnement L, Ma, Me, J, V, S, D                                    | Jour / Soir / Nuit / Fêtes O / N / N / O                                         | Voy. / an —                                                                      | Dépôt T.A.N.P                                                                    |
| 59    | Desserte : - Villes et lieux desservis : Nice (Centre Administratif, Préfecture, Conseil départemental des Alpes-Maritimes, Archives départementales, Jardin du Bois de Boulogne, Palais Nikaïa, Lycée Thierry Maulnier, Bassin Olympique Camille Muffat, Trésor Public, Faculté des sciences du Sport STAPS, Parc de l'Eco-Vallée, Gare Lingostière, Centre Commercial Lingostière, Gare Saint-Sauveur, Gare Bellet, AnimaNice Les Combes), Colomars (Gare de Colomars) Castagniers (Nécropole, Crématorium), Saint-Martin-du-Var (Gare CP, Village), La Roquette-sur-Var (Pont Charles Albert), Bonson (Pont Charles Albert), Levens (Maison du département, Gare CP, Mairie). - Gare et station desservies : T2 : CADAM Centre Administratif / Gare de Plan-du-Var |                                                                                  |                                                                                  |                                                                                  |                                                                                  |                                                                                  |                                                                                  |                                                                                  |                                                                                  |
| 59    | Autre : - Amplitudes horaires : La ligne circule du lundi au samedi de 06h20 à 20h00 et les dimanches et jours fériés de 08h00 à 20h05. - Particularités : La ligne dessert l'arrêt Nécropole à raison de deux allers-retours quotidien, du lundi au samedi. - Ancienne ligne : 59 - Date de dernière mise à jour : 5 novembre 2019. |                                                                                  |                                                                                  |                                                                                  |                                                                                  |                                                                                  |                                                                                  |                                                                                  |                                                                                  |
| 59    | Dernière actualisation : — |                                                                                  |                                                                                  |                                                                                  |                                                                                  |                                                                                  |                                                                                  |                                                                                  |                                                                                  |

#### Lignes 60 à 69
| Ligne | Caractéristiques | Caractéristiques                                                      | Caractéristiques                                                      | Caractéristiques                                                      | Caractéristiques                                                      | Caractéristiques                                                      | Caractéristiques                                                      | Caractéristiques                                                      | Caractéristiques                                                      |
| 60    | Nice — Magnan (Circulaire) ⥋ Nice — Mangnan | Nice — Magnan (Circulaire) ⥋ Nice — Mangnan                           | Nice — Magnan (Circulaire) ⥋ Nice — Mangnan                           | Nice — Magnan (Circulaire) ⥋ Nice — Mangnan                           | Nice — Magnan (Circulaire) ⥋ Nice — Mangnan                           | Nice — Magnan (Circulaire) ⥋ Nice — Mangnan                           | Nice — Magnan (Circulaire) ⥋ Nice — Mangnan                           | Nice — Magnan (Circulaire) ⥋ Nice — Mangnan                           | Nice — Magnan (Circulaire) ⥋ Nice — Mangnan                           |
| ----- | --- | --------------------------------------------------------------------- | --------------------------------------------------------------------- | --------------------------------------------------------------------- | --------------------------------------------------------------------- | --------------------------------------------------------------------- | --------------------------------------------------------------------- | --------------------------------------------------------------------- | --------------------------------------------------------------------- |
| 60    | Ouverture / Fermeture 26 octobre 2025 / — | Longueur —                                                            | Durée 25 min                                                          | Nb. d’arrêts 24                                                       | Matériel GX137                                                        | Jours de fonctionnement L, Ma, Me, J, V, S, D                         | Jour / Soir / Nuit / Fêtes O / N / N / O                              | Voy. / an —                                                           | Dépôt Transdev Côte d'Azur Pont Garigliano                            |
| 60    | Desserte : - Villes et lieux desservis : Nice (Magnan, Route de Bellet, Canta Galet). - Gare et station desservies : T2 : Magnan, |                                                                       |                                                                       |                                                                       |                                                                       |                                                                       |                                                                       |                                                                       |                                                                       |
| 60    | Autre : - Amplitudes horaires : La ligne circule du lundi au vendredi de 06h10 à 22h15, le samedi de 06h25 à 22h00 et les dimanches et jours fériés de 07h15 à 22h00. - Particularités : - Ancienne ligne : 60/61 B - Date de dernière mise à jour : 15 juin 2025. |                                                                       |                                                                       |                                                                       |                                                                       |                                                                       |                                                                       |                                                                       |                                                                       |
| 60    | Dernière actualisation : — |                                                                       |                                                                       |                                                                       |                                                                       |                                                                       |                                                                       |                                                                       |                                                                       |
| 61    | Nice — Ferber ⥋ Nice — Croix de Berra | Nice — Ferber ⥋ Nice — Croix de Berra                                 | Nice — Ferber ⥋ Nice — Croix de Berra                                 | Nice — Ferber ⥋ Nice — Croix de Berra                                 | Nice — Ferber ⥋ Nice — Croix de Berra                                 | Nice — Ferber ⥋ Nice — Croix de Berra                                 | Nice — Ferber ⥋ Nice — Croix de Berra                                 | Nice — Ferber ⥋ Nice — Croix de Berra                                 | Nice — Ferber ⥋ Nice — Croix de Berra                                 |
| 61    | Ouverture / Fermeture 26 octobre 2024 / — | Longueur —                                                            | Durée 20 min                                                          | Nb. d’arrêts 23                                                       | Matériel GX137                                                        | Jours de fonctionnement L, Ma, Me, J, V, S, D                         | Jour / Soir / Nuit / Fêtes O / N / N / O                              | Voy. / an —                                                           | Dépôt Transdev Côte d'Azur Pont Garigliano                            |
| 61    | Desserte : - Villes et lieux desservis : Nice (Ferber, Collège Raoul Dufy, Croix de Berra). - Gare et station desservies : T2 : Ferber, |                                                                       |                                                                       |                                                                       |                                                                       |                                                                       |                                                                       |                                                                       |                                                                       |
| 61    | Autre : - Amplitudes horaires : La ligne circule du lundi au vendredi de 06h10 à 22h15, le samedi de 06h25 à 22h00 et les dimanches et jours fériés de 07h15 à 22h00. - Particularités : À certains horaires, la ligne dessert le Collège Raoul Dufy. - Ancienne ligne : 60/61 A - Date de dernière mise à jour : 15 juin 2025. |                                                                       |                                                                       |                                                                       |                                                                       |                                                                       |                                                                       |                                                                       |                                                                       |
| 61    | Dernière actualisation : — |                                                                       |                                                                       |                                                                       |                                                                       |                                                                       |                                                                       |                                                                       |                                                                       |
| 62    | Nice — Magnan ⥋ Colomars — Fort Casal Colomars ou Aspremont — Village | Nice — Magnan ⥋ Colomars — Fort Casal Colomars ou Aspremont — Village | Nice — Magnan ⥋ Colomars — Fort Casal Colomars ou Aspremont — Village | Nice — Magnan ⥋ Colomars — Fort Casal Colomars ou Aspremont — Village | Nice — Magnan ⥋ Colomars — Fort Casal Colomars ou Aspremont — Village | Nice — Magnan ⥋ Colomars — Fort Casal Colomars ou Aspremont — Village | Nice — Magnan ⥋ Colomars — Fort Casal Colomars ou Aspremont — Village | Nice — Magnan ⥋ Colomars — Fort Casal Colomars ou Aspremont — Village | Nice — Magnan ⥋ Colomars — Fort Casal Colomars ou Aspremont — Village |
| 62    | Ouverture / Fermeture 2 septembre 2019 / — | Longueur —                                                            | Durée 30 ou 50 min                                                    | Nb. d’arrêts 38 ou 42                                                 | Matériel GX 137                                                       | Jours de fonctionnement L, Ma, Me, J, V, S, D                         | Jour / Soir / Nuit / Fêtes O / O / N / O                              | Voy. / an —                                                           | Dépôt Transdev Côte d'Azur Pont Garigliano                            |
| 62    | Desserte : - Villes et lieux desservis : Nice (Magnan, Palais de l'Agriculture, Résidence Bellet, Poste de Saint-Roman), Colomars (Corniche Lauguier, Village, Mairie, Fort Cassal), Aspremont (Quartier Trinea, Cimetière Sud, Village, Mairie). - Gare et station desservies : T2 : Magnan |                                                                       |                                                                       |                                                                       |                                                                       |                                                                       |                                                                       |                                                                       |                                                                       |
| 62    | Autre : - Amplitudes horaires : La ligne circule du lundi au vendredi de 06h15 à 22h15, le samedi de 06h00 à 22h00 et les dimanches et jours fériés de 08h15 à 22h00. - Particularités : La ligne dessert le village d'Aspremont uniquement du lundi au samedi. Une information voyageurs est disponible pour permettre aux usagers de visualiser sur une carte leur bus en temps-réel. - Ancienne ligne : 62 - Date de dernière mise à jour : 5 juillet 2021. |                                                                       |                                                                       |                                                                       |                                                                       |                                                                       |                                                                       |                                                                       |                                                                       |
| 62    | Dernière actualisation : — |                                                                       |                                                                       |                                                                       |                                                                       |                                                                       |                                                                       |                                                                       |                                                                       |
| 63    | Nice — Borriglione ⥋ Nice — Cernuschi | Nice — Borriglione ⥋ Nice — Cernuschi                                 | Nice — Borriglione ⥋ Nice — Cernuschi                                 | Nice — Borriglione ⥋ Nice — Cernuschi                                 | Nice — Borriglione ⥋ Nice — Cernuschi                                 | Nice — Borriglione ⥋ Nice — Cernuschi                                 | Nice — Borriglione ⥋ Nice — Cernuschi                                 | Nice — Borriglione ⥋ Nice — Cernuschi                                 | Nice — Borriglione ⥋ Nice — Cernuschi                                 |
| 63    | Ouverture / Fermeture 2 septembre 2019 / — | Longueur —                                                            | Durée 40 à 45 min                                                     | Nb. d’arrêts 46                                                       | Matériel GX 137 L                                                     | Jours de fonctionnement L, Ma, Me, J, V, S, D                         | Jour / Soir / Nuit / Fêtes O / N / N / O                              | Voy. / an —                                                           | Dépôt Transdev Côte d'Azur Pont Garigliano                            |
| 63    | Desserte : - Villes et lieux desservis : Nice (Piscine Le Piol, CPAM, Parc du Docteur Jean Guillaud, Righi, AinmaNice Saint-Pancrace, Route d'Aspremont, Cascade de Gairaut). - Gare et station desservies : T1 : Borriglione, Henri Sappia |                                                                       |                                                                       |                                                                       |                                                                       |                                                                       |                                                                       |                                                                       |                                                                       |
| 63    | Autre : - Amplitudes horaires : La ligne circule du lundi au samedi de 05h00 à 01h00 et les dimanches et jours fériés de 05h00 à 00h. - Particularités : Une information voyageurs est disponible pour permettre aux usagers de visualiser sur une carte leur bus en temps-réel. - Ancienne ligne : 63 - Date de dernière mise à jour : 15 juin 2025. |                                                                       |                                                                       |                                                                       |                                                                       |                                                                       |                                                                       |                                                                       |                                                                       |
| 63    | Dernière actualisation : — |                                                                       |                                                                       |                                                                       |                                                                       |                                                                       |                                                                       |                                                                       |                                                                       |
| 64    | Nice — Urfé ⥋ Nice — Saint-Pancrace | Nice — Urfé ⥋ Nice — Saint-Pancrace                                   | Nice — Urfé ⥋ Nice — Saint-Pancrace                                   | Nice — Urfé ⥋ Nice — Saint-Pancrace                                   | Nice — Urfé ⥋ Nice — Saint-Pancrace                                   | Nice — Urfé ⥋ Nice — Saint-Pancrace                                   | Nice — Urfé ⥋ Nice — Saint-Pancrace                                   | Nice — Urfé ⥋ Nice — Saint-Pancrace                                   | Nice — Urfé ⥋ Nice — Saint-Pancrace                                   |
| 64    | Ouverture / Fermeture 2 septembre 2019 / — | Longueur —                                                            | Durée 30 à 35 min                                                     | Nb. d’arrêts 34                                                       | Matériel GX 137                                                       | Jours de fonctionnement L, Ma, Me, J, V, S, D                         | Jour / Soir / Nuit / Fêtes O / N / N / O                              | Voy. / an —                                                           | Dépôt Régie Lignes d'Azur Drap                                        |
| 64    | Desserte : - Villes et lieux desservis : Nice (Gare Thiers, Lycée Polyvalent Beau Site, Parc Impérial, Le Piol, Corniche des Oliviers, Hameaux de Saint-Pancrace, AnimaNice Saint-Pancrace). - Gare et station desservies : Gare de Nice-Ville |                                                                       |                                                                       |                                                                       |                                                                       |                                                                       |                                                                       |                                                                       |                                                                       |
| 64    | Autre : - Amplitudes horaires : La ligne circule du lundi au samedi de 06h30 à 20h30 et les dimanches et jours fériés de 07h10 à 19h25. - Particularités : T1 : Gare Thiers - Ancienne ligne : 64 - Date de dernière mise à jour : 15 juin 2025. |                                                                       |                                                                       |                                                                       |                                                                       |                                                                       |                                                                       |                                                                       |                                                                       |
| 64    | Dernière actualisation : — |                                                                       |                                                                       |                                                                       |                                                                       |                                                                       |                                                                       |                                                                       |                                                                       |
| 67    | Le Broc — Village ⥋ Carros — Collège Langevin | Le Broc — Village ⥋ Carros — Collège Langevin                         | Le Broc — Village ⥋ Carros — Collège Langevin                         | Le Broc — Village ⥋ Carros — Collège Langevin                         | Le Broc — Village ⥋ Carros — Collège Langevin                         | Le Broc — Village ⥋ Carros — Collège Langevin                         | Le Broc — Village ⥋ Carros — Collège Langevin                         | Le Broc — Village ⥋ Carros — Collège Langevin                         | Le Broc — Village ⥋ Carros — Collège Langevin                         |
| 67    | Ouverture / Fermeture 2 septembre 2019 / — | Longueur —                                                            | Durée 25 min                                                          | Nb. d’arrêts 9                                                        | Matériel GX 137 Navigo                                                | Jours de fonctionnement L, Ma, Me, J, V                               | Jour / Soir / Nuit / Fêtes O / N / N / N                              | Voy. / an —                                                           | Dépôt TACAVL                                                          |
| 67    | Desserte : - Villes et lieux desservis : Le Broc (Village, Saint-Sébastien), Carros (Village, Saint-Joseph, Ecole des Plans, Collège Langevin). - Gare et station desservies : |                                                                       |                                                                       |                                                                       |                                                                       |                                                                       |                                                                       |                                                                       |                                                                       |
| 67    | Autre : - Amplitudes horaires : La ligne circule du lundi au vendredi de 07h10 à 08h40 et de 16h35 à 19h00. - Particularités : - Ancienne ligne : T67a - Date de dernière mise à jour : 9 février 2020. |                                                                       |                                                                       |                                                                       |                                                                       |                                                                       |                                                                       |                                                                       |                                                                       |
| 67    | Dernière actualisation : — |                                                                       |                                                                       |                                                                       |                                                                       |                                                                       |                                                                       |                                                                       |                                                                       |
| 68    | Carros — Médiathèque ⥋ Carros — 18 Ter (Z.I Carros) | Carros — Médiathèque ⥋ Carros — 18 Ter (Z.I Carros)                   | Carros — Médiathèque ⥋ Carros — 18 Ter (Z.I Carros)                   | Carros — Médiathèque ⥋ Carros — 18 Ter (Z.I Carros)                   | Carros — Médiathèque ⥋ Carros — 18 Ter (Z.I Carros)                   | Carros — Médiathèque ⥋ Carros — 18 Ter (Z.I Carros)                   | Carros — Médiathèque ⥋ Carros — 18 Ter (Z.I Carros)                   | Carros — Médiathèque ⥋ Carros — 18 Ter (Z.I Carros)                   | Carros — Médiathèque ⥋ Carros — 18 Ter (Z.I Carros)                   |
| 68    | Ouverture / Fermeture 1er janvier 2022 / — | Longueur —                                                            | Durée 25 min                                                          | Nb. d’arrêts 24                                                       | Matériel Crossway LE NP GX 337 E                                      | Jours de fonctionnement L, Ma, Me, J, V                               | Jour / Soir / Nuit / Fêtes O / N / N / N                              | Voy. / an —                                                           | Dépôt TACAVL                                                          |
| 68    | Desserte : - Villes et lieux desservis : Carros (Ville, Médiathèque, Collège Langevin, Z.I de Carros). - Gare et station desservies : Colomars la Manda |                                                                       |                                                                       |                                                                       |                                                                       |                                                                       |                                                                       |                                                                       |                                                                       |
| 68    | Autre : - Amplitudes horaires : La ligne circule du lundi au vendredi de 05h28 à 20h10. - Particularités : - Ancienne ligne : 78 - Date de dernière mise à jour : 15 juin 2025. |                                                                       |                                                                       |                                                                       |                                                                       |                                                                       |                                                                       |                                                                       |                                                                       |
| 68    | Dernière actualisation : — |                                                                       |                                                                       |                                                                       |                                                                       |                                                                       |                                                                       |                                                                       |                                                                       |
| 69    | Carros — Leï Feirrièro ⥋ Nice — Centre Commercial Lingostière | Carros — Leï Feirrièro ⥋ Nice — Centre Commercial Lingostière         | Carros — Leï Feirrièro ⥋ Nice — Centre Commercial Lingostière         | Carros — Leï Feirrièro ⥋ Nice — Centre Commercial Lingostière         | Carros — Leï Feirrièro ⥋ Nice — Centre Commercial Lingostière         | Carros — Leï Feirrièro ⥋ Nice — Centre Commercial Lingostière         | Carros — Leï Feirrièro ⥋ Nice — Centre Commercial Lingostière         | Carros — Leï Feirrièro ⥋ Nice — Centre Commercial Lingostière         | Carros — Leï Feirrièro ⥋ Nice — Centre Commercial Lingostière         |
| 69    | Ouverture / Fermeture 2 septembre 2019 / — | Longueur —                                                            | Durée 25 à 35 min                                                     | Nb. d’arrêts 23 ou 26                                                 | Matériel GX 137L E                                                    | Jours de fonctionnement L, Ma, Me, J, V, S                            | Jour / Soir / Nuit / Fêtes O / N / N / N                              | Voy. / an —                                                           | Dépôt T.A.C.A.V.L                                                     |
| 69    | Desserte : - Villes et lieux desservis : Carros (Les Plans, Place des Plans, Le Castelet, La Manda, Pont de la Manda), Colomars (La Manda), Nice (Centre Commercial Lingostière). - Gare et station desservies : |                                                                       |                                                                       |                                                                       |                                                                       |                                                                       |                                                                       |                                                                       |                                                                       |
| 69    | Autre : - Amplitudes horaires : La ligne circule du lundi au vendredi de 07h30 à 19h55 et le samedi de 07h30 à 20h40. - Particularités : A certains horaires, la ligne dessert Carros Pagnol. - Ancienne ligne : 68 et 69 - Date de dernière mise à jour : 15 juin 2025. |                                                                       |                                                                       |                                                                       |                                                                       |                                                                       |                                                                       |                                                                       |                                                                       |
| 69    | Dernière actualisation : — |                                                                       |                                                                       |                                                                       |                                                                       |                                                                       |                                                                       |                                                                       |                                                                       |

#### Lignes 70 à 79
| Ligne | Caractéristiques | Caractéristiques                                                                                   | Caractéristiques                                                                                   | Caractéristiques                                                                                   | Caractéristiques                                                                                   | Caractéristiques                                                                                   | Caractéristiques                                                                                   | Caractéristiques                                                                                   | Caractéristiques                                                                                   |
| 70    | Nice — Urfé ⥋ Nice — CPAM Entrée | Nice — Urfé ⥋ Nice — CPAM Entrée                                                                   | Nice — Urfé ⥋ Nice — CPAM Entrée                                                                   | Nice — Urfé ⥋ Nice — CPAM Entrée                                                                   | Nice — Urfé ⥋ Nice — CPAM Entrée                                                                   | Nice — Urfé ⥋ Nice — CPAM Entrée                                                                   | Nice — Urfé ⥋ Nice — CPAM Entrée                                                                   | Nice — Urfé ⥋ Nice — CPAM Entrée                                                                   | Nice — Urfé ⥋ Nice — CPAM Entrée                                                                   |
| ----- | --- | -------------------------------------------------------------------------------------------------- | -------------------------------------------------------------------------------------------------- | -------------------------------------------------------------------------------------------------- | -------------------------------------------------------------------------------------------------- | -------------------------------------------------------------------------------------------------- | -------------------------------------------------------------------------------------------------- | -------------------------------------------------------------------------------------------------- | -------------------------------------------------------------------------------------------------- |
| 70    | Ouverture / Fermeture 16 décembre 2019 / — | Longueur —                                                                                         | Durée 20 min                                                                                       | Nb. d’arrêts 14                                                                                    | Matériel Urbanway 10 GNC                                                                           | Jours de fonctionnement L, Ma, Me, J, V, S, D                                                      | Jour / Soir / Nuit / Fêtes O / N / N / O                                                           | Voy. / an —                                                                                        | Dépôt Régie Lignes d'azur Drap                                                                     |
| 70    | Desserte : - Villes et lieux desservis : Nice Gare Thiers, Parc Impérial, Gare du Parc Impérial, Square Daudet, Piscine Le Piol, CPAM). - Gare et station desservies : T1 : Gare Thiers | | | | | | | | |
| 70    | Autre : - Amplitudes horaires : La ligne circule du lundi au samedi de 06h30 à 20h25 et les dimanches et jours fériés de 07h00 à 20h25. - Particularités : - Ancienne ligne : 17 - Date de dernière mise à jour : 1er janvier 2023. | | | | | | | | |
| 70    | Dernière actualisation : — | | | | | | | | |
| 71    | Nice — Gare Thiers ⥋ Nice — Corniche Bellevue | Nice — Gare Thiers ⥋ Nice — Corniche Bellevue                                                      | Nice — Gare Thiers ⥋ Nice — Corniche Bellevue                                                      | Nice — Gare Thiers ⥋ Nice — Corniche Bellevue                                                      | Nice — Gare Thiers ⥋ Nice — Corniche Bellevue                                                      | Nice — Gare Thiers ⥋ Nice — Corniche Bellevue                                                      | Nice — Gare Thiers ⥋ Nice — Corniche Bellevue                                                      | Nice — Gare Thiers ⥋ Nice — Corniche Bellevue                                                      | Nice — Gare Thiers ⥋ Nice — Corniche Bellevue                                                      |
| 71    | Ouverture / Fermeture 2 septembre 2019 / — | Longueur —                                                                                         | Durée 15 à 20 min                                                                                  | Nb. d’arrêts 18                                                                                    | Matériel Integralia In-Urban Sprinter City 35 Dietrich City 23                                     | Jours de fonctionnement L, Ma, Me, J, V, S, D                                                      | Jour / Soir / Nuit / Fêtes O / N / N / O                                                           | Voy. / an —                                                                                        | Dépôt Transdev Côte d'Azur Pont Garigliano                                                         |
| 71    | Desserte : - Villes et lieux desservis : Nice (Gare Thiers, Lycée Polyvalent Beau Site, Parc Impérial, Jardins Héspérides, Corniche Bellevue). - Gare et station desservies : Gare de Nice Ville | | | | | | | | |
| 71    | Autre : - Amplitudes horaires : La ligne circule du lundi au vendredi de 06h40 à 20h00, le samedi de 06h40 à 19h31 et les dimanches et jours fériés de 11h00 à 17h12. - Particularités : - Ancienne ligne : 71 - Date de dernière mise à jour : 12 février 2020. | | | | | | | | |
| 71    | Dernière actualisation : — | | | | | | | | |
| 72    | Nice — PN Gambetta ⥋ Nice — Righi | Nice — PN Gambetta ⥋ Nice — Righi                                                                  | Nice — PN Gambetta ⥋ Nice — Righi                                                                  | Nice — PN Gambetta ⥋ Nice — Righi                                                                  | Nice — PN Gambetta ⥋ Nice — Righi                                                                  | Nice — PN Gambetta ⥋ Nice — Righi                                                                  | Nice — PN Gambetta ⥋ Nice — Righi                                                                  | Nice — PN Gambetta ⥋ Nice — Righi                                                                  | Nice — PN Gambetta ⥋ Nice — Righi                                                                  |
| 72    | Ouverture / Fermeture 2 septembre 2019 / — | Longueur —                                                                                         | Durée 15 à 20 min                                                                                  | Nb. d’arrêts 23                                                                                    | Matériel Sprinter City 35                                                                          | Jours de fonctionnement L, Ma, Me, J, V, S, D                                                      | Jour / Soir / Nuit / Fêtes O / N / N / O                                                           | Voy. / an —                                                                                        | Dépôt Transdev Côte d'Azur Pont Garigliano                                                         |
| 72    | Desserte : - Villes et lieux desservis : Nice (Piscine Le Piol, Boulevard Mantega, Righi, Villa Cyrnos, Michelet, Collège Moriah). - Gare et station desservies : T1 : Gorbella | | | | | | | | |
| 72    | Autre : - Amplitudes horaires : La ligne circule du lundi au samedi de 07h00 à 20h00, et les dimanches et jours fériés de 09h30 à 12h20, puis 14h00 à 19h15. - Particularités : - Ancienne ligne : 72 - Date de dernière mise à jour : 12 février 2020. | | | | | | | | |
| 72    | Dernière actualisation : — | | | | | | | | |
| 73    | Saint-Laurent-du-Var — Cap 3000 ⥋ Carros — Médiathèque | Saint-Laurent-du-Var — Cap 3000 ⥋ Carros — Médiathèque                                             | Saint-Laurent-du-Var — Cap 3000 ⥋ Carros — Médiathèque                                             | Saint-Laurent-du-Var — Cap 3000 ⥋ Carros — Médiathèque                                             | Saint-Laurent-du-Var — Cap 3000 ⥋ Carros — Médiathèque                                             | Saint-Laurent-du-Var — Cap 3000 ⥋ Carros — Médiathèque                                             | Saint-Laurent-du-Var — Cap 3000 ⥋ Carros — Médiathèque                                             | Saint-Laurent-du-Var — Cap 3000 ⥋ Carros — Médiathèque                                             | Saint-Laurent-du-Var — Cap 3000 ⥋ Carros — Médiathèque                                             |
| 73    | Ouverture / Fermeture 2 septembre 2019 / — | Longueur —                                                                                         | Durée —                                                                                            | Nb. d’arrêts —                                                                                     | Matériel Crossway LE NP                                                                            | Jours de fonctionnement L, Ma, Me, J, V, S                                                         | Jour / Soir / Nuit / Fêtes O / N / N / N                                                           | Voy. / an —                                                                                        | Dépôt T.A.C.A.V.L ou TDAM Lingostière                                                              |
| 73    | Desserte : - Villes et lieux desservis : Saint-Laurent-du-Var (Cap 3000, Direction de la Jeunesse et des Sports, Gare, Animathèque de la Gare, Police Nationale, Square Bénes, Collège Pagnol, Stade Léon Bérenger, Théâtre Georges Brassens, Piscine municipale, Collège Pagnol, Stade des Iscles), La Gaude, Gattières, Carros (La Manda, Collège Langevin, CFA, Médiathèque, Mairie) - Gare et station desservies : Gare de Saint-Laurent-du-Var | | | | | | | | |
| 73    | Autre : - Amplitudes horaires : La ligne circule du lundi au vendredi de 05h50 à 19h35 et le samedi de 07h20 à 19h15. - Particularités : La ligne dessert en semaine, aux heures de pointes, les zones industrielles de Carros et de Saint-Laurent-du-Var. - Ancienne ligne : 707 - Date de dernière mise à jour : 15 juin 2025. | | | | | | | | |
| 73    | Dernière actualisation : — | | | | | | | | |
| 75    | Nice — Gare Thiers ⥋ Nice — Hameaux de la Costière | Nice — Gare Thiers ⥋ Nice — Hameaux de la Costière                                                 | Nice — Gare Thiers ⥋ Nice — Hameaux de la Costière                                                 | Nice — Gare Thiers ⥋ Nice — Hameaux de la Costière                                                 | Nice — Gare Thiers ⥋ Nice — Hameaux de la Costière                                                 | Nice — Gare Thiers ⥋ Nice — Hameaux de la Costière                                                 | Nice — Gare Thiers ⥋ Nice — Hameaux de la Costière                                                 | Nice — Gare Thiers ⥋ Nice — Hameaux de la Costière                                                 | Nice — Gare Thiers ⥋ Nice — Hameaux de la Costière                                                 |
| 75    | Ouverture / Fermeture 2 septembre 2019 / — | Longueur —                                                                                         | Durée 25 à 30 min                                                                                  | Nb. d’arrêts 32                                                                                    | Matériel GX 137                                                                                    | Jours de fonctionnement L, Ma, Me, J, V, S, D                                                      | Jour / Soir / Nuit / Fêtes O / N / N / O                                                           | Voy. / an —                                                                                        | Dépôt Transdev Côte d'Azur Pont Garigliano                                                         |
| 75    | Desserte : - Villes et lieux desservis : Nice (Gare Thiers, Lycée Polyvalent Beau Site, Corniche de Magnan, Résidence de la Costière, Hameaux de la Costière). - Gare et station desservies : Gare de Nice Ville | | | | | | | | |
| 75    | Autre : - Amplitudes horaires : La ligne circule du lundi au samedi de 06h40 à 21h00 et les dimanches et jours fériés de 06h55 à 19h19. - Particularités : En semaine, la ligne dessert le Parc Impérial et le Collège Vernier. Une information voyageurs est disponible pour permettre aux usagers de visualiser sur une carte leur bus en temps-réel. - Ancienne ligne : 75 - Date de dernière mise à jour : 5 juillet 2021.                      | | | | | | | | |
| 75    | Dernière actualisation : — | | | | | | | | |
| 76    | Nice — Place Fontaine du Temple ⥋ Aspremont Village ou Castagniers Village ou Saint-Blaise Village | Nice — Place Fontaine du Temple ⥋ Aspremont Village ou Castagniers Village ou Saint-Blaise Village | Nice — Place Fontaine du Temple ⥋ Aspremont Village ou Castagniers Village ou Saint-Blaise Village | Nice — Place Fontaine du Temple ⥋ Aspremont Village ou Castagniers Village ou Saint-Blaise Village | Nice — Place Fontaine du Temple ⥋ Aspremont Village ou Castagniers Village ou Saint-Blaise Village | Nice — Place Fontaine du Temple ⥋ Aspremont Village ou Castagniers Village ou Saint-Blaise Village | Nice — Place Fontaine du Temple ⥋ Aspremont Village ou Castagniers Village ou Saint-Blaise Village | Nice — Place Fontaine du Temple ⥋ Aspremont Village ou Castagniers Village ou Saint-Blaise Village | Nice — Place Fontaine du Temple ⥋ Aspremont Village ou Castagniers Village ou Saint-Blaise Village |
| 76    | Ouverture / Fermeture 2 septembre 2019 / — | Longueur —                                                                                         | Durée 30, 25 40, 20 min                                                                            | Nb. d’arrêts 40, 32 45, 26                                                                         | Matériel Integralia In-Urban Sprinter City 35                                                      | Jours de fonctionnement L, Ma, Me, J, V, S, D                                                      | Jour / Soir / Nuit / Fêtes O / N / N / O                                                           | Voy. / an —                                                                                        | Dépôt Transdev Côte d'Azur Pont Garigliano                                                         |
| 76    | Desserte : - Villes et lieux desservis : Nice (Place de la Fontaine du Temple, Cascade de Gairaut), Aspremont (Domaine de l'Aspre, Village, Mairie), Castagniers (Village, Mairie), Saint-Blaise (Moulin, Village, Mairie). - Gare et station desservies : | | | | | | | | |
| 76    | Autre : - Amplitudes horaires : La ligne circule du lundi au samedi de 06h05 à 19h50 et les dimanches et jours fériés de 07h30 à 20h20. - Particularités : La ligne possède plusieurs trajets : Nice - Saint-Blaise, Nice - Castagniers, Nice - Saint-Blaise via Castagniers, Nice - Aspremont. - Ancienne ligne : 76 - Date de dernière mise à jour : 28 février 2020.                                                                             | | | | | | | | |
| 76    | Dernière actualisation : — | | | | | | | | |
| 77    | Le Broc Village ou Carros Village ou Lou Camp ⥋ Carros — Langevin | Le Broc Village ou Carros Village ou Lou Camp ⥋ Carros — Langevin                                  | Le Broc Village ou Carros Village ou Lou Camp ⥋ Carros — Langevin                                  | Le Broc Village ou Carros Village ou Lou Camp ⥋ Carros — Langevin                                  | Le Broc Village ou Carros Village ou Lou Camp ⥋ Carros — Langevin                                  | Le Broc Village ou Carros Village ou Lou Camp ⥋ Carros — Langevin                                  | Le Broc Village ou Carros Village ou Lou Camp ⥋ Carros — Langevin                                  | Le Broc Village ou Carros Village ou Lou Camp ⥋ Carros — Langevin                                  | Le Broc Village ou Carros Village ou Lou Camp ⥋ Carros — Langevin                                  |
| 77    | Ouverture / Fermeture 2 septembre 2019 / — | Longueur —                                                                                         | Durée 30 min                                                                                       | Nb. d’arrêts 20 ou 22                                                                              | Matériel Crossway LE                                                                               | Jours de fonctionnement L, Ma, Me, J, V, S                                                         | Jour / Soir / Nuit / Fêtes O / N / N / N                                                           | Voy. / an —                                                                                        | Dépôt Transports SUMA                                                                              |
| 77    | Desserte : - Villes et lieux desservis : Le Broc (Village), Carros (Village), Colomars (Z.A. La Manda) - Gare et station desservies : | | | | | | | | |
| 77    | Autre : - Amplitudes horaires : La ligne circule du lundi au vendredi de 06h30 à 08h10 puis de 15h35 à 17h40 et les samedis de 08h30 à 11h05 puis de 14h00 à 15h05. - Particularités : Le samedi, la ligne est prolongée à Le Broc Village. - Ancienne ligne : T67b - Date de dernière mise à jour : 12 février 2020. | | | | | | | | |
| 77    | Dernière actualisation : — | | | | | | | | |

#### Lignes 80 à 89
| Ligne | Caractéristiques | Caractéristiques                                                                      | Caractéristiques                                                                      | Caractéristiques                                                                      | Caractéristiques                                                                      | Caractéristiques                                                                      | Caractéristiques                                                                      | Caractéristiques                                                                      | Caractéristiques                                                                      |
| 80    | Nice — Riquier ou Vauban ⥋ Villefranche-sur-Mer — Le Gentilhomme | Nice — Riquier ou Vauban ⥋ Villefranche-sur-Mer — Le Gentilhomme                      | Nice — Riquier ou Vauban ⥋ Villefranche-sur-Mer — Le Gentilhomme                      | Nice — Riquier ou Vauban ⥋ Villefranche-sur-Mer — Le Gentilhomme                      | Nice — Riquier ou Vauban ⥋ Villefranche-sur-Mer — Le Gentilhomme                      | Nice — Riquier ou Vauban ⥋ Villefranche-sur-Mer — Le Gentilhomme                      | Nice — Riquier ou Vauban ⥋ Villefranche-sur-Mer — Le Gentilhomme                      | Nice — Riquier ou Vauban ⥋ Villefranche-sur-Mer — Le Gentilhomme                      | Nice — Riquier ou Vauban ⥋ Villefranche-sur-Mer — Le Gentilhomme                      |
| ----- | --- | ------------------------------------------------------------------------------------- | ------------------------------------------------------------------------------------- | ------------------------------------------------------------------------------------- | ------------------------------------------------------------------------------------- | ------------------------------------------------------------------------------------- | ------------------------------------------------------------------------------------- | ------------------------------------------------------------------------------------- | ------------------------------------------------------------------------------------- |
| 80    | Ouverture / Fermeture 2 septembre 2019 / — | Longueur —                                                                            | Durée 24/34 min                                                                       | Nb. d’arrêts 32                                                                       | Matériel E-Jest                                                                       | Jours de fonctionnement L, Ma, Me, J, V, S, D                                         | Jour / Soir / Nuit / Fêtes O / N / N / O                                              | Voy. / an —                                                                           | Dépôt Transports SUMA Sainr André                                                     |
| 80    | Desserte : - Villes et lieux desservis : Nice (Gare Riquier, Gare Routière Vauban, Parc Boron, Col de Villefranche), Villefranche-sur-Mer (Maison de Retraite, Cimetière Beaulieu, Citadelle, Théâtre de Verdure, Mairie, Port de Villefranche-sur-Mer, Observatoire Océanologique, Gare). - Gare et station desservies : T1 : Vauban, Gare de Nice-Riquier, Gare de Villefranche-sur-Mer. |                                                                                       |                                                                                       |                                                                                       |                                                                                       |                                                                                       |                                                                                       |                                                                                       |                                                                                       |
| 80    | Autre : - Amplitudes horaires : La ligne circule du lundi au vendredi de 07h10 à 19h15, le samedi de 07h35 à 19h15 et les dimanches en période estivale de 07h15 à 18h30. - Particularités : Certaines courses se terminent à Col de Villefranche. La branche du Rochambeau n'est desservie qu'à certains horaires. La ligne effectue des terminus à la gare routière Vauban selon les horaires. Elle fonctionne le dimanche d'avril à octobre. Une information voyageurs est disponible pour permettre aux usagers de visualiser sur une carte leur bus en temps-réel. - Ancienne ligne : 80 - Date de dernière mise à jour : 15 juin 2025. |                                                                                       |                                                                                       |                                                                                       |                                                                                       |                                                                                       |                                                                                       |                                                                                       |                                                                                       |
| 80    | Dernière actualisation : — |                                                                                       |                                                                                       |                                                                                       |                                                                                       |                                                                                       |                                                                                       |                                                                                       |                                                                                       |
| 83    | Beaulieu-sur-Mer — Baie des Fourmis ⥋ Èze — Plateau de la Justice | Beaulieu-sur-Mer — Baie des Fourmis ⥋ Èze — Plateau de la Justice                     | Beaulieu-sur-Mer — Baie des Fourmis ⥋ Èze — Plateau de la Justice                     | Beaulieu-sur-Mer — Baie des Fourmis ⥋ Èze — Plateau de la Justice                     | Beaulieu-sur-Mer — Baie des Fourmis ⥋ Èze — Plateau de la Justice                     | Beaulieu-sur-Mer — Baie des Fourmis ⥋ Èze — Plateau de la Justice                     | Beaulieu-sur-Mer — Baie des Fourmis ⥋ Èze — Plateau de la Justice                     | Beaulieu-sur-Mer — Baie des Fourmis ⥋ Èze — Plateau de la Justice                     | Beaulieu-sur-Mer — Baie des Fourmis ⥋ Èze — Plateau de la Justice                     |
| 83    | Ouverture / Fermeture 2 septembre 2019 / — | Longueur —                                                                            | Durée 25/30 min                                                                       | Nb. d’arrêts 21                                                                       | Matériel GX 127 GX 137                                                                | Jours de fonctionnement L, Ma, Me, J, V, S, D                                         | Jour / Soir / Nuit / Fêtes O / N / N / O                                              | Voy. / an —                                                                           | Dépôt Transdev Côte d'Azur Pont Garigliano                                            |
| 83    | Desserte : - Villes et lieux desservis : Beaulieu-sur-Mer (Baie des Fourmis, Gare, Centre-Ville, Eglise, Villa Kérylos, Port), Èze (Port, Gare, Cap Estel, Chapelle Saint-Laurent, Village, Mairie, Gendarmerie, Col d'Eze, Plateau de la Justice). - Gare et station desservies : Gare de Beaulieu-sur-Mer, Gare d'Èze-sur-Mer |                                                                                       |                                                                                       |                                                                                       |                                                                                       |                                                                                       |                                                                                       |                                                                                       |                                                                                       |
| 83    | Autre : - Amplitudes horaires : La ligne circule du lundi au dimanche de 09h00 à 18h30. - Particularités : - Ancienne ligne : 83 - Date de dernière mise à jour : 3 mars 2020. |                                                                                       |                                                                                       |                                                                                       |                                                                                       |                                                                                       |                                                                                       |                                                                                       |                                                                                       |
| 83    | Dernière actualisation : — |                                                                                       |                                                                                       |                                                                                       |                                                                                       |                                                                                       |                                                                                       |                                                                                       |                                                                                       |
| 84    | Nice — Riquier ⥋ Beaulieu-sur-Mer — Baie des Fourmis | Nice — Riquier ⥋ Beaulieu-sur-Mer — Baie des Fourmis                                  | Nice — Riquier ⥋ Beaulieu-sur-Mer — Baie des Fourmis                                  | Nice — Riquier ⥋ Beaulieu-sur-Mer — Baie des Fourmis                                  | Nice — Riquier ⥋ Beaulieu-sur-Mer — Baie des Fourmis                                  | Nice — Riquier ⥋ Beaulieu-sur-Mer — Baie des Fourmis                                  | Nice — Riquier ⥋ Beaulieu-sur-Mer — Baie des Fourmis                                  | Nice — Riquier ⥋ Beaulieu-sur-Mer — Baie des Fourmis                                  | Nice — Riquier ⥋ Beaulieu-sur-Mer — Baie des Fourmis                                  |
| 84    | Ouverture / Fermeture 2 septembre 2019 / — | Longueur —                                                                            | Durée 35 ou 40 min                                                                    | Nb. d’arrêts 43                                                                       | Matériel Sprinter City 35 Dietrich City 23                                            | Jours de fonctionnement L, Ma, Me, J, V, S, D                                         | Jour / Soir / Nuit / Fêtes O / N / N / O                                              | Voy. / an —                                                                           | Dépôt Transdev Côte d'Azur Pont Garigliano                                            |
| 84    | Desserte : - Villes et lieux desservis : Nice (Gare Riquier, Collège Blanche de Castille, Parc Écologique du Vinaigrier, Observatoire de la Côte d'Azur, Col des 4 chemins, Col de Villefranche), La Trinité, Villefranche-sur-Mer, Beaulieu-sur-Mer (Cimetière, Gare, Gendarmerie, Villa Kérylos, Collège Jean Cocteau). - Gare et station desservies : Gare de Nice-Riquier, Gare de Beaulieu-sur-Mer |                                                                                       |                                                                                       |                                                                                       |                                                                                       |                                                                                       |                                                                                       |                                                                                       |                                                                                       |
| 84    | Autre : - Amplitudes horaires : La ligne circule du lundi au vendredi de 06h25 à 19h30, le samedi de 06h25 à 19h35 et les dimanches en période estivale de 08h15 à 19h41. - Particularités : La branche du Plateau Saint-Michel est desservie à certains horaires, et systématiquement le dimanche. La ligne dessert le cimetière de Beaulieu du lundi au samedi, à raison d'un aller-retour. La ligne fonctionne le dimanche d'avril à octobre. - Ancienne ligne : 84 - Date de dernière mise à jour : 3 mars 2020. |                                                                                       |                                                                                       |                                                                                       |                                                                                       |                                                                                       |                                                                                       |                                                                                       |                                                                                       |
| 84    | Dernière actualisation : — |                                                                                       |                                                                                       |                                                                                       |                                                                                       |                                                                                       |                                                                                       |                                                                                       |                                                                                       |
| 85    | La Trinité — Chênes Verts Delahaye ⥋ La Trinité — Cité du Soleil | La Trinité — Chênes Verts Delahaye ⥋ La Trinité — Cité du Soleil                      | La Trinité — Chênes Verts Delahaye ⥋ La Trinité — Cité du Soleil                      | La Trinité — Chênes Verts Delahaye ⥋ La Trinité — Cité du Soleil                      | La Trinité — Chênes Verts Delahaye ⥋ La Trinité — Cité du Soleil                      | La Trinité — Chênes Verts Delahaye ⥋ La Trinité — Cité du Soleil                      | La Trinité — Chênes Verts Delahaye ⥋ La Trinité — Cité du Soleil                      | La Trinité — Chênes Verts Delahaye ⥋ La Trinité — Cité du Soleil                      | La Trinité — Chênes Verts Delahaye ⥋ La Trinité — Cité du Soleil                      |
| 85    | Ouverture / Fermeture 2 septembre 2019 / — | Longueur —                                                                            | Durée 20 ou 24 min                                                                    | Nb. d’arrêts 18 ou 21                                                                 | Matériel Kapena Urby                                                                  | Jours de fonctionnement L, Ma, Me, J, V, S                                            | Jour / Soir / Nuit / Fêtes O / N / N / N                                              | Voy. / an —                                                                           | Dépôt Transports SUMA                                                                 |
| 85    | Desserte : - Villes et lieux desservis : La Trinité (Les Chênes Verts, Médiathèque, Route de Laghet, Stade de l'Oli, Viaduc de l'Oli, Hameau de l'Oli, Collège La Bourgada, Maison de l'Enfance, Stade du Rostit, Cité du Soleil). - Gare et station desservies : |                                                                                       |                                                                                       |                                                                                       |                                                                                       |                                                                                       |                                                                                       |                                                                                       |                                                                                       |
| 85    | Autre : - Amplitudes horaires : La ligne circule du lundi au vendredi de 06h40 à 08h35, puis de 11h56 à 13h09 et de 15h25 à 19h12 et le samedi de 06h40 à 18h05. - Particularités : En semaine, la ligne passe en tad de 09h à 11h et de 13h à 15h. Les arrêts Stade du Rosti, L'Espérance et Rue Haute ne sont desservis qu'à certains horaires. - Ancienne ligne : 85 - Date de dernière mise à jour : 4 mars 2020. |                                                                                       |                                                                                       |                                                                                       |                                                                                       |                                                                                       |                                                                                       |                                                                                       |                                                                                       |
| 85    | Dernière actualisation : — |                                                                                       |                                                                                       |                                                                                       |                                                                                       |                                                                                       |                                                                                       |                                                                                       |                                                                                       |
| 86    | La Trinité — Bertagnia ou La Trinité — Place de Rebat ⥋ La Trinité — La Plana Matisse | La Trinité — Bertagnia ou La Trinité — Place de Rebat ⥋ La Trinité — La Plana Matisse | La Trinité — Bertagnia ou La Trinité — Place de Rebat ⥋ La Trinité — La Plana Matisse | La Trinité — Bertagnia ou La Trinité — Place de Rebat ⥋ La Trinité — La Plana Matisse | La Trinité — Bertagnia ou La Trinité — Place de Rebat ⥋ La Trinité — La Plana Matisse | La Trinité — Bertagnia ou La Trinité — Place de Rebat ⥋ La Trinité — La Plana Matisse | La Trinité — Bertagnia ou La Trinité — Place de Rebat ⥋ La Trinité — La Plana Matisse | La Trinité — Bertagnia ou La Trinité — Place de Rebat ⥋ La Trinité — La Plana Matisse | La Trinité — Bertagnia ou La Trinité — Place de Rebat ⥋ La Trinité — La Plana Matisse |
| 86    | Ouverture / Fermeture 2 septembre 2019 / — | Longueur —                                                                            | Durée —                                                                               | Nb. d’arrêts —                                                                        | Matériel Kapena Urby                                                                  | Jours de fonctionnement L, Ma, Me, J, V, S                                            | Jour / Soir / Nuit / Fêtes O / N / N / N                                              | Voy. / an —                                                                           | Dépôt Transports SUMA                                                                 |
| 86    | Desserte : - Villes et lieux desservis : La Trinité (Voie Romaine, Médiathèque, Route de Laghet, Pont Anatole France, Collège La Bourgada, La Plana), Nice (La Lauvette). - Gare desservie : Gare de La Trinité-Victor. |                                                                                       |                                                                                       |                                                                                       |                                                                                       |                                                                                       |                                                                                       |                                                                                       |                                                                                       |
| 86    | Autre : - Amplitudes horaires : La ligne circule du lundi au vendredi de 06h30 à 18h50 et le samedi de 07h20 à 19h07. - Particularités : La ligne dessert le collège de la Bourgada à certains horaires seulement. - Ancienne ligne : 86 - Date de dernière mise à jour : 4 mars 2020. |                                                                                       |                                                                                       |                                                                                       |                                                                                       |                                                                                       |                                                                                       |                                                                                       |                                                                                       |
| 86    | Dernière actualisation : — |                                                                                       |                                                                                       |                                                                                       |                                                                                       |                                                                                       |                                                                                       |                                                                                       |                                                                                       |
| 87    | Nice — Pont Barla ⥋ Nice — Hôpital de l'Archet | Nice — Pont Barla ⥋ Nice — Hôpital de l'Archet                                        | Nice — Pont Barla ⥋ Nice — Hôpital de l'Archet                                        | Nice — Pont Barla ⥋ Nice — Hôpital de l'Archet                                        | Nice — Pont Barla ⥋ Nice — Hôpital de l'Archet                                        | Nice — Pont Barla ⥋ Nice — Hôpital de l'Archet                                        | Nice — Pont Barla ⥋ Nice — Hôpital de l'Archet                                        | Nice — Pont Barla ⥋ Nice — Hôpital de l'Archet                                        | Nice — Pont Barla ⥋ Nice — Hôpital de l'Archet                                        |
| 87    | Ouverture / Fermeture 21 octobre 2019 / — | Longueur —                                                                            | Durée 36 min                                                                          | Nb. d’arrêts —                                                                        | Matériel GX 327                                                                       | Jours de fonctionnement L, Ma, Me, J, V, S, D                                         | Jour / Soir / Nuit / Fêtes O / N / N / O                                              | Voy. / an —                                                                           | Dépôt Régie Lignes d'Azur                                                             |
| 87    | Desserte : - Villes et lieux desservis : Nice (Pont Barla, Lycée Masséna, Place Masséna, Hôpital Saint-Roch, Hôtel des Postes, Commissariat Central, Gare Thiers, CUM, Magnan, Faculté Carlone, Collège de l'Archet, Hôpital de l'Archet). - Gare desservie : T1 : Garibaldi, Cathédrale Vieille-Ville, Gare Thiers, T2 : Alsace-Lorraine, Magnan, Gare de Nice-Thiers |                                                                                       |                                                                                       |                                                                                       |                                                                                       |                                                                                       |                                                                                       |                                                                                       |                                                                                       |
| 87    | Autre : - Amplitudes horaires : La ligne circule du lundi au samedi de 06h30 à 21h00 et les dimanches et jours fériés de 07h05 à 20h00. - Particularités : - Ancienne ligne : Nouvelle ligne - Date de dernière mise à jour : 4 mars 2020. |                                                                                       |                                                                                       |                                                                                       |                                                                                       |                                                                                       |                                                                                       |                                                                                       |                                                                                       |
| 87    | Dernière actualisation : — |                                                                                       |                                                                                       |                                                                                       |                                                                                       |                                                                                       |                                                                                       |                                                                                       |                                                                                       |
| 88    | Nice — Vauban ⥋ Nice — Marojade ou Saint-André-de-la-Roche — Piscine | Nice — Vauban ⥋ Nice — Marojade ou Saint-André-de-la-Roche — Piscine                  | Nice — Vauban ⥋ Nice — Marojade ou Saint-André-de-la-Roche — Piscine                  | Nice — Vauban ⥋ Nice — Marojade ou Saint-André-de-la-Roche — Piscine                  | Nice — Vauban ⥋ Nice — Marojade ou Saint-André-de-la-Roche — Piscine                  | Nice — Vauban ⥋ Nice — Marojade ou Saint-André-de-la-Roche — Piscine                  | Nice — Vauban ⥋ Nice — Marojade ou Saint-André-de-la-Roche — Piscine                  | Nice — Vauban ⥋ Nice — Marojade ou Saint-André-de-la-Roche — Piscine                  | Nice — Vauban ⥋ Nice — Marojade ou Saint-André-de-la-Roche — Piscine                  |
| 88    | Ouverture / Fermeture 2 septembre 2019 / — | Longueur —                                                                            | Durée 40 ou 50 min                                                                    | Nb. d’arrêts 31 ou 36                                                                 | Matériel GX 127 Atak                                                                  | Jours de fonctionnement L, Ma, Me, J, V, S, D                                         | Jour / Soir / Nuit / Fêtes O / N / N / O                                              | Voy. / an —                                                                           | Dépôt Transports SUMA                                                                 |
| 88    | Desserte : - Villes et lieux desservis : Nice (UFR Arts Lettres et Sciences Humaines, Palais des Expositions, Palais des sports Jean-Bouin, Lycée Guillaume Apollinaire, Pont V. Auriol, Chantier Sang Neuf, AnimaNice Bon Voyage, Cimetière de l'Est, Parc Christian Lescos), Saint-André-de-la-Roche (Plateau sportif de l'Ariane, Corniche des Oliviers, Quartier du Château, Place Jules Musso, Centre, Piscine). - Gare desservie : T1 : Vauban |                                                                                       |                                                                                       |                                                                                       |                                                                                       |                                                                                       |                                                                                       |                                                                                       |                                                                                       |
| 88    | Autre : - Amplitudes horaires : La ligne circule du lundi au samedi de 06h55 à 19h30 et les dimanches et jours fériés de 09h05 à 17h05. - Particularités : La ligne effectue son terminus soit à l'arrêt Saint-André de la Roche Piscine, soit à Marojade. - Ancienne ligne : 88 - Date de dernière mise à jour : 4 mars 2020. |                                                                                       |                                                                                       |                                                                                       |                                                                                       |                                                                                       |                                                                                       |                                                                                       |                                                                                       |
| 88    | Dernière actualisation : — |                                                                                       |                                                                                       |                                                                                       |                                                                                       |                                                                                       |                                                                                       |                                                                                       |                                                                                       |

#### Lignes 90 à 99
| Ligne | Caractéristiques | Caractéristiques                                                           | Caractéristiques                                                           | Caractéristiques                                                           | Caractéristiques                                                           | Caractéristiques                                                           | Caractéristiques                                                           | Caractéristiques                                                           | Caractéristiques                                                           |
| 90    | Nice — Grand Arénas ⥋ Valdeblore — La Bolline | Nice — Grand Arénas ⥋ Valdeblore — La Bolline                              | Nice — Grand Arénas ⥋ Valdeblore — La Bolline                              | Nice — Grand Arénas ⥋ Valdeblore — La Bolline                              | Nice — Grand Arénas ⥋ Valdeblore — La Bolline                              | Nice — Grand Arénas ⥋ Valdeblore — La Bolline                              | Nice — Grand Arénas ⥋ Valdeblore — La Bolline                              | Nice — Grand Arénas ⥋ Valdeblore — La Bolline                              | Nice — Grand Arénas ⥋ Valdeblore — La Bolline                              |
| ----- | --- | -------------------------------------------------------------------------- | -------------------------------------------------------------------------- | -------------------------------------------------------------------------- | -------------------------------------------------------------------------- | -------------------------------------------------------------------------- | -------------------------------------------------------------------------- | -------------------------------------------------------------------------- | -------------------------------------------------------------------------- |
| 90    | Ouverture / Fermeture 2 septembre 2019 / — | Longueur —                                                                 | Durée 105/110 min                                                          | Nb. d’arrêts 39                                                            | Matériel Intouro Futura Crossway Irizar i4                                 | Jours de fonctionnement L, Ma, Me, J, V, S, D                              | Jour / Soir / Nuit / Fêtes O / N / N / O                                   | Voy. / an —                                                                | Dépôt Réunir T.R.A.M                                                       |
| 90    | Desserte : - Villes et lieux desservis : Nice (Grand Arénas, Centre Administratif, Palais Nikaïa), Colomars, Castagniers, Saint-Martin-du-Var (Village), La Roquette-sur-Var, Levens, Utelle, Lantosque, La Bollène-Vésubie (Gare), Roquebillière (Mairie, Vieux Village, Berthemont), Saint-Martin-Vésubie (Maison du Parc National du Mercantour, Musée des Traditions, Mairie, Maison du Département, Gare, Zone d'Activité), Valdeblore (Centre, Lycée de la Montagne, La Bolline). - Gare et station desservies : T2 et T3 Grand Arénas. |                                                                            |                                                                            |                                                                            |                                                                            |                                                                            |                                                                            |                                                                            |                                                                            |
| 90    | Autre : - Amplitudes horaires : La ligne circule du lundi au samedi de 05h30 à 18h30 à raison de trois allers-retours et les dimanches et jours fériés de 08h00 à 18h00 à raison d'un aller-retour. - Particularités : - Ancienne ligne : 730 - Date de dernière mise à jour : 5 mars 2020. |                                                                            |                                                                            |                                                                            |                                                                            |                                                                            |                                                                            |                                                                            |                                                                            |
| 90    | Dernière actualisation : — |                                                                            |                                                                            |                                                                            |                                                                            |                                                                            |                                                                            |                                                                            |                                                                            |
| 91    | Nice — Grand Arénas ⥋ Saint-Étienne-de-Tinée — Auron | Nice — Grand Arénas ⥋ Saint-Étienne-de-Tinée — Auron                       | Nice — Grand Arénas ⥋ Saint-Étienne-de-Tinée — Auron                       | Nice — Grand Arénas ⥋ Saint-Étienne-de-Tinée — Auron                       | Nice — Grand Arénas ⥋ Saint-Étienne-de-Tinée — Auron                       | Nice — Grand Arénas ⥋ Saint-Étienne-de-Tinée — Auron                       | Nice — Grand Arénas ⥋ Saint-Étienne-de-Tinée — Auron                       | Nice — Grand Arénas ⥋ Saint-Étienne-de-Tinée — Auron                       | Nice — Grand Arénas ⥋ Saint-Étienne-de-Tinée — Auron                       |
| 91    | Ouverture / Fermeture 2 septembre 2019 / — | Longueur —                                                                 | Durée 120 min                                                              | Nb. d’arrêts 26                                                            | Matériel Tourismo                                                          | Jours de fonctionnement L, Ma, Me, J, V, S, D                              | Jour / Soir / Nuit / Fêtes O / N / N / O                                   | Voy. / an —                                                                | Dépôt Santa Azur                                                           |
| 91    | Desserte : - Villes et lieux desservis : Nice (Grand Arboras, Centre Administratif, Palais Nikaïa), Colomars, Castagniers, Saint-Martin-du-Var (Village), La Roquette-sur-Var, Levens, Utelle, Tournefort, Clans, Marie, Rimplas, Saint-Sauveur-sur-Tinée, Isola (Village, Musée, AQUAVallée Centre Aquatique), Saint-Étienne-de-Tinée (Le Pré du Loup, Centre, Collège Jean Franco, Auron). - Gare et station desservies : T2 et T3 Grand Arénas.                                                                                            |                                                                            |                                                                            |                                                                            |                                                                            |                                                                            |                                                                            |                                                                            |                                                                            |
| 91    | Autre : - Amplitudes horaires : La ligne circule du lundi au samedi de 05h00 à 18h30 à raison de trois allers-retours et les dimanches et jours fériés de 08h00 à 16h00 à raison d'un aller-retour. - Particularités : En période hivernale, la ligne est renforcée avec l'offre Skibus. - Ancienne ligne : 740 - Date de dernière mise à jour : 5 mars 2020. |                                                                            |                                                                            |                                                                            |                                                                            |                                                                            |                                                                            |                                                                            |                                                                            |
| 91    | Dernière actualisation : — |                                                                            |                                                                            |                                                                            |                                                                            |                                                                            |                                                                            |                                                                            |                                                                            |
| 92    | Nice — Grand Arénas ⥋ Isola — Isola 2000 | Nice — Grand Arénas ⥋ Isola — Isola 2000                                   | Nice — Grand Arénas ⥋ Isola — Isola 2000                                   | Nice — Grand Arénas ⥋ Isola — Isola 2000                                   | Nice — Grand Arénas ⥋ Isola — Isola 2000                                   | Nice — Grand Arénas ⥋ Isola — Isola 2000                                   | Nice — Grand Arénas ⥋ Isola — Isola 2000                                   | Nice — Grand Arénas ⥋ Isola — Isola 2000                                   | Nice — Grand Arénas ⥋ Isola — Isola 2000                                   |
| 92    | Ouverture / Fermeture 2 septembre 2019 / — | Longueur —                                                                 | Durée 130 min                                                              | Nb. d’arrêts 21                                                            | Matériel Tourismo                                                          | Jours de fonctionnement L, Ma, Me, J, V, S, D                              | Jour / Soir / Nuit / Fêtes O / N / N / O                                   | Voy. / an —                                                                | Dépôt Santa Azur                                                           |
| 92    | Desserte : - Villes et lieux desservis : Nice (Grand Arboras, Centre Administratif, Palais Nikaïa), Colomars, Castagniers, Saint-Martin-du-Var (Village), La Roquette-sur-Var, Levens, Utelle, Tournefort, Clans, Marie, Rimplas, Saint-Sauveur-sur-Tinée, Isola (Village, Musée, AQUAVallée Centre Aquatique, Isola 2000). - Gare et station desservies : T2 et T3 Grand Arénas. |                                                                            |                                                                            |                                                                            |                                                                            |                                                                            |                                                                            |                                                                            |                                                                            |
| 92    | Autre : - Amplitudes horaires : La ligne circule du lundi au dimanche de 07h50 à 17h00 à raison de deux allers-retours. - Particularités : En période hivernale, la ligne est renforcée avec l'offre Skibus. - Ancienne ligne : 750 - Date de dernière mise à jour : 5 mars 2020. |                                                                            |                                                                            |                                                                            |                                                                            |                                                                            |                                                                            |                                                                            |                                                                            |
| 92    | Dernière actualisation : — |                                                                            |                                                                            |                                                                            |                                                                            |                                                                            |                                                                            |                                                                            |                                                                            |
| 93    | Lantosque ⥋ Belvédère Place Pavy | Lantosque ⥋ Belvédère Place Pavy                                           | Lantosque ⥋ Belvédère Place Pavy                                           | Lantosque ⥋ Belvédère Place Pavy                                           | Lantosque ⥋ Belvédère Place Pavy                                           | Lantosque ⥋ Belvédère Place Pavy                                           | Lantosque ⥋ Belvédère Place Pavy                                           | Lantosque ⥋ Belvédère Place Pavy                                           | Lantosque ⥋ Belvédère Place Pavy                                           |
| 93    | Ouverture / Fermeture 2 septembre 2019 / — | Longueur —                                                                 | Durée 30 min                                                               | Nb. d’arrêts 9                                                             | Matériel Daily                                                             | Jours de fonctionnement L, Ma, Me, J, V, S, D                              | Jour / Soir / Nuit / Fêtes O / N / N / O                                   | Voy. / an —                                                                | Dépôt —                                                                    |
| 93    | Desserte : - Villes et lieux desservis : Lantosque, La Bollène-Vésubie (Village, Mairie, Piscine, Gare), Roquebillière (Mairie), Belvédère. - Gare et station desservies : |                                                                            |                                                                            |                                                                            |                                                                            |                                                                            |                                                                            |                                                                            |                                                                            |
| 93    | Autre : - Amplitudes horaires : La ligne circule du lundi au samedi de 06h00 à 17h30 à raison d'un aller-retour et les dimanches et jours fériés de 09h30 à 18h25 à raison d'un aller-retour. - Particularités : Le mardi, un aller-retour supplémentaire est mis en place à 09h00 et 12h00. - Ancienne ligne : 731 - Date de dernière mise à jour : 5 mars 2020. |                                                                            |                                                                            |                                                                            |                                                                            |                                                                            |                                                                            |                                                                            |                                                                            |
| 93    | Dernière actualisation : — |                                                                            |                                                                            |                                                                            |                                                                            |                                                                            |                                                                            |                                                                            |                                                                            |
| 94    | Roquebillière — Corniglion Molinier ⥋ Roquebillière — Berthemont-les-Bains | Roquebillière — Corniglion Molinier ⥋ Roquebillière — Berthemont-les-Bains | Roquebillière — Corniglion Molinier ⥋ Roquebillière — Berthemont-les-Bains | Roquebillière — Corniglion Molinier ⥋ Roquebillière — Berthemont-les-Bains | Roquebillière — Corniglion Molinier ⥋ Roquebillière — Berthemont-les-Bains | Roquebillière — Corniglion Molinier ⥋ Roquebillière — Berthemont-les-Bains | Roquebillière — Corniglion Molinier ⥋ Roquebillière — Berthemont-les-Bains | Roquebillière — Corniglion Molinier ⥋ Roquebillière — Berthemont-les-Bains | Roquebillière — Corniglion Molinier ⥋ Roquebillière — Berthemont-les-Bains |
| 94    | Ouverture / Fermeture 2 septembre 2019 / — | Longueur —                                                                 | Durée 15 min                                                               | Nb. d’arrêts 7                                                             | Matériel Daily                                                             | Jours de fonctionnement L, Ma, Me, J, V, S                                 | Jour / Soir / Nuit / Fêtes O / N / N / N                                   | Voy. / an —                                                                | Dépôt Réunir T.R.A.M                                                       |
| 94    | Desserte : - Villes et lieux desservis : Roquebillière (Mairie, Station Thermale). - Gare et station desservies : |                                                                            |                                                                            |                                                                            |                                                                            |                                                                            |                                                                            |                                                                            |                                                                            |
| 94    | Autre : - Amplitudes horaires : La ligne circule du lundi au samedi et jours fériés de 06h15 à 12h30 à raison de cinq allers-retours. - Particularités : La ligne ne circule que pendant l'ouverture de la station thermale de Berthemont-Les-Bains. - Ancienne ligne : 733 - Date de dernière mise à jour : 5 mars 2020. |                                                                            |                                                                            |                                                                            |                                                                            |                                                                            |                                                                            |                                                                            |                                                                            |
| 94    | Dernière actualisation : — |                                                                            |                                                                            |                                                                            |                                                                            |                                                                            |                                                                            |                                                                            |                                                                            |
| 99    | (circulaire) Nice — Jean Médecin ⥋ Nice — Jean Médecin | (circulaire) Nice — Jean Médecin ⥋ Nice — Jean Médecin                     | (circulaire) Nice — Jean Médecin ⥋ Nice — Jean Médecin                     | (circulaire) Nice — Jean Médecin ⥋ Nice — Jean Médecin                     | (circulaire) Nice — Jean Médecin ⥋ Nice — Jean Médecin                     | (circulaire) Nice — Jean Médecin ⥋ Nice — Jean Médecin                     | (circulaire) Nice — Jean Médecin ⥋ Nice — Jean Médecin                     | (circulaire) Nice — Jean Médecin ⥋ Nice — Jean Médecin                     | (circulaire) Nice — Jean Médecin ⥋ Nice — Jean Médecin                     |
| 99    | Ouverture / Fermeture 1er janvier 2023 / — | Longueur —                                                                 | Durée —                                                                    | Nb. d’arrêts —                                                             | Matériel —                                                                 | Jours de fonctionnement L, Ma, Me, J, V, S, D                              | Jour / Soir / Nuit / Fêtes O / N / N / O                                   | Voy. / an —                                                                | Dépôt Drap                                                                 |
| 99    | Desserte : - Villes et lieux desservis : Nice (Jean Médecin, Alsace-Lorraine, Gambetta, Pastorelli, Grimaldi, Place Wilson, Place Masséna). - Gare et station desservies : T1 : Jean Médecin, Masséna / T2 Jean Médecin, Alsace-Lorraine, Durandy |                                                                            |                                                                            |                                                                            |                                                                            |                                                                            |                                                                            |                                                                            |                                                                            |
| 99    | Autre : - Amplitudes horaires : La ligne circule du lundi au samedi de 09h30 à 19h00 et les dimanche de 11h00 à 17h00. - Particularités : Transformation de la ligne gratuite « Cœur de Ville » en ligne avec tarification normale - Ancienne ligne : Ligne Cœur de Ville - Date de dernière mise à jour : 1er janvier 2023. |                                                                            |                                                                            |                                                                            |                                                                            |                                                                            |                                                                            |                                                                            |                                                                            |
| 99    | Dernière actualisation : — |                                                                            |                                                                            |                                                                            |                                                                            |                                                                            |                                                                            |                                                                            |                                                                            |

#### Ligne 706
| Ligne | Caractéristiques | Caractéristiques                                              | Caractéristiques                                              | Caractéristiques                                              | Caractéristiques                                              | Caractéristiques                                              | Caractéristiques                                              | Caractéristiques                                              | Caractéristiques                                              |
| 706   | Saint-Laurent-du-Var — Centre Commercial ⥋ Gattières — Mairie | Saint-Laurent-du-Var — Centre Commercial ⥋ Gattières — Mairie | Saint-Laurent-du-Var — Centre Commercial ⥋ Gattières — Mairie | Saint-Laurent-du-Var — Centre Commercial ⥋ Gattières — Mairie | Saint-Laurent-du-Var — Centre Commercial ⥋ Gattières — Mairie | Saint-Laurent-du-Var — Centre Commercial ⥋ Gattières — Mairie | Saint-Laurent-du-Var — Centre Commercial ⥋ Gattières — Mairie | Saint-Laurent-du-Var — Centre Commercial ⥋ Gattières — Mairie | Saint-Laurent-du-Var — Centre Commercial ⥋ Gattières — Mairie |
| ----- | --- | ------------------------------------------------------------- | ------------------------------------------------------------- | ------------------------------------------------------------- | ------------------------------------------------------------- | ------------------------------------------------------------- | ------------------------------------------------------------- | ------------------------------------------------------------- | ------------------------------------------------------------- |
| 706   | Ouverture / Fermeture 2 septembre 2019 / — | Longueur —                                                    | Durée 30 min                                                  | Nb. d’arrêts 24                                               | Matériel Intouro                                              | Jours de fonctionnement L, Ma, Me, J, V, S                    | Jour / Soir / Nuit / Fêtes O / N / N / N                      | Voy. / an —                                                   | Dépôt T.A.C.A.V.L                                             |
| 706   | Desserte : - Villes et lieux desservis : Saint-Laurent-du-Var (Cap 3000, Direction de la Jeunesse et des Sports, Gare, Animathèque de la Gare, Police Nationale, Square Bénes, Collège Pagnol, Stade Léon Bérenger, Théâtre Georges Brassens, Piscine municipale, Collège Pagnol, Stade des Iscles), La Gaude, Saint-Jeannet, Gattières (Mairie). - Gare desservie : Gare de Saint-Laurent-du-Var. |                                                               |                                                               |                                                               |                                                               |                                                               |                                                               |                                                               |                                                               |
| 706   | Autre : - Amplitudes horaires : La ligne circule du lundi au samedi de 8h30 à 18h00, à raison de trois allers-retours. - Particularités : - Ancienne ligne : 706 - Date de dernière mise à jour : 11 mars 2020. |                                                               |                                                               |                                                               |                                                               |                                                               |                                                               |                                                               |                                                               |
| 706   | Dernière actualisation : — |                                                               |                                                               |                                                               |                                                               |                                                               |                                                               |                                                               |                                                               |

#### Lignes spéciales
| Ligne      | Caractéristiques | Caractéristiques                                             | Caractéristiques                                             | Caractéristiques                                             | Caractéristiques                                             | Caractéristiques                                             | Caractéristiques                                             | Caractéristiques                                             | Caractéristiques                                             |
| CADAM EST  | La Trinité — Les Chênes Verts ⥋ Nice — Centre Administratif | La Trinité — Les Chênes Verts ⥋ Nice — Centre Administratif  | La Trinité — Les Chênes Verts ⥋ Nice — Centre Administratif  | La Trinité — Les Chênes Verts ⥋ Nice — Centre Administratif  | La Trinité — Les Chênes Verts ⥋ Nice — Centre Administratif  | La Trinité — Les Chênes Verts ⥋ Nice — Centre Administratif  | La Trinité — Les Chênes Verts ⥋ Nice — Centre Administratif  | La Trinité — Les Chênes Verts ⥋ Nice — Centre Administratif  | La Trinité — Les Chênes Verts ⥋ Nice — Centre Administratif  |
| ---------- | --- | ------------------------------------------------------------ | ------------------------------------------------------------ | ------------------------------------------------------------ | ------------------------------------------------------------ | ------------------------------------------------------------ | ------------------------------------------------------------ | ------------------------------------------------------------ | ------------------------------------------------------------ |
| CADAM EST  | Ouverture / Fermeture 2 septembre 2019 / — | Longueur —                                                   | Durée 60/80 min                                              | Nb. d’arrêts 13                                              | Matériel —                                                   | Jours de fonctionnement L, Ma, Me, J, V                      | Jour / Soir / Nuit / Fêtes O / N / N / N                     | Voy. / an —                                                  | Dépôt —                                                      |
| CADAM EST  | Desserte : - Villes et lieux desservis : La Trinité (Les Chênes Verts, Centre,), Nice (Centre Admninistratif). - Gare desservie : |                                                              |                                                              |                                                              |                                                              |                                                              |                                                              |                                                              |                                                              |
| CADAM EST  | Autre : - Amplitudes horaires : La ligne circule du lundi au vendredi à 07h15 et 16h40. - Particularités : - Date de dernière mise à jour : 11 mars 2020. |                                                              |                                                              |                                                              |                                                              |                                                              |                                                              |                                                              |                                                              |
| CADAM EST  | Dernière actualisation : — |                                                              |                                                              |                                                              |                                                              |                                                              |                                                              |                                                              |                                                              |
| CADAM NORD | Nice — Saint-Sylvestre ⥋ Nice — Centre Administratif | Nice — Saint-Sylvestre ⥋ Nice — Centre Administratif         | Nice — Saint-Sylvestre ⥋ Nice — Centre Administratif         | Nice — Saint-Sylvestre ⥋ Nice — Centre Administratif         | Nice — Saint-Sylvestre ⥋ Nice — Centre Administratif         | Nice — Saint-Sylvestre ⥋ Nice — Centre Administratif         | Nice — Saint-Sylvestre ⥋ Nice — Centre Administratif         | Nice — Saint-Sylvestre ⥋ Nice — Centre Administratif         | Nice — Saint-Sylvestre ⥋ Nice — Centre Administratif         |
| CADAM NORD | Ouverture / Fermeture 2 septembre 2019 / — | Longueur —                                                   | Durée 35/40 min                                              | Nb. d’arrêts 8                                               | Matériel —                                                   | Jours de fonctionnement L, Ma, Me, J, V                      | Jour / Soir / Nuit / Fêtes O / N / N / N                     | Voy. / an —                                                  | Dépôt —                                                      |
| CADAM NORD | Desserte : - Villes et lieux desservis : Nice (Centre Admninistratif). - Gare desservie : |                                                              |                                                              |                                                              |                                                              |                                                              |                                                              |                                                              |                                                              |
| CADAM NORD | Autre : - Amplitudes horaires : La ligne circule du lundi au vendredi à 07h10, 07h55 et 08h25 puis 16h05, 16h50 et 17h40. - Particularités : L'après-midi, la ligne dessert l'arrêt Les Arboras avant le Centre Administratif. - Date de dernière mise à jour : 11 mars 2020.                                                                   |                                                              |                                                              |                                                              |                                                              |                                                              |                                                              |                                                              |                                                              |
| CADAM NORD | Dernière actualisation : — |                                                              |                                                              |                                                              |                                                              |                                                              |                                                              |                                                              |                                                              |
| EXP 2      | Nice — Pont Michel ⥋ Carros — Z.I de la Manda | Nice — Pont Michel ⥋ Carros — Z.I de la Manda                | Nice — Pont Michel ⥋ Carros — Z.I de la Manda                | Nice — Pont Michel ⥋ Carros — Z.I de la Manda                | Nice — Pont Michel ⥋ Carros — Z.I de la Manda                | Nice — Pont Michel ⥋ Carros — Z.I de la Manda                | Nice — Pont Michel ⥋ Carros — Z.I de la Manda                | Nice — Pont Michel ⥋ Carros — Z.I de la Manda                | Nice — Pont Michel ⥋ Carros — Z.I de la Manda                |
| EXP 2      | Ouverture / Fermeture 2 septembre 2019 / — | Longueur —                                                   | Durée 45/50 min                                              | Nb. d’arrêts 21                                              | Matériel —                                                   | Jours de fonctionnement L, Ma, Me, J, V                      | Jour / Soir / Nuit / Fêtes O / N / N / N                     | Voy. / an —                                                  | Dépôt —                                                      |
| EXP 2      | Desserte : - Villes et lieux desservis : Nice (Pont Michel), Le Broc (Z.I. La Manda), Carros (Z.I. La Manda). - Gare desservie : |                                                              |                                                              |                                                              |                                                              |                                                              |                                                              |                                                              |                                                              |
| EXP 2      | Autre : - Amplitudes horaires : La ligne circule du lundi au vendredi de 05h05 à 12h00 puis 13h40 à 21h15. - Particularités : - Ancienne ligne : Texp - Date de dernière mise à jour : 11 mars 2020. |                                                              |                                                              |                                                              |                                                              |                                                              |                                                              |                                                              |                                                              |
| EXP 2      | Dernière actualisation : — |                                                              |                                                              |                                                              |                                                              |                                                              |                                                              |                                                              |                                                              |
| EXP 3      | Vence — Halte Routière de l'Ara ⥋ Nice — Albert 1er - Verdun | Vence — Halte Routière de l'Ara ⥋ Nice — Albert 1er - Verdun | Vence — Halte Routière de l'Ara ⥋ Nice — Albert 1er - Verdun | Vence — Halte Routière de l'Ara ⥋ Nice — Albert 1er - Verdun | Vence — Halte Routière de l'Ara ⥋ Nice — Albert 1er - Verdun | Vence — Halte Routière de l'Ara ⥋ Nice — Albert 1er - Verdun | Vence — Halte Routière de l'Ara ⥋ Nice — Albert 1er - Verdun | Vence — Halte Routière de l'Ara ⥋ Nice — Albert 1er - Verdun | Vence — Halte Routière de l'Ara ⥋ Nice — Albert 1er - Verdun |
| EXP 3      | Ouverture / Fermeture 2 septembre 2019 / — | Longueur —                                                   | Durée 60 min                                                 | Nb. d’arrêts 19                                              | Matériel Intouro                                             | Jours de fonctionnement L, Ma, Me, J, V                      | Jour / Soir / Nuit / Fêtes O / N / N / N                     | Voy. / an —                                                  | Dépôt Keolis Alpes-Maritimes Vence                           |
| EXP 3      | Desserte : - Villes et lieux desservis : Vence (Halte Routière, Centre, La Taude, Les 4 Chemins), Nice (Aéroport Promenade, Ferber Promenade, Carras Promenade, Ste-Hélène Promenade, Fabron Promenade, Lenval Promenade, Magnan Promenade, Grosso CUM Promenade, Gambetta Promenade, Congrès Promenade, Albert 1er-Verdun). - Gare desservie : |                                                              |                                                              |                                                              |                                                              |                                                              |                                                              |                                                              |                                                              |
| EXP 3      | Autre : - Amplitudes horaires : La ligne circule du lundi au vendredi à 06h50. - Particularités : La ligne n'effectue qu'un aller. Il s'agit de l'ancien trajet express de la ligne 94. À partir de l'arrêt Aéroport Promenade, plus aucune montée n'est autorisée. - Date de dernière mise à jour : 11 mars 2020.                              |                                                              |                                                              |                                                              |                                                              |                                                              |                                                              |                                                              |                                                              |
| EXP 3      | Dernière actualisation : — |                                                              |                                                              |                                                              |                                                              |                                                              |                                                              |                                                              |                                                              |

#### Lignes scolaires
Les lignes scolaires sont numérotées avec des lettres autour de Nice, ou selon d'autres logiques de numérotation en dehors, et ont des trajets différant selon les heures. Depuis la rentrée de 2020, certaines lignes ont été supprimées et certaines lignes du réseau régulier ont adapté leurs horaires du matin pour partir à un horaire précis d’un arrêt non figurant sur le trajet initial et changent parfois d’itinéraire pour desservir des établissements.